# Planificación urbana en Suecia

Proyecto de ordenación y expansión de Landskrona como ciudad fortificada elaborado por Erik Dahlbergh en 1680. Jamás se llevó a cabo.

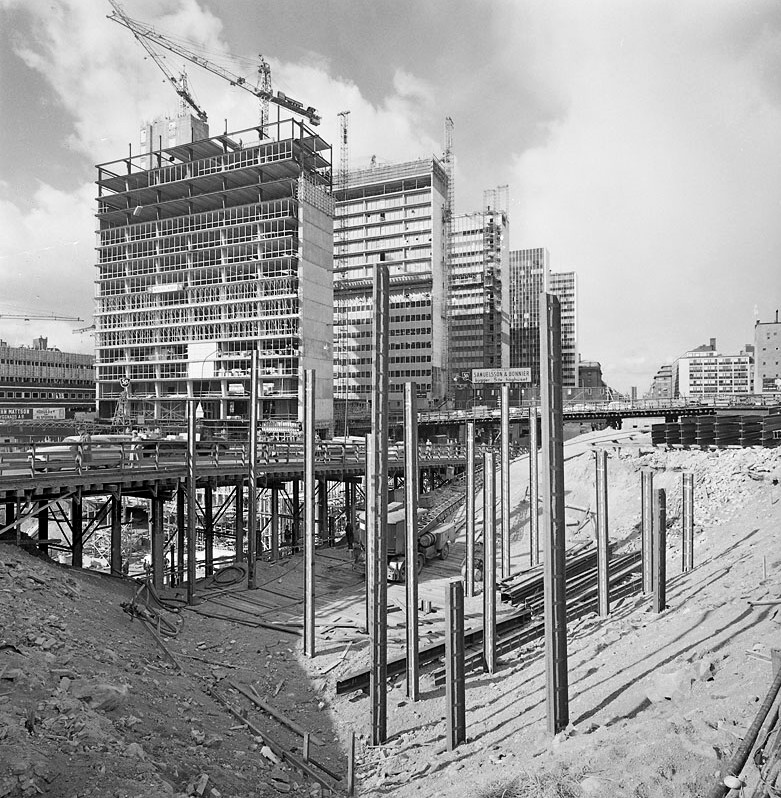
Remodelación de Norrmalm (Estocolmo): Los Hötorgsskraporna en construcción en 1964.

La planificación urbana en Suecia de forma sistematizada tiene su origen en la primera mitad del siglo XVII. Los éxitos militares en la Guerra de los Treinta Años habían situado a Suecia en una posición de liderazgo en el norte de Europa, y el desarrollo del tejido urbano se consideraba un requisito previo para que el país cumpliera su papel de gran potencia, tanto desde el punto de vista administrativo como de apariencia exterior. Así, durante este periodo se fundaron no menos de 50 ciudades.
La siguiente fase decisiva de la planificación y el desarrollo urbanos tuvo lugar con el inicio de la Revolución Industrial. La población urbana volvió a aumentar considerablemente, y se requería una planificación integral para satisfacer las necesidades urbanas en materia de vivienda, escuelas, hospitales, prisiones, fábricas y las nuevas infraestructuras ferroviarias y de suministros de agua, gas y electricidad. La tarea de formular dicho plan integral para Estocolmo le fue encomendada al urbanista Albert Lindhagen y su proyecto de planificación fue aprobado en 1874.
El tercer gran periodo de expansión y transformación urbana comenzó tras la Segunda Guerra Mundial, cuando los años de auge de la industria exportadora sueca (conocidos como años récord) proporcionaron al país las condiciones económicas para financiar ambiciosos proyectos de desarrollo urbano como la remodelación de Norrmalm, en Estocolmo, o el Programa del Millón, a lo largo y ancho del país.
Aunque algunas ciudades medievales como Estocolmo y Visby carecían de planificación, nunca se permitió que crecieran desordenadamente. Desde mediados del siglo XIV, la construcción de las ciudades estaba regulada por el Código de edificación de la Ley Municipal de Magnus Eriksson. Hoy en día, el urbanismo y la construcción están regulados por la Ley de Planificación y Construcción (Plan- och bygglagen, PBL), que brinda a todas las partes interesadas la oportunidad de expresar su criterio.

## Ciudades medievales y fundaciones de ciudades
El concepto formal de "ciudad" comenzó a utilizarse en Suecia en el siglo XIII, siguiendo el modelo alemán. Incluso antes de esta época, existían en Suecia comunidades similares a las de las ciudades, como Birka.
Las ciudades suecas más antiguas que aún existen son Sigtuna y Lund (esta última ubicada en lo que entonces era Dinamarca), ambas fundadas en el siglo X. Sigtuna se fundó en la década de 970 según un plan preestablecido con parcelas dispuestas a lo largo de una calle central. Durante el siglo XI crecieron una serie de nuevas ciudades por toda Suecia, muchas de las cuales se convirtieron en los primeros obispados, como Lödöse, Västerås o Skara. Poco se sabe acerca del grado de planificación que hubo en la fundación de estas ciudades, aunque estudios realizados sobre el plano urbano más antiguo de Nyköping, que data de principios del siglo XII, muestran que se habían trazado parcelas rectangulares regulares desde la calle principal hasta el río Nyköping.
Las ciudades medievales solían estar ubicadas cerca de los principales cursos de agua, lagos, mares o estuarios, ya que el transporte de personas y mercancías se realizaba principalmente por vía fluvial o marítima. De ahí que lo natural fuera fundar y construir ciudades en las zonas donde confluyen las comunicaciones por vía fluvial y terrestre. Algunos ejemplos son las ciudades situadas en torno al lago Mälar, que servían de puntos de transbordo de mineral desde las comarcas mineras de Bergslagen hacia Estocolmo. La propia Estocolmo gozaba de una ubicación privilegiada entre el lago Mälar y el mar Báltico. En la Edad Media, las ciudades que sólo estaban comunicadas por vía terrestre tenían poca importancia. Una excepción fue Lund, que, a pesar de su ubicación interior, se convirtió en una ciudad de primer orden. Aunque no se conoce con exactitud la razón, es probable que la Iglesia hubiera sido determinante en su desarrollo a lo largo de la Edad Media.
En algunas ciudades suecas se conservan grandes conjuntos urbanos procedentes de los antiguos asentamientos medievales, como en Visby y en el casco antiguo de Estocolmo (Gamla Stan), donde se puede reconocer la planta de la ciudad medieval. El casco antiguo, o Stadsholmen, no había sido "planificado", sino que había surgido adaptándose a las condiciones naturales y topográficas. También Visby presenta una estructura urbana surgida en función de las condiciones geográficas y no de una planificación previa; en particular, la conexión viaria entre el puerto y las zonas rurales circundantes influyó en la configuración de la ciudad. Mientras que las ciudades portuarias alemanas contemporáneas, como Rostock y Lübeck, ya contaban con un trazado en cuadrícula, Estocolmo y Visby conservaban sus cascos urbanos no planificados. No obstante, una extensa red de saneamiento en Visby, construida a principios del siglo XIII, antes de que se levantaran las casas de piedra a las que prestaban servicio, demuestra que debió existir cierta planificación del asentamiento. El centro histórico de Visby está vertebrado por las calles paralelas Strandgatan, Mellangatan y Sankt Hansgatan, entre las cuales discurre una red de estrechas callejuelas que descienden hasta el puerto. Stora Torget, la plaza mayor, data del siglo XII. El casco antiguo de Visby tenía forma semicircular, fuera del cual se construían casas de madera más sencillas y de apariencia más irregular.

Planos de algunas ciudades medievales bálticas
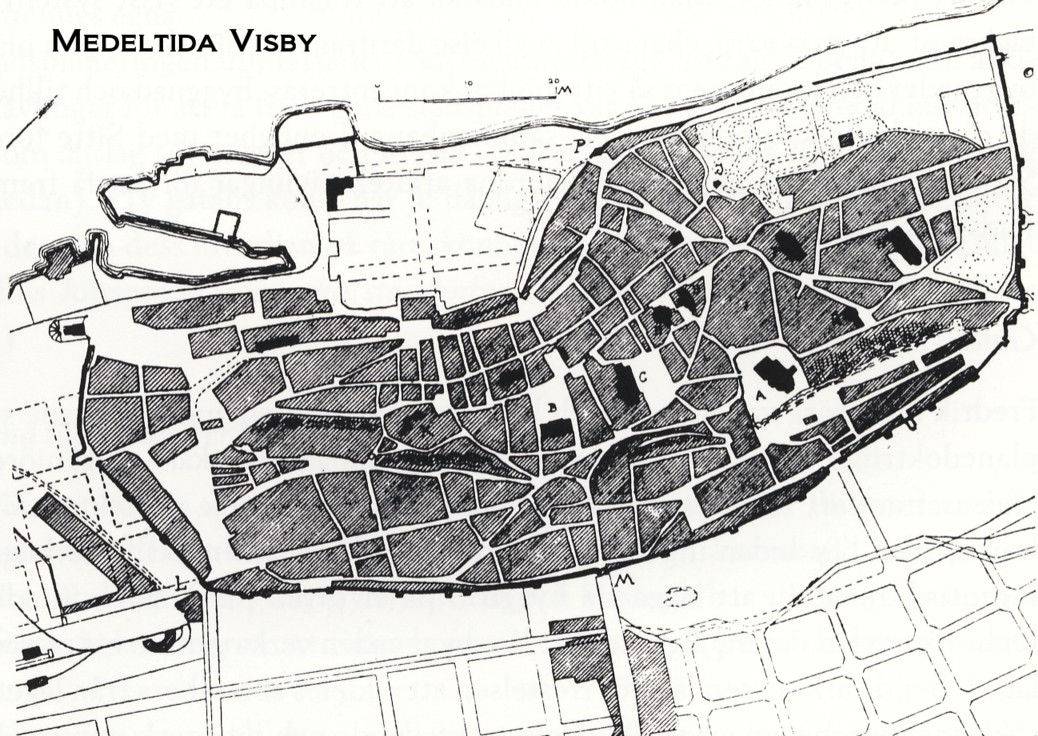
La Visby medieval
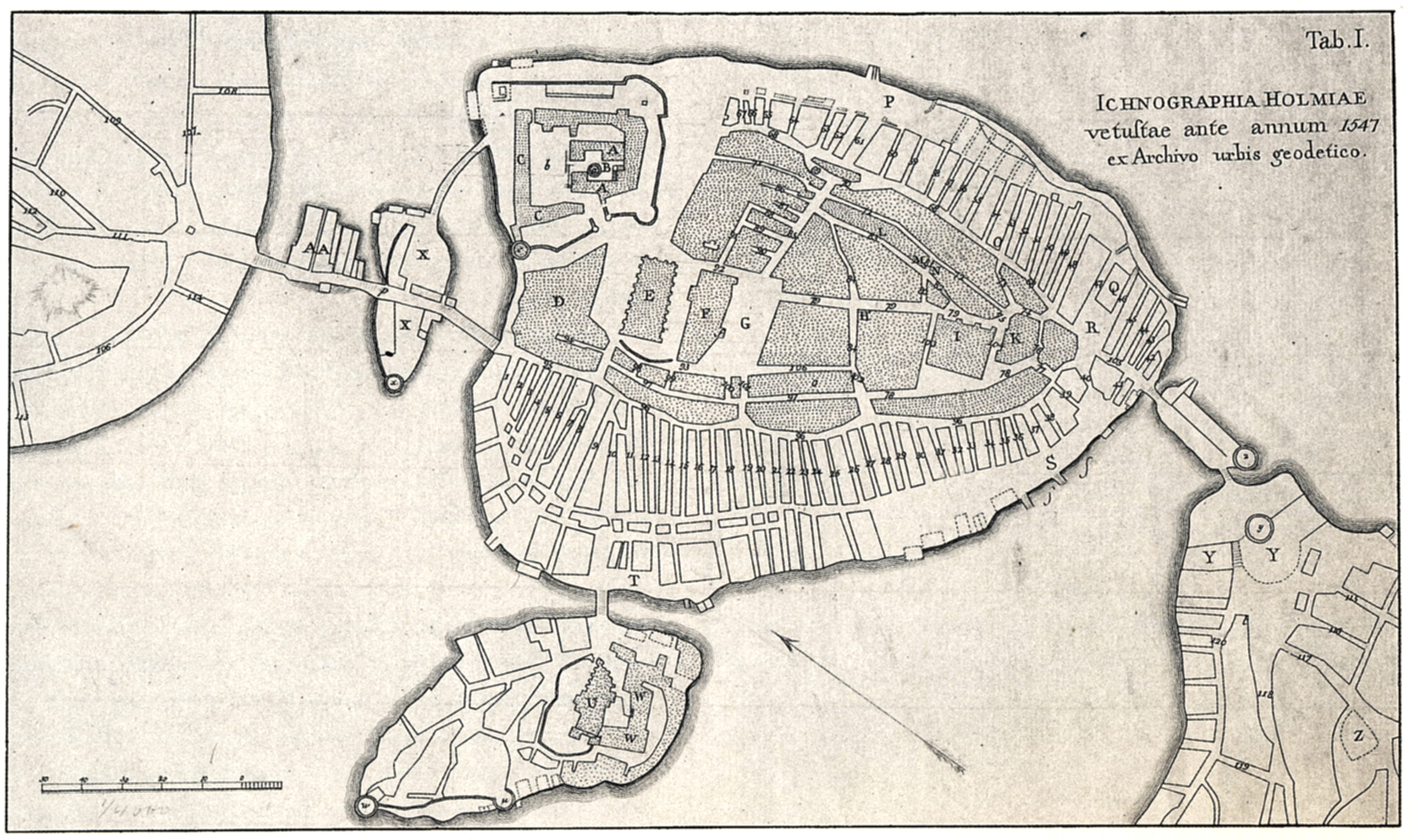
Estocolmo en el siglo XVI
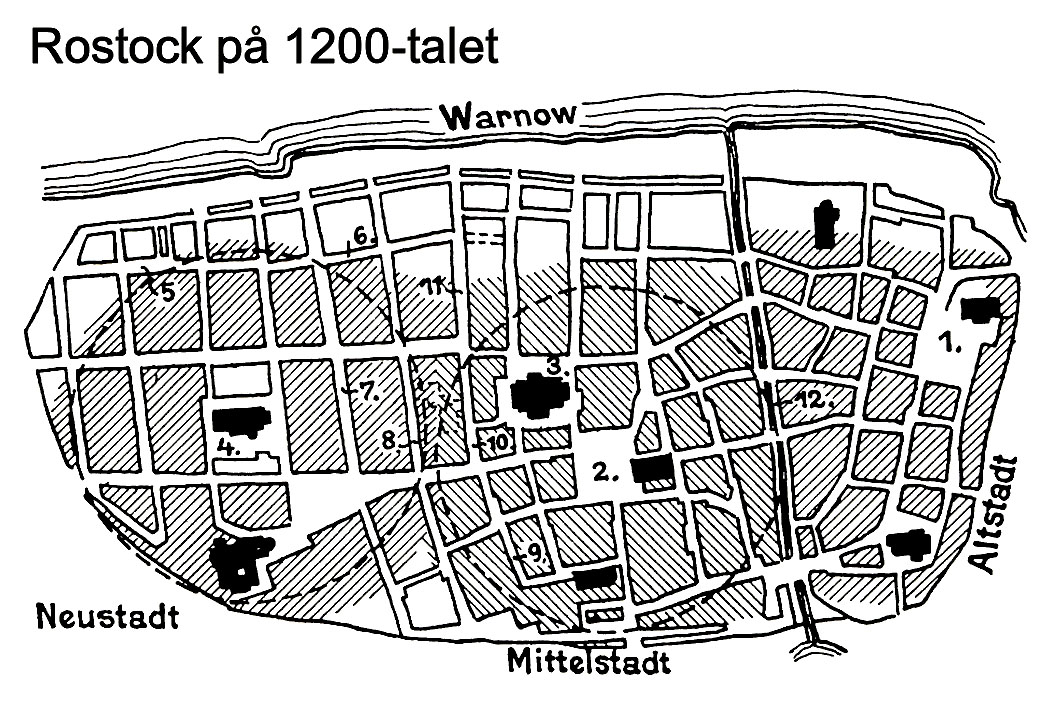
Rostock en el siglo XIII
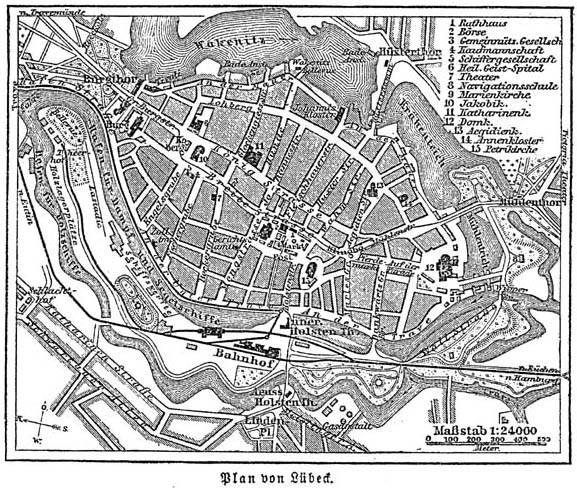
Lübeck en la década de 1880

Sin embargo, la actividad constructiva no carecía por completo de normas; en el código de edificación de en torno a 1350, que formaba parte del derecho urbanístico de Magnus Eriksson, figura la siguiente disposición: "Todas las vías públicas deberán tener una anchura de ocho codos [unos 4,8 metros], de modo que se pueda circular por ellas tanto a pie como a caballo." (véase también el apartado Legislación).
Las ciudades medievales suecas eran por lo general abiertas; sólo se encontraban murallas de piedra en Visby, Estocolmo y Kalmar. Los centros neurálgicos de la ciudad medieval eran la plaza y la iglesia. La ciudad medieval también albergaba un ayuntamiento o cámara municipal. Las construcciones eran principalmente de madera, a excepción de Estocolmo y Visby, que contaban también con las primeras casas de piedra. Las ciudades medievales de Escania estaban muy influidas por la tradición constructiva del sur del Báltico, por lo que se componían principalmente de edificios de piedra y de entramado de madera.

## Fundaciones de ciudades y reglamentos viarios desde el período Vasa hasta la Era de la libertad
Desde el final del antiguo período Vasa hasta el final del período del Imperio sueco, Suecia experimentó un nivel de actividad urbanística sin precedentes en Europa. Se fundaron más 50 nuevas ciudades en el país, incluyendo Finlandia y las demás posesiones suecas. Por otro lado, varias de las nuevas fundaciones previstas nunca llegaron a materializarse. Hasta bien entrado el siglo XVII, los paisajes urbanos estaban dominados por retículas irregulares sujetas a la topografía del terreno. Las calles conectaban las vías fluviales, la plaza y la iglesia, y la calle principal solía discurrir paralela a la vía de agua. Los planes urbanísticos de Olof Bure para la costa de Norrland son ejemplos típicos de esta planificación. Otra modalidad de urbanismo aplicada hasta mediados del siglo XVII era el plano de calles largas, en el que la calle principal constituye la continuación de un camino rural que atraviesa la ciudad y del que parten calles transversales. Este modelo lo emplearon Anders Torstensson y Per Brahe el Joven emplearon este modelo. En 1608, el holandés Petter Nicolaus de Kemp elaboró el primer plano ortogonal de Suecia, para la ciudad de Hisingen.
Durante la Era de la Libertad la remodelación de las antiguas ciudades suecas continuó, aunque a un ritmo más lento. El contexto de esta intensa actividad de construcción urbana era la posición de Suecia como gran potencia y su victoria en la Guerra de los Treinta Años, que aportó al país, al menos al principio, grandes ingresos. El motivo de las numerosas fundaciones de ciudades no sólo era dar a la gran potencia una apariencia majestuosa, sino también crear una jerarquía de sedes administrativas que abarcara también las zonas más remotas del país.
Con la reforma administrativa de 1634, muchas de las nuevas ciudades se convirtieron en ciudades-residencia (residensstäder) en las que tenía su sede el gobernador. Se regularon los privilegios de las ciudades, y a algunas de ellas se les otorgó el derecho de emporio o almacenaje, y se les permitió participar en el comercio exterior. El comercio se realizaba hacia el este con Estocolmo y hacia el oeste con Gotemburgo. Gotemburgo fue una de las pocas ciudades de nueva fundación a los que se le otorgaron derechos de almacenaje desde el principio. En Finlandia, Turku, Vyborg y Helsinki gozaron de derecho de emporio. Gotemburgo obtuvo privilegios de ciudad en 1621 y se convirtió en la más próspera de todas las ciudades de reciente fundación. Se planificó siguiendo el modelo holandés, con una planta ortogonal, un sistema de canales portuarios interiores y un anillo perimetral fortificado.
Tras la reforma administrativa de 1634, Estocolmo registró una gran afluencia de ciudadanos comunes, comerciantes, políticos, funcionarios, militares y una emergente élite intelectual, ya que aquí se encontraba la administración central y el gobierno del reino. Casi al mismo tiempo, dio comienzo la primera gran regulación viaria de la ciudad, la de Clas Larsson Fleming. En 1636, el gobierno encargó a Olof Hansson Örnehufvud, intendente general y hombre más cercano a Clas Larsson Fleming, que realizara "un proyecto para las calles de la ciudad, ensanchándolas todo lo posible". Örnehufvud era discípulo y colaborador del matemático y cartógrafo Anders Bure, y ambos habían elaborado en el pasado planos para Jönköping y Gotemburgo. Se trazó una red de viales a través de Norrmalm y Södermalm que aún hoy caracteriza el paisaje urbano de la ciudad. La población de Estocolmo pasó de 9.000 habitantes (1630) a casi 60.000 (1685). La siguiente población en tamaño era Turku (Åbo), con algo más de 5.800 habitantes, seguida de Falun, Malmö y Gotemburgo.
A finales de la década de 1640, Nicodemus Tessin el Viejo elaboró planos esquemáticos en cuadrícula para una serie de ciudades del litoral de Norrland. Su proyecto para la ciudad de Gävle, que nunca se llevó a cabo, es representativo de su estilo de cuadrícula ortogonal. Con frecuencia, los mapas muestran la red de viales preexistente por debajo de la nueva cuadrícula, como en la propuesta de ordenación de Södermalm (1641) y Härnösand (1648); véanse los mapas siguientes.

Planos en cuadrícula del siglo XVII
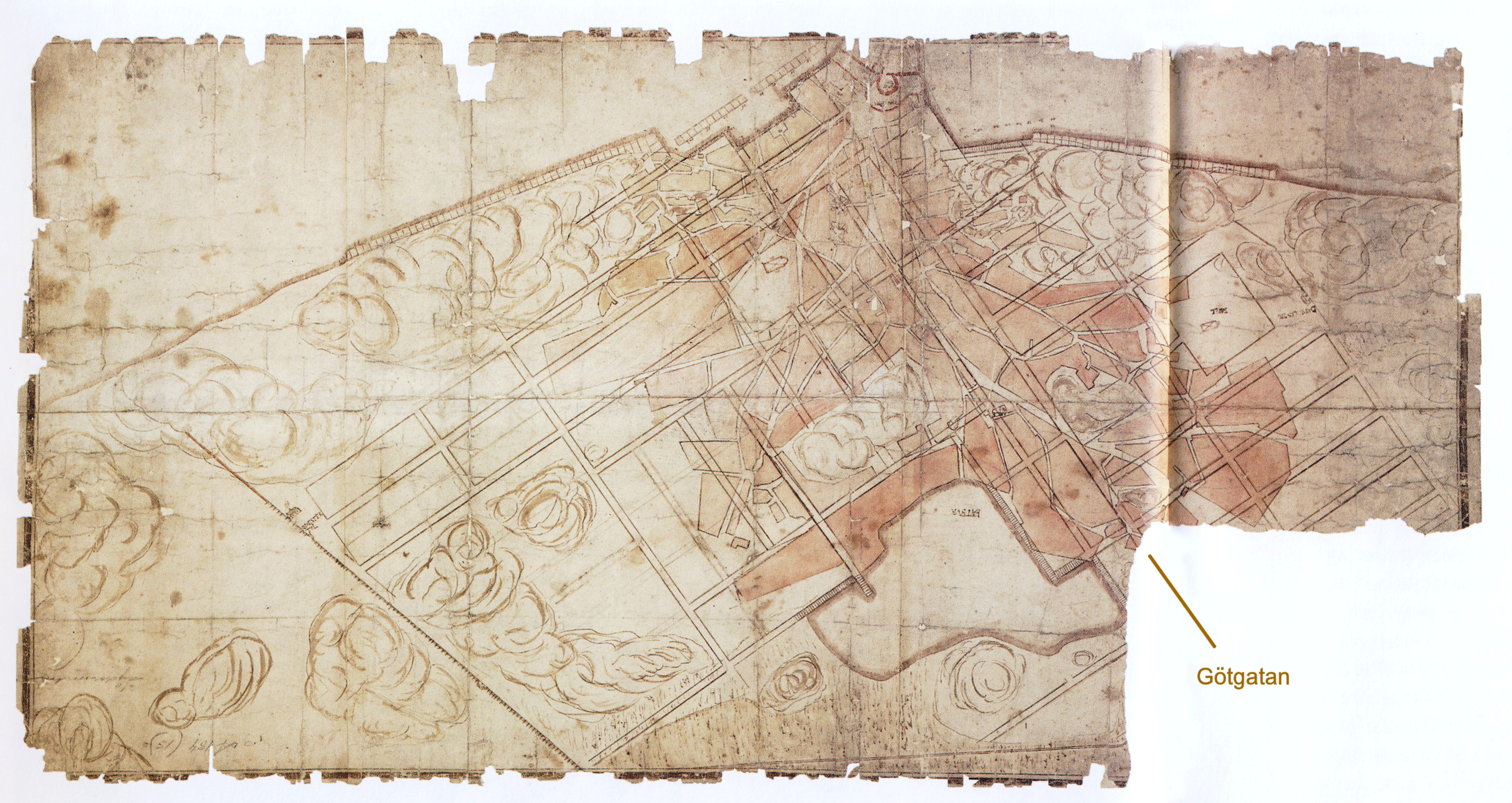
Södermalm, 1641
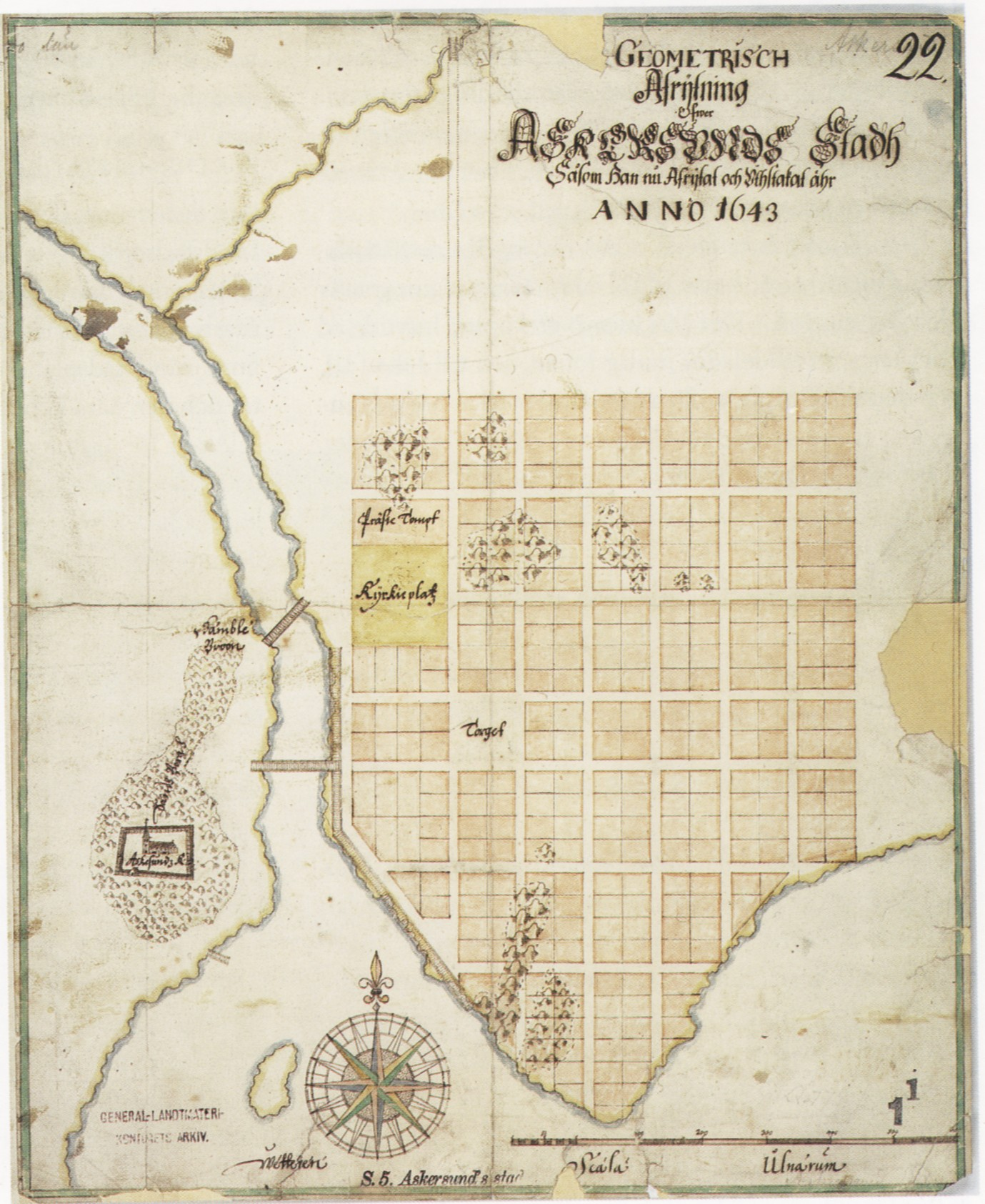
Askersund, 1643
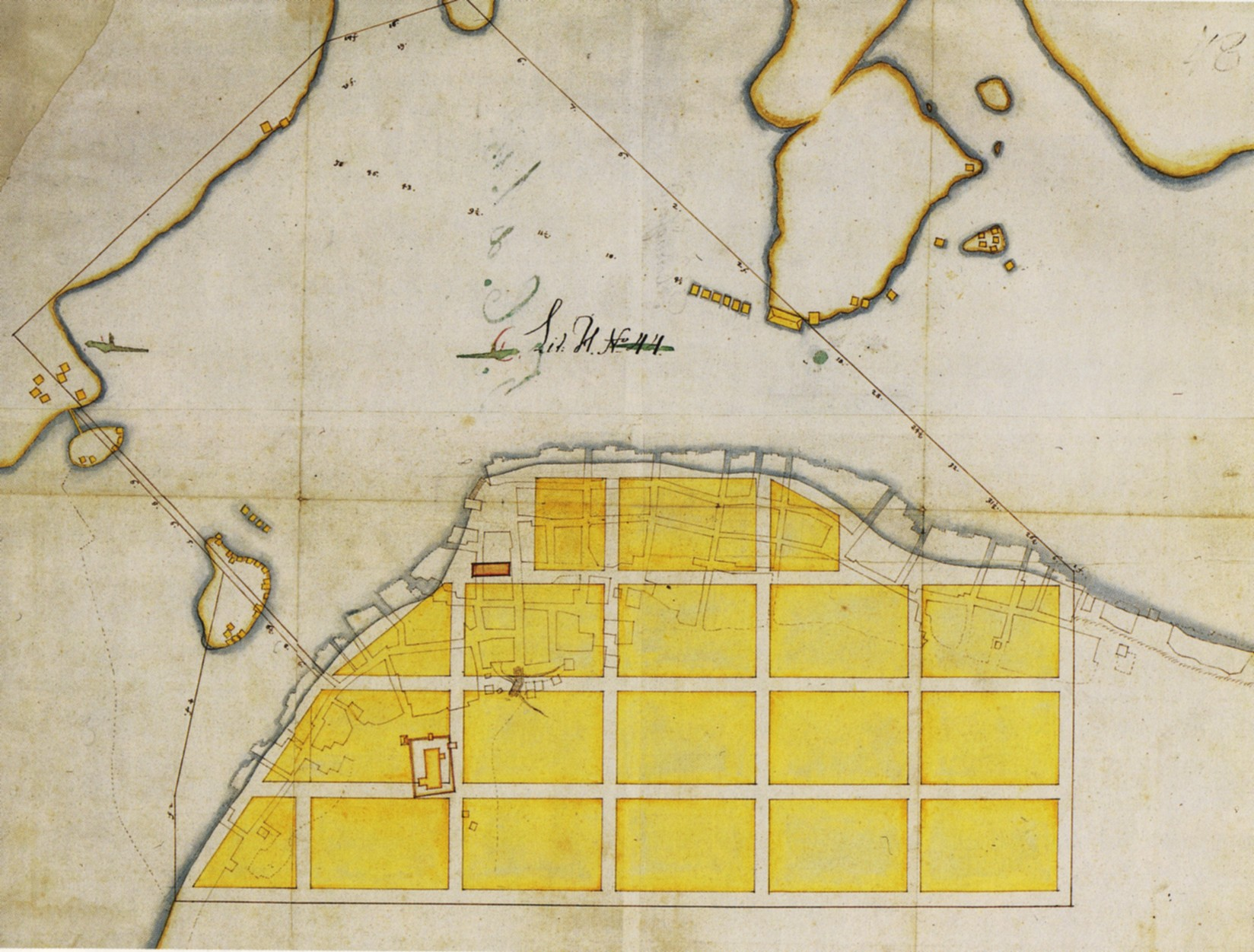
Härnösand, 1648
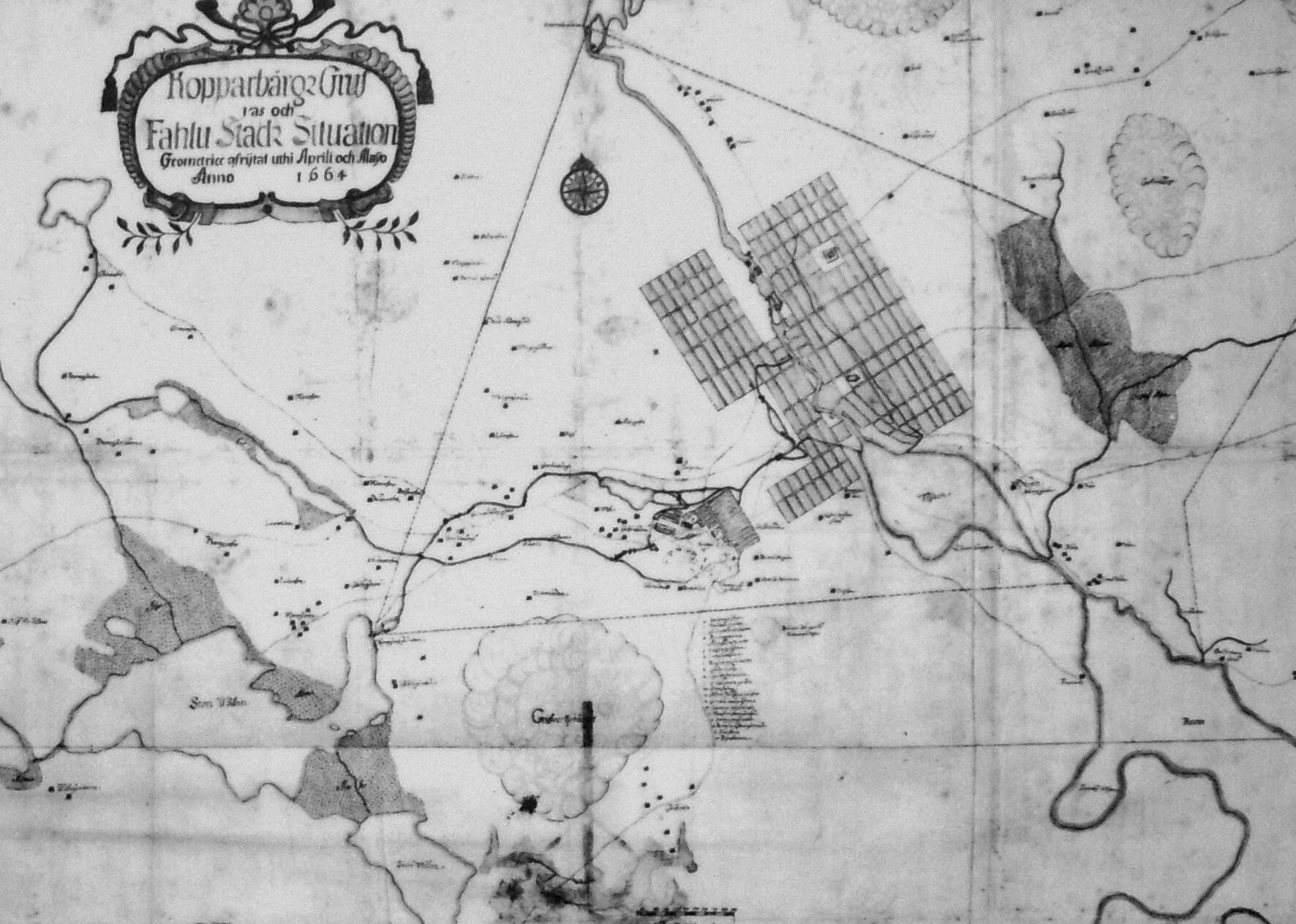
Falun, 1664

Durante todo el periodo posterior a la Edad Media y hasta la segunda mitad del siglo XIX, el urbanismo sueco se caracterizó por los planos ortogonales en cuadrícula siguiendo el ideal renacentista. Este concepto tuvo su origen en Italia y se difundió a través de carteles en los que se mostraban los planos y los edificios, y de descripciones propagandísticas. A Estocolmo le siguieron Köping y Norrköping (1641), Hedemora (1642) y Uppsala (1643).
También las ciudades de nueva creación seguían los mismos planos cuadriculados, bastante sencillos y esquemáticos, con la plaza y la iglesia como únicas variaciones. Todavía hoy, esta distribución es apreciable en casi todas las ciudades suecas. Un ejemplo es la próspera ciudad minera de Falun, cuyo plano ortogonal se trazó en 1664 y la ciudad se construyó a lo largo de ambas orillas del río Falu. En aquella época, Falun era la segunda ciudad más grande de Suecia, con unos 6.000 habitantes. En Estocolmo se aplicó un planeamiento urbano más adaptado al terreno y más variado, similar a un diseño radial con el castillo Tre Kronor en el centro. Posiblemente se tomó como modelo la ciudad véneta de Palmanova.
Una vertiente especial del urbanismo la constituyeron las llamadas ciudades fortaleza. Se trataba de ciudades con un fuerte en forma de estrella rodeado de fosos. La ciudad en sí también tenía un trazado ortogonal (a excepción de Fredrikshamn, que tenía una planta radial), pero el anillo fortificado era poligonal con bastiones salientes. Esta intervención resultaba muy costosa, por lo que sólo llegaron a ejecutarse algunas ciudades con esta configuración, entre ellas Karlskrona, Helsingborg, Gotemburgo y Kalmar. Sin embargo, el proyecto de transformar Landskrona en una ciudad fortaleza no pasó del papel, y el proyecto de fortificaciones de Jönköping de 1620 sólo se llevó a cabo parcialmente. Fredrikshamn (Hamina, en finés) es una de las pocas ciudades fortificadas de Europa construida sistemáticamente según un plan radial y que aún hoy conserva sus cimientos y algunas de sus fortificaciones. Los planos arquitectónicos de las ciudades fortificadas, como los de Fredrikshamn y Landskrona (en la foto de la introducción), suelen ser de una gran riqueza estética.

Ciudades fortificadas suecas
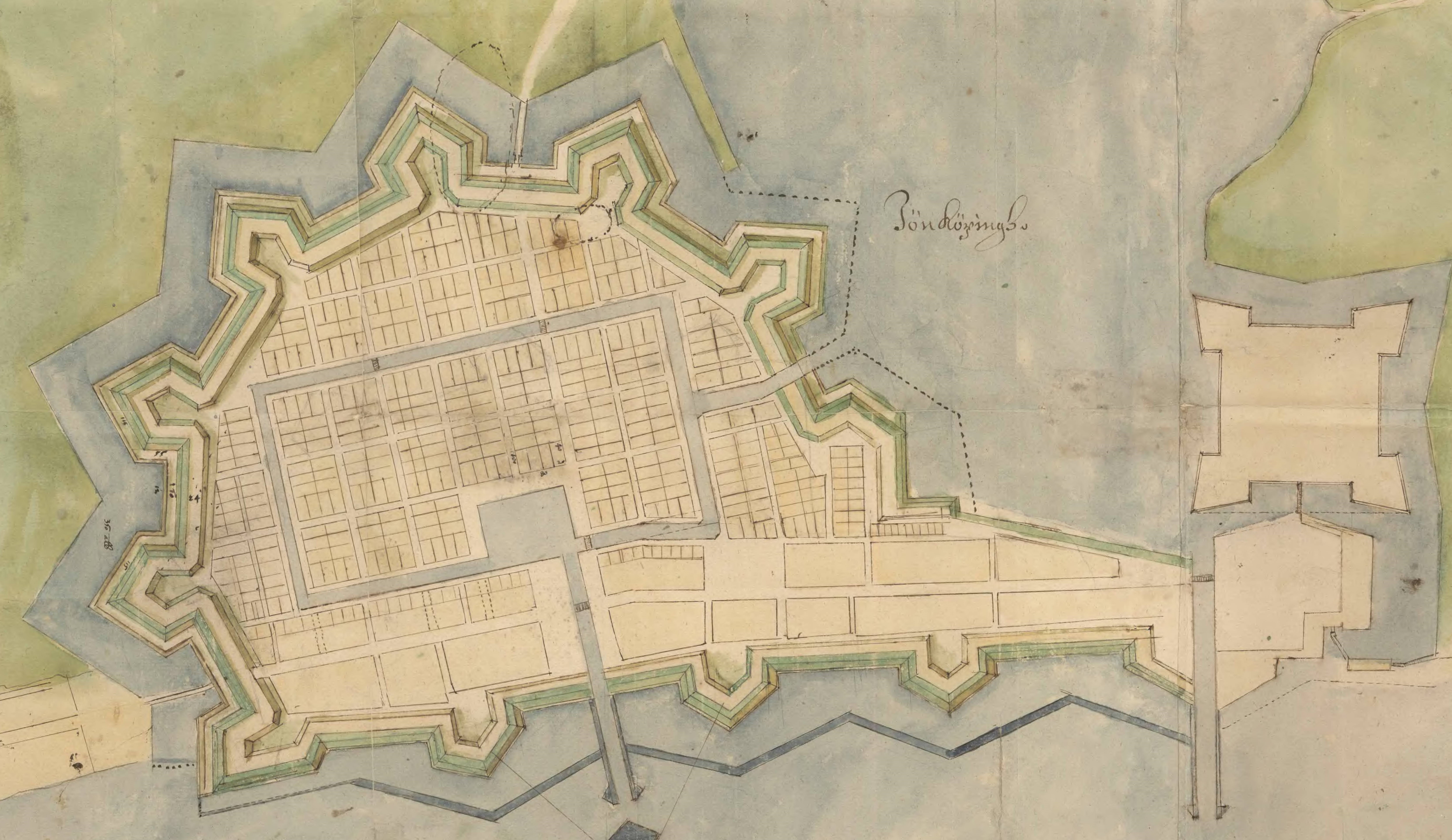
Jönköping, 1620
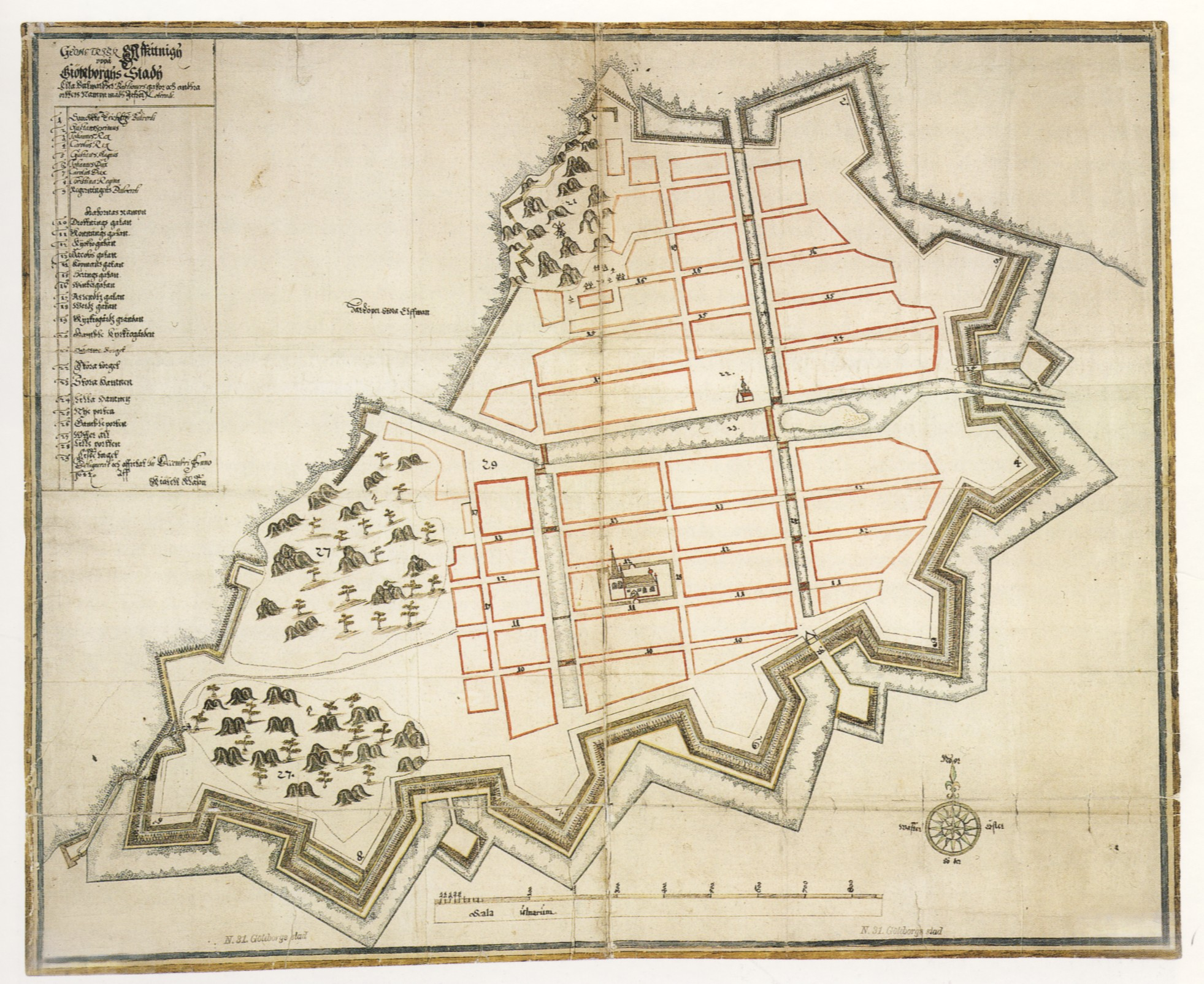
Gotemburgo, 1644
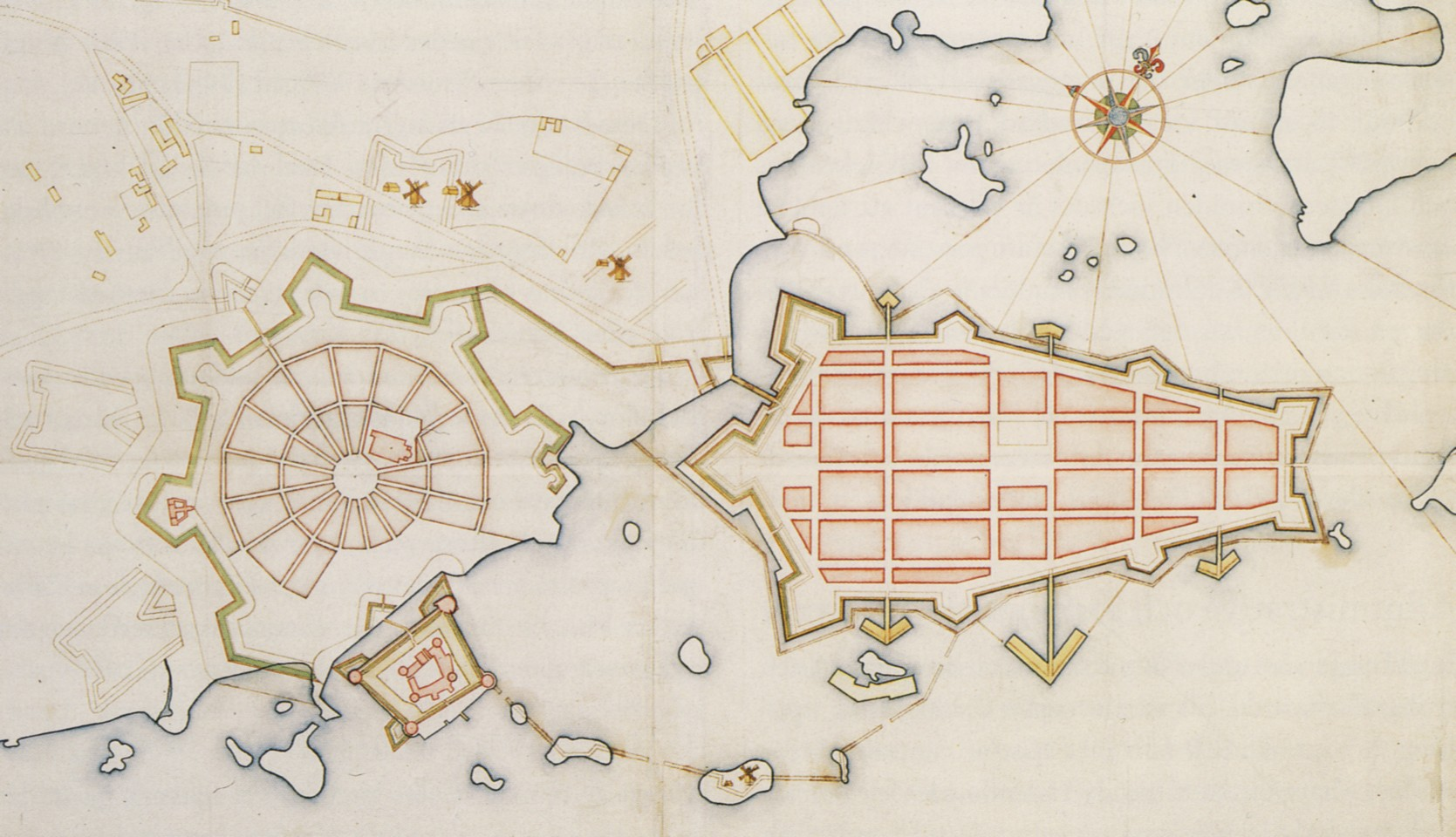
Kalmar, 1650
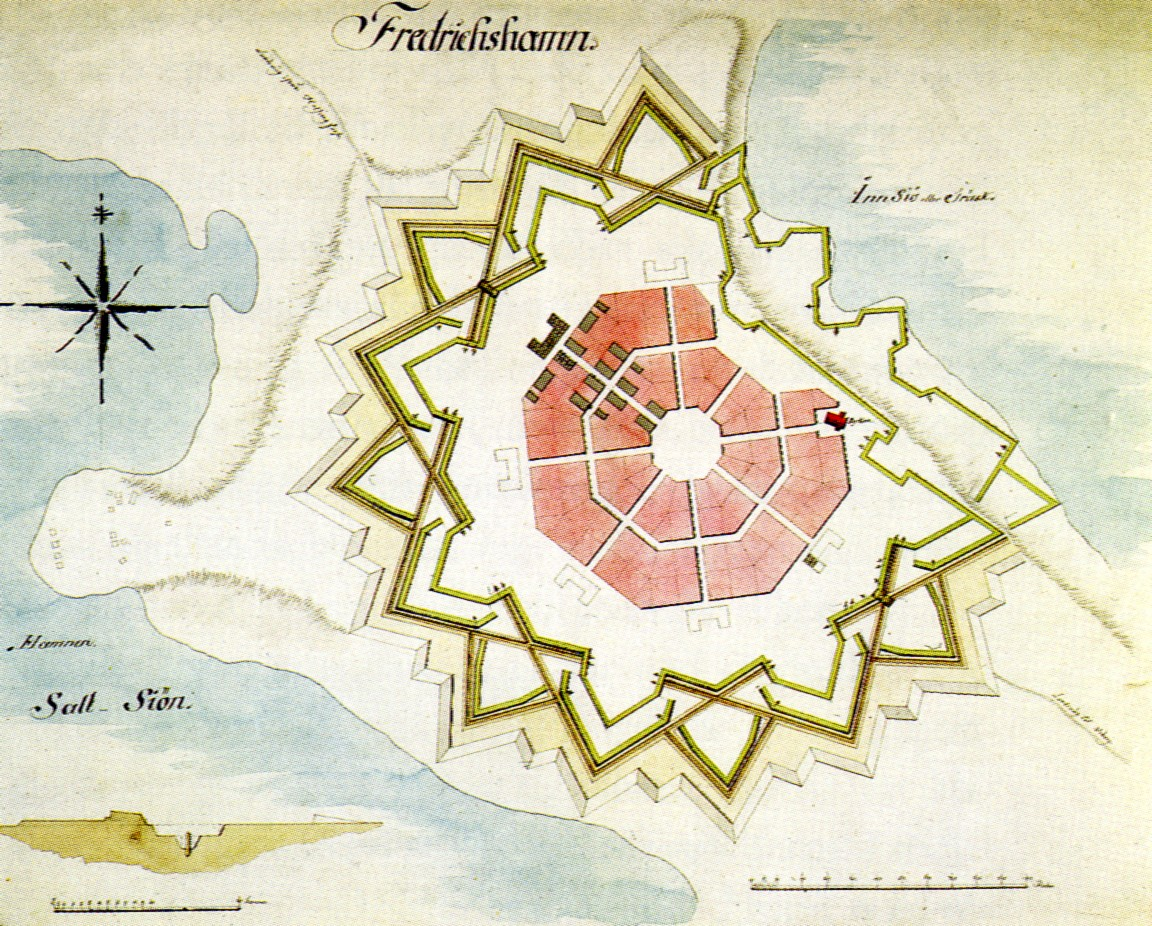
Fredrikshamn, 1720

La actuación más habitual en materia de urbanismo consistía en la reubicación de los poblados. El traslado de los edificios de madera era relativamente sencillo ya que podían desmontarse y volverse a montar en otro lugar. Por ejemplo, Västervik se trasladó en 1544 y Eksjö en 1569, así como Nya Lödöse (precursora de Gotemburgo) a finales del siglo XVI. En ocasiones, los motivos para derribar edificios existentes radicaban en la construcción de castillos o fortificaciones. En Vadstena, el barrio medieval de Sanden fue demolido en la década de 1540 para dar paso al castillo de Vadstena.
Las operaciones de demolición más extensas del reino tuvieron lugar en Estocolmo a mediados del siglo XVII, cuando se construyeron los grandes conjuntos urbanos de Norrmalm y Södermalm. Ello supuso la demolición o el traslado de cientos de casas y granjas para dar paso a majestuosas edificaciones de piedra. Si se tiene en cuenta el tamaño de la ciudad, se trató de una transformación de una magnitud muy superior a la que supuso la reurbanización de Norrmalm, la transformación del centro de Estocolmo que se llevó a cabo entre las décadas de 1950 y 1970. A menudo, los incendios también servían de motivación para reconstruir el barrio incendiado de una forma totalmente distinta y dotarlo de edificaciones de piedra en lugar de madera, o establecer un entramado viario que dificultara la propagación de futuros incendios. La primera ordenación urbana motivada por un incendio se llevó a cabo en 1613 en Kalmar, y tras el Gran incendio de la zona oeste de Stadsholmen en 1625, se realizó la primera ordenación urbana de Estocolmo con un plano de cuadrícula ortogonal.
En el siglo XVIII aún predominaba el plano ortogonal simple, si bien se introdujeron algunas variaciones. Entre ellas se encontraban las calles costeras con muelles para garantizar el acceso al agua en caso de incendio. En el siglo XVII, Estocolmo ya contaba con su paseo marítimo en Skeppsbron, al que siguieron Riddarholmen y Norrmalm. Las avenidas arboladas también comenzaron a distender los rígidos planos urbanos. También hacían las veces de cortafuegos, como sostenía el arquitecto Carl Johan Cronstedt en una carta de 1767. Durante el siglo XVIII, el crecimiento demográfico fue bajo. Estocolmo apenas creció entre 1685 y 1710, por lo que hasta bien entrado el siglo XIX no se materializaron en su totalidad los proyectos urbanísticos del periodo de la gran potencia.
En el siglo XVIII, los planes urbanísticos suecos los elaboraban normalmente los ingenieros urbanísticos. Uno de ellos fue el primer ingeniero urbanístico del país, Anders Torstensson, que no sólo planificó los suburbios de Estocolmo, sino también los de Södertälje, Uppsala y Turku, entre otros.

## La planificación urbana en la era de la Industrialización
Cuando la Revolución Industrial llegó a Suecia, la población urbana creció de manera considerable. A mediados del siglo XIX, Suecia tenía unos 3,5 millones de habitantes. Entre 1860 y 1900, la población de las ciudades suecas se triplicó, pasando de 0,43 a 1,37 millones de habitantes. Estocolmo era la mayor ciudad industrial del país, en tanto que Gotemburgo, Norrköping y Gävle eran también importantes ciudades industriales y a ellas se fueron sumando otras. Era precisa, por tanto, una planificación exhaustiva que respondiera a las necesidades urbanas en materia de vivienda, escuelas, hospitales, prisiones, fábricas y, sobre todo, que pudiera acomodar las nuevas infraestructuras como el ferrocarril, con sus edificios de estaciones, así como las instalaciones de abastecimiento de agua, gas y electricidad. Hubo que prestar una gran atención a la protección contra incendios y a las condiciones higiénicas.
La tarea de elaborar dicho plan integral recayó en Albert Lindhagen. Su proyecto de planificación fue aprobado en 1874. El resultado fue una regulación moderna y progresista, incluso para los estándares europeos. El objetivo principal del Reglamento de Edificación (Byggnadsstadgans) era hacer obligatorio que las ciudades dispusieran de un plan urbanístico que rigiera el desarrollo de la ciudad. El concepto de plan urbanístico se mantuvo hasta 1987, cuando se cambió por el de plan de detalle.
Durante la rápida expansión urbana que sobrevino, el plano ortogonal siguió siendo el patrón dominante. La inspiración provino principalmente de las grandes ciudades imperiales del continente: San Petersburgo, Viena, París, Berlín, etc. La Ringstrasse de Viena y los bulevares de Georges-Eugène Haussmann en París se tomaron como modelos a seguir. Los planes urbanísticos de estas ciudades se basaban en una tradición clasicista de manzanas ortogonales dispuestas en un sistema a gran escala de ejes viarios y plazas en forma de estrella. En Gotemburgo, estas ideas se pusieron en práctica incluso antes de que existiera la normativa general de construcción. El primer concurso de diseño urbano de Suecia se centró en las zonas situadas fuera del foso de Gotemburgo, los actuales distritos de Gullbergsvass, Heden, Lorensberg, Vasastaden y Haga. Sobre la base de este resultado, se elaboró un plan urbanístico que fue aprobado en 1866, en el que el eje principal lo constituía la Kungsportsavenyn. Los estragos causados por el fuego siguieron siendo el detonante de amplias actuaciones urbanísticas, como el incendio de Sundsvall y el de Umeå, ambos ocurridos en 1888.

Planos ortogonales del siglo XIX
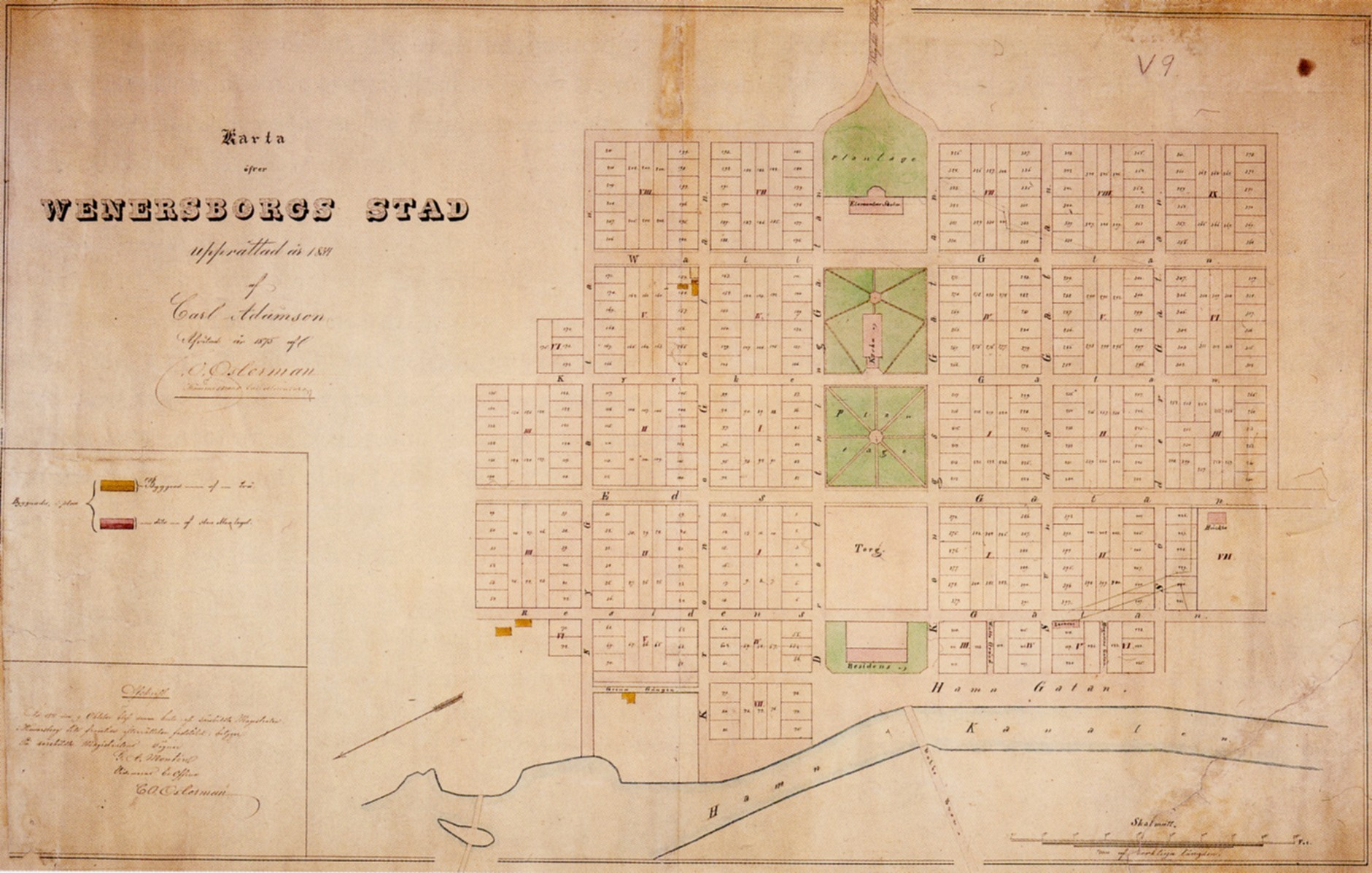
Plan de ordenación de la ciudad de Vänersborg  de 1834, ejecutado parcialmente
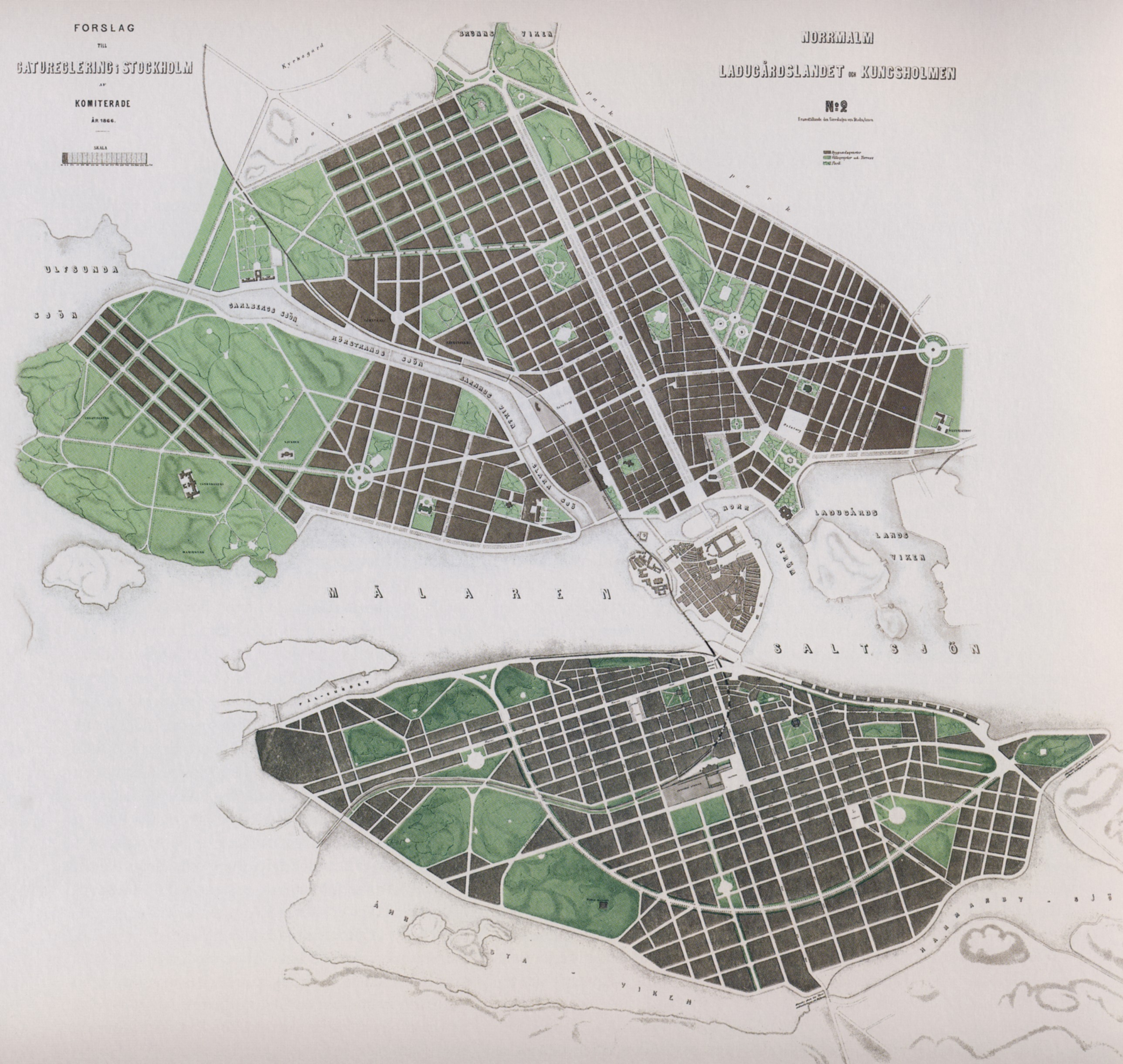
El plan general de Albert Lindhagen para Estocolmo, ejecutado en su mayor parte
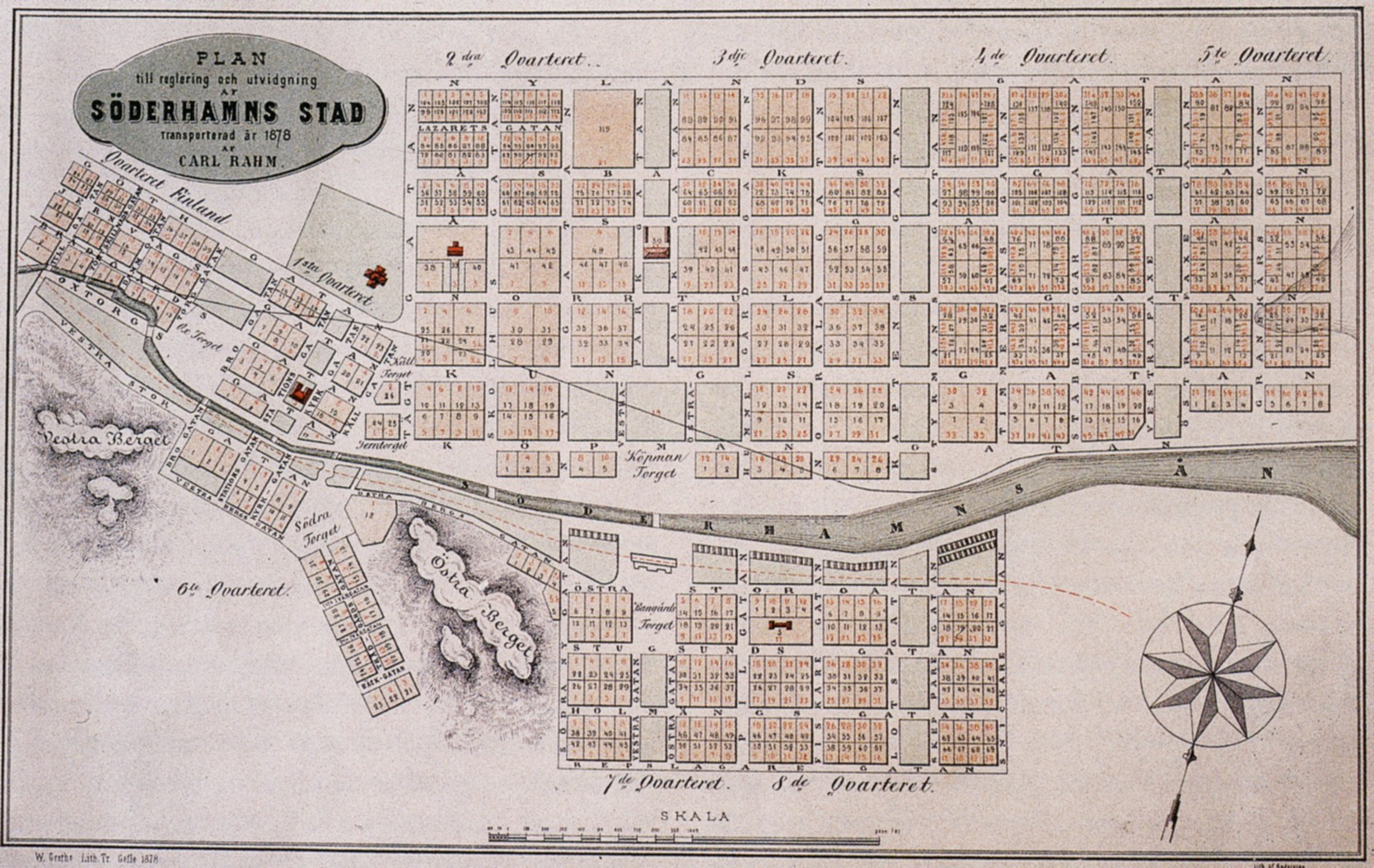
Plan de ordenación de la ciudad de Söderhamn de 1876, ejecutado parcialmente
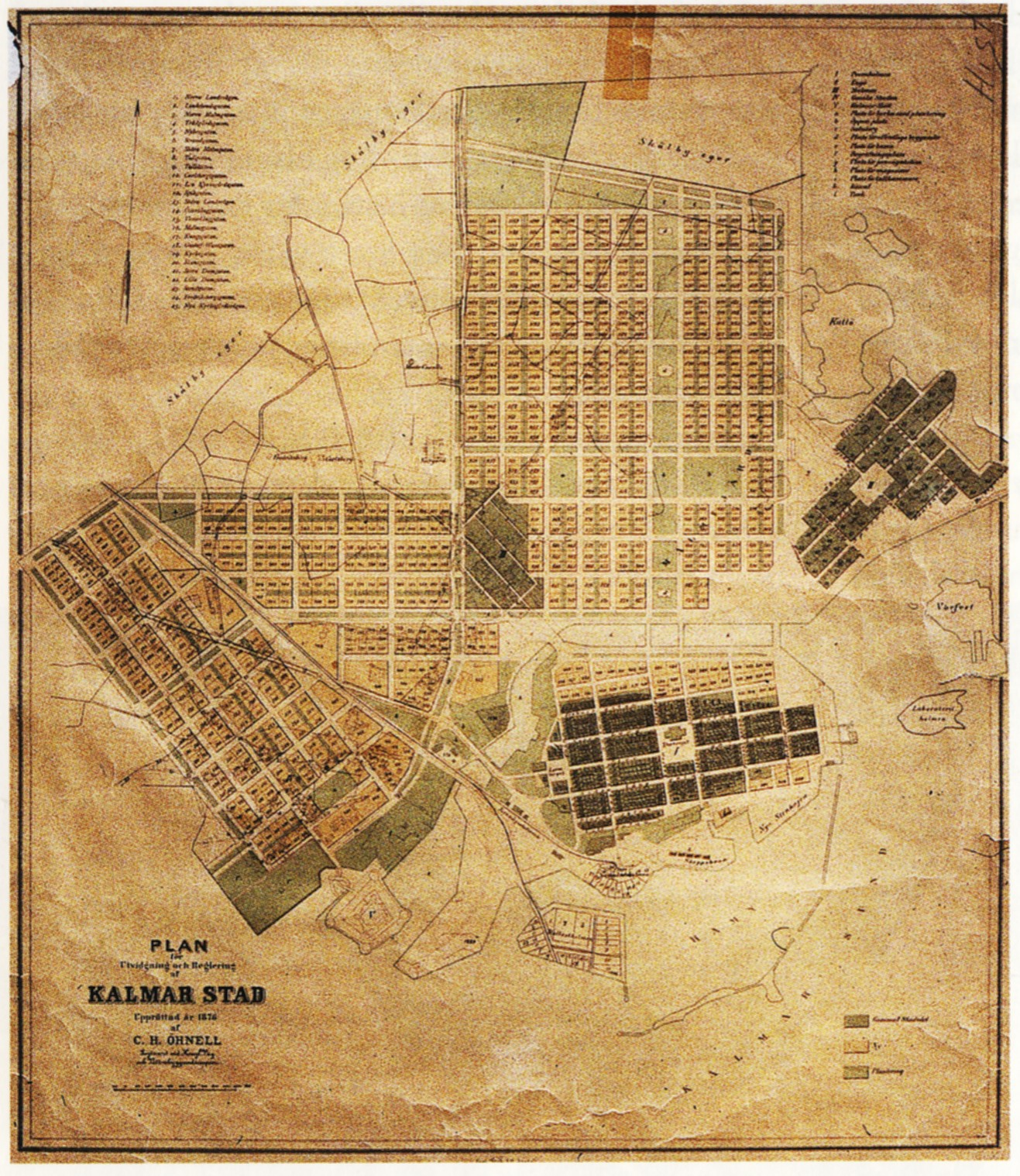
Plan de ordenación de Kalmar de 1877, no llegó a implementarse

El planeamiento urbanístico de la época industrial fue el de la estructura rígida de manzanas rectangulares. La planificación solía correr a cargo de los ingenieros y en ocasiones resultaba ser un mero trabajo de gabinete imposible de aplicar en la práctica. En 1859, el arquitecto Adolf W. Edelsvärd publicó en la Tidskrift för Byggnadskonst och Ingenjörsvetenskap ("Revista de Arquitectura e Ingeniería") un modelo urbanístico estrictamente simétrico para las ciudades suecas dotadas de estaciones de ferrocarril. Una característica de los modelos de la época era la gran plaza situada frente al edificio de la estación, rodeada de edificios públicos, y a cuya derecha e izquierda se extendía una trama de manzanas rectangulares destinadas a edificios de viviendas.
También el casco antiguo de Estocolmo iba a ser remodelado de acuerdo con los ideales de la nueva planificación urbana. Hubo no menos de diez propuestas serias para dotarlo de un plano ortogonal. El más desarrollado fue el que presentaron en 1873 Rudolf Brodin, Axel Kumlien y Axel Ryding. El casco antiguo se libró de una transformación integral debido a los elevados costes que habría supuesto un proyecto de estas características.

## Las formas flexibles y las ciudades-jardín del Nacionalismo romántico
Hacia finales del siglo XIX llegaron a Suecia nuevas ideas en materia de urbanismo. Varios jóvenes arquitectos e ingenieros se habían cansado de la regularidad y abogaban por un diseño urbano más flexible y adaptado al terreno, sin explanadas interminables. Fueron los planteamientos del arquitecto austriaco Camillo Sitte los que se trasladaron a las particularidades suecas. El urbanismo también se contagió del arte de la época: el nacionalismo romántico y críticas a las "ciudades ingenieriles" o "ciudades topográficas" que se habían levantado con la intervención de un gobernante y "sin ningún conocimiento artístico real" se escucharon por boca de Per Olof Hallman, entre otros.
Además de Hallman, Fredrik Sundbärg (más tarde arquitecto municipal en Landskrona) era un defensor de este ideal, y en 1897 escribía en la revista Ord och Bild ("Palabras e Imágenes"): "Dondequiera que se mire, en ciudades pequeñas o grandes, en terrenos llanos o accidentados, casi sólo se ven sistemas de tablero de ajedrez...". Sundbärg había escrito algunos artículos críticos con la forma habitual de planificar las ciudades en Suecia. Afirmó que, aunque el sistema ortogonal también se utilizaba en el extranjero, había tenido una especial aceptación en el país. A modo de advertencia, señaló el caso de Skara, donde se había proyectado sin contemplaciones una cuadrícula sobre el plano de la ciudad medieval. Irónicamente, se preguntaba por qué se había librado la catedral, que interfería con el hermoso sistema. El proyecto nunca se llevó a cabo y Skara sigue conservando su entramado urbano medieval.

Los partidarios del plan urbanístico flexible
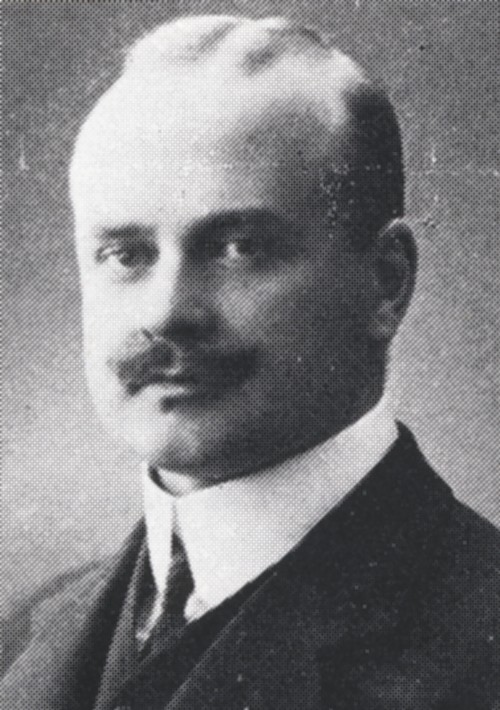
Albert Lilienberg
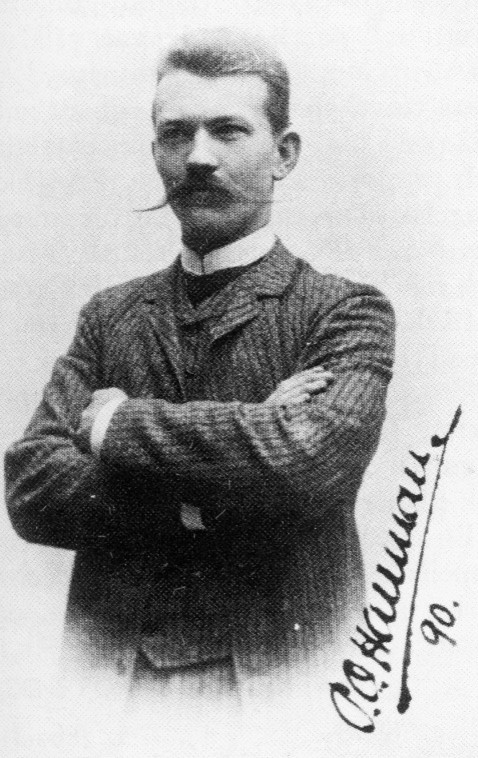
Per Olof Hallman
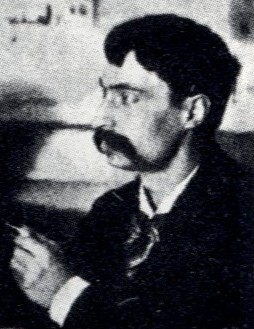
Fredrik Sundbärg
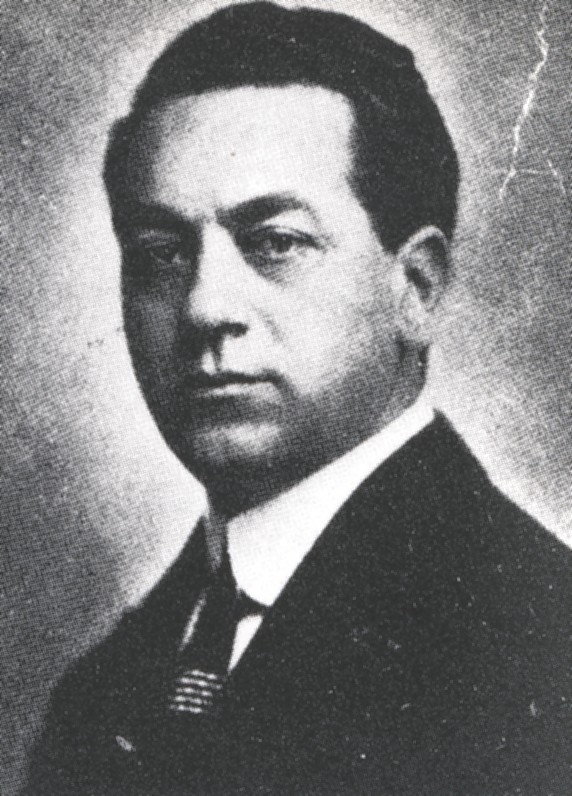
Gustaf Linden
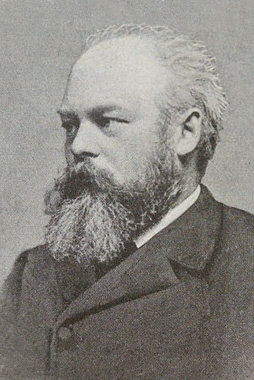
Camillo Sitte

Per Olof Hallman era un especialista en planificación urbana y un abanderado de las que entonces se consideraban ideas modernas y bien fundamentadas en este campo. Elaboró los planes de un gran número de ciudades rurales suecas, como Kiruna, Kalix, Boden, Haparanda, Härnösand, Ludvika, Sigtuna, Åre y Västerås. En Estocolmo realizó numerosos planes urbanísticos, como los de Lärkstaden (1902-1907), Aspudden (1906), Diplomatstaden (1913-1915) y Röda bergen (1922). En 1901, ganó el primer premio (junto con su colega Fredrik Sundbärg) por su proyecto para el nuevo distrito de Johanneberg, en Gotemburgo. Albert Lilienberg, primer ingeniero municipal de Gotemburgo (1907-1927) y también partidario de las ideas de Sitte, fue el principal responsable de su aplicación. Algunas de las zonas más extensas en las que se aplicó el espíritu de Sitte son Bagaregården y Kungsladugård, en Gotemburgo. Aquí se construyeron las típicas casas gotemburguesas (landshövdingehus, que significa "casa del gobernador") según los diseños del arquitecto Arvid Fuhres, con una planta de piedra y dos de madera.
Gustaf Linden, desde 1912 arquitecto municipal de Linköping, también era partidario de las ideas de Camillo Sitte a favor de una planificación urbana más flexible, adaptada al terreno y diseñada con criterio artístico. La principal aportación de Linden fue un plan general para Linköping, finalizado en 1923, que también contemplaba las futuras zonas de desarrollo y que constituyó el ejemplo más detallado de un plan integral de este tipo hasta la fecha.
El quinto urbanista del grupo próximo a las ideas de Sitte fue el ingeniero civil Nils Gellerstedt. En 1906 ganó el primer premio en el concurso de urbanismo de Helsingborg. El planteamiento del concurso era muy similar al de Gotemburgo cinco años antes, de nuevo con un terreno muy accidentado, y el motivo del plan urbanístico era el aumento significativo de la población de la ciudad. El tribunal consideró que el "efecto pictórico del paisaje urbano era convincente". Se estima que Hallman, Gellerstedt y Lilienberg elaboraron el 80% de todos los planes urbanísticos suecos de la primera década del siglo XX.

Cuatro ejemplos de planes urbanísticos del Nacionalismo romántico
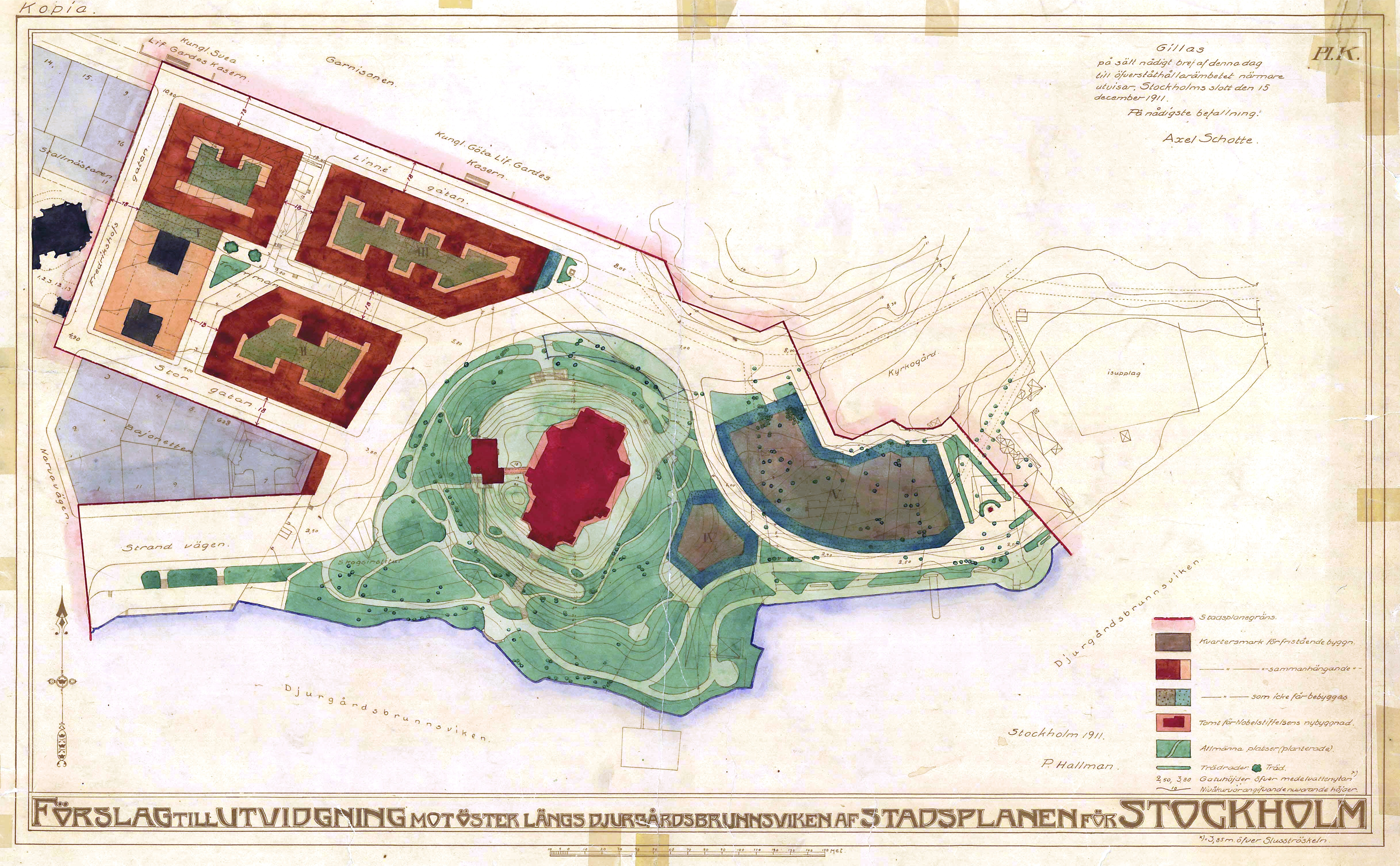
Plan urbanístico para Diplomatstaden y Nobelparken (Estocolmo) elaborado por P. O. Hallman en 1911
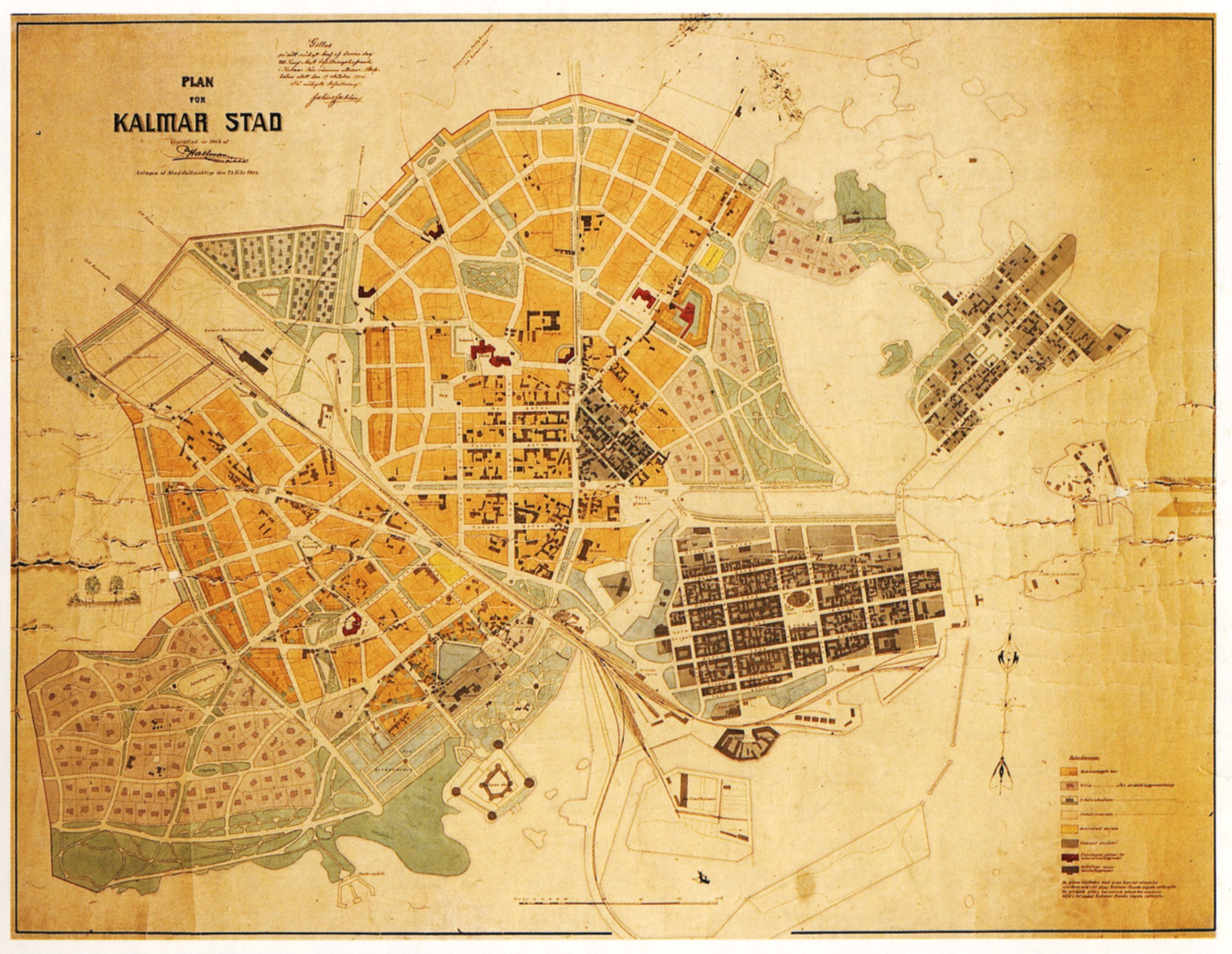
El plan urbanístico de P.O. Hallman para Kalmar, redactado en 1906, comparado con el plano ortogonal de 1877
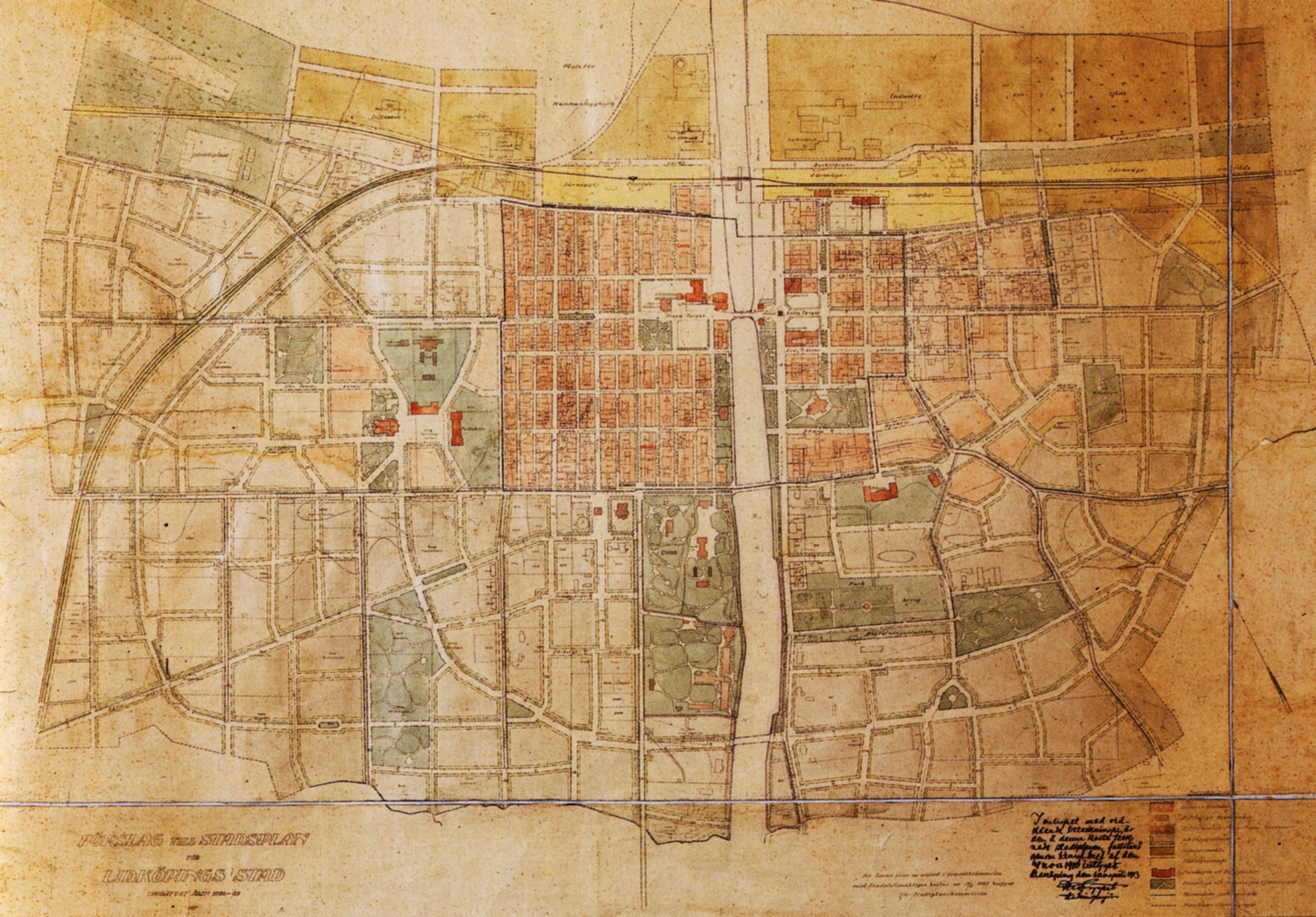
Plan de expansión de Lidköping elaborado por Nils Gellerstedt en 1906
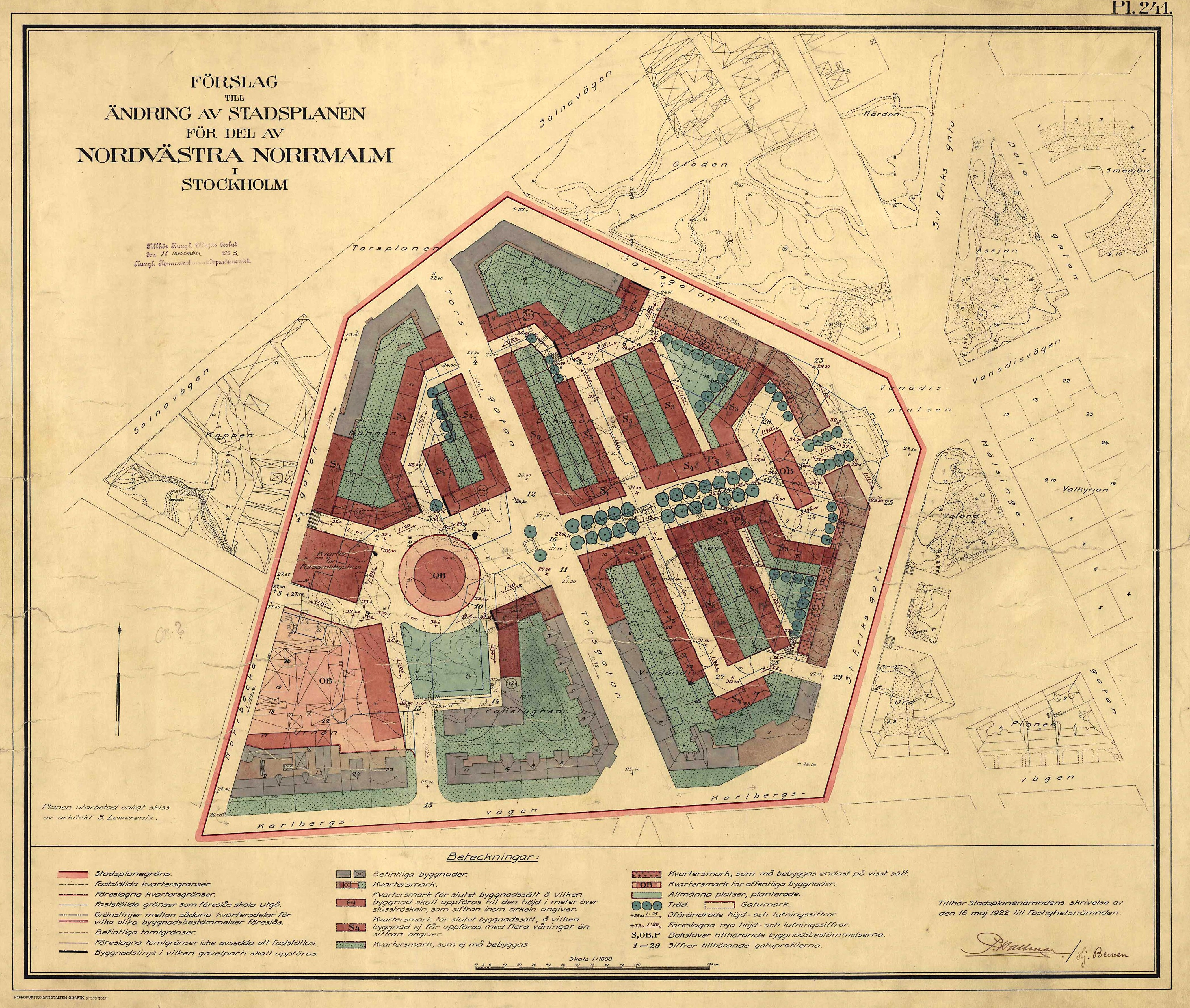
El plan urbanístico de Hallman para Röda bergen de 1922, que sigue en pie hoy día

Las "ciudades de piedra" (stenstaden) pronto no pudieron acoger la gran afluencia de habitantes. Con la llegada del transporte público, fue posible edificar nuevas zonas más alejadas del núcleo urbano y así nacieron las ciudades jardín, las comunidades residenciales y los suburbios. El concepto de "ciudad jardín" provenía de Inglaterra, del reformador social Robert Owen y del urbanista Ebenezer Howard. La idea era que se situaran varias ciudades jardín (Garden Cities), a modo de satélites, cerca de la naturaleza y alrededor de la capital (Central City).
El libro de 1911 Stockholms förstäder och villasamhällen ("Suburbios y comunidades residenciales de Estocolmo") recoge no menos de 30 ubicaciones, desde Täby, al norte, hasta Nynäs, al sur. En una descripción del suburbio de Aspudden, se decía de las comunicaciones: "Serán enormemente cómodas y rápidas y en la actualidad las presta el tranvía eléctrico desde Liljeholmsbron hasta Hägerstens allé".
Además de en Estocolmo, en Gotemburgo existen varios ejemplos de zonas inspiradas en la ciudad jardín inglesa. Entre ellas se encuentran la ciudad jardín de Örgryte, la zona de viviendas unifamiliares de Landala y Bagaregården. Skellefteå también posee una ciudad jardín.
La Primera Guerra Mundial supuso un revés para la actividad constructora en Suecia, y en la década de 1920 las ideas de Hallman y Gellerstedt estaban en gran medida desfasadas (Sundbärg murió ya en 1913). La era del Nacionalismo romántico había concluido, al igual que la exuberancia paisajística de la planificación urbana, que ahora iba a ser más austera dentro del espíritu del clasicismo nórdico de los años veinte. Albert Lilienberg se adaptó desde el principio a esta nueva tendencia, y desde entonces sus proyectos se volvieron más rigurosos y técnicos, pero también más convencionales. En 1927, Hallman fue sustituido por Lilienberg como director de planificación urbana de Estocolmo.

## El período de entreguerras y el modernismo

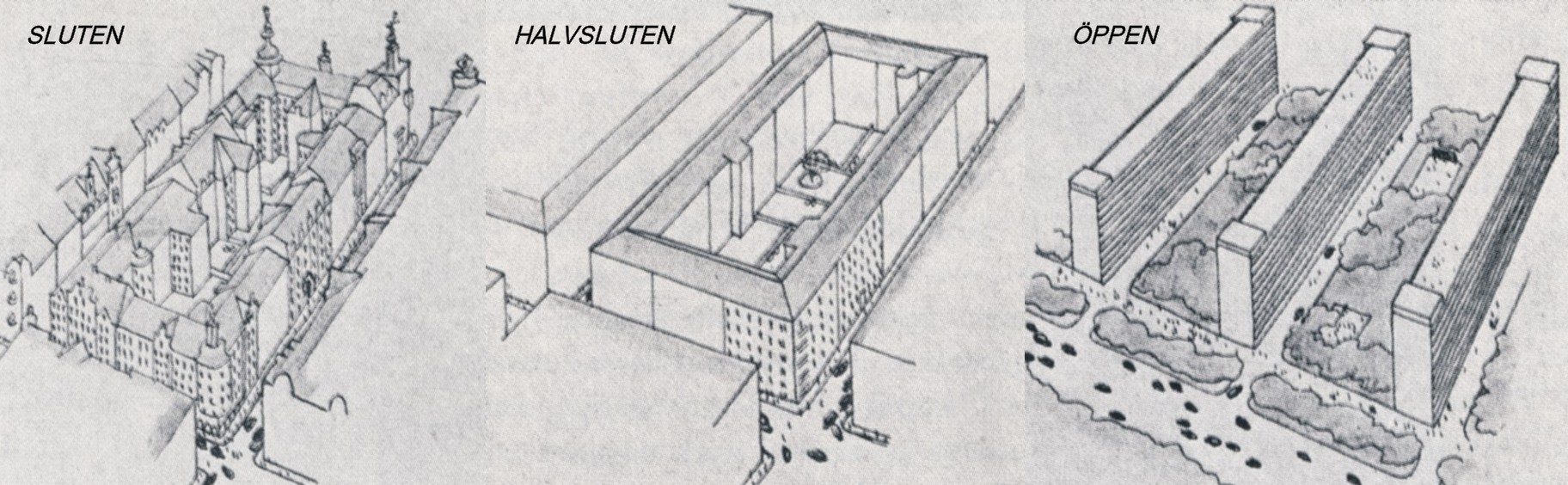
La evolución del antiguo sistema de planificación urbana cerrada al nuevo sistema abierto: barrios residenciales cerrados, semicerrados y abiertos, según acceptera (Estocolmo, 1931).

El periodo de entreguerras fue también una época de cambios para la arquitectura y el urbanismo suecos. Como suele ocurrir, los conceptos formales del modernismo vinieron del extranjero, principalmente de Alemania y de la famosa escuela Bauhaus de Dessau. En Suecia, este movimiento fue conocido como funcionalismo, y alcanzó su máximo esplendor en la Exposición de Estocolmo de 1930, de la que Gunnar Asplund fue arquitecto. Los jóvenes arquitectos del país, como Sven Markelius, Paul Hedqvist, Kurt von Schmalensee, Nils Ahrbom, Helge Zimdal, Uno Åhrén, Sigurd Lewerentz y el director de la Oficina Cooperativa de Arquitectos (Kooperativa förbundets arkitektkontor, KFAI) Eskil Sundahl, contribuyeron a la exposición, en la que se presentaba el nuevo mundo funcionalista. El término "Folkhemmet" en su versión sueca (literalmente "la casa del pueblo") fue acuñado en 1928 por Per Albin Hansson.
Un año después de la exposición, se publicó el manifiesto "acceptera", escrito por Gregor Paulsson junto con Gunnar Asplund, Wolter Gahn, Sven Markelius, Uno Åhrén y Eskil Sundahl. En él se argumentaba que había que aceptar el lenguaje de diseño de la nueva era, es decir, el funcionalismo, y que el estilo constructivo histórico ya no podía aportar nada, sino que era un obstáculo y una carga. En 1934 se publicó otro ensayo de opinión de gran repercusión que también influiría en la construcción de viviendas durante el periodo de entreguerras: Kris i Bevölkerkningsfrågan ("La crisis en la cuestión de la población"), de Alva y Gunnar Myrdal. En el libro se abordaban las consecuencias de una baja tasa de natalidad sostenida en Suecia y se proponían medidas para combatirla.
Los planes urbanísticos inspirados en las ideas funcionalistas perseguían que las viviendas fueran aireadas, luminosas e higiénicas. Dichos planes se aplicaron en los nuevos suburbios de Estocolmo con viviendas multifamiliares, como Hammarbyhöjden y Traneberg, y también en zonas de viviendas unifamiliares como Norra Ängby, y la zona residencial de Södra Ängby. Esta última es una de las mayores zonas residenciales de arquitectura funcionalista que se conservan en el mundo, y está protegida por el Consejo Nacional de Patrimonio de Suecia como bien de interés cultural. Muchos de los planes urbanísticos fueron diseñados por Thure Bergentz, que era el colaborador más cercano de Albert Lilienberg.

Planes urbanos del funcionalismo: algunos ejemplos de Estocolmo
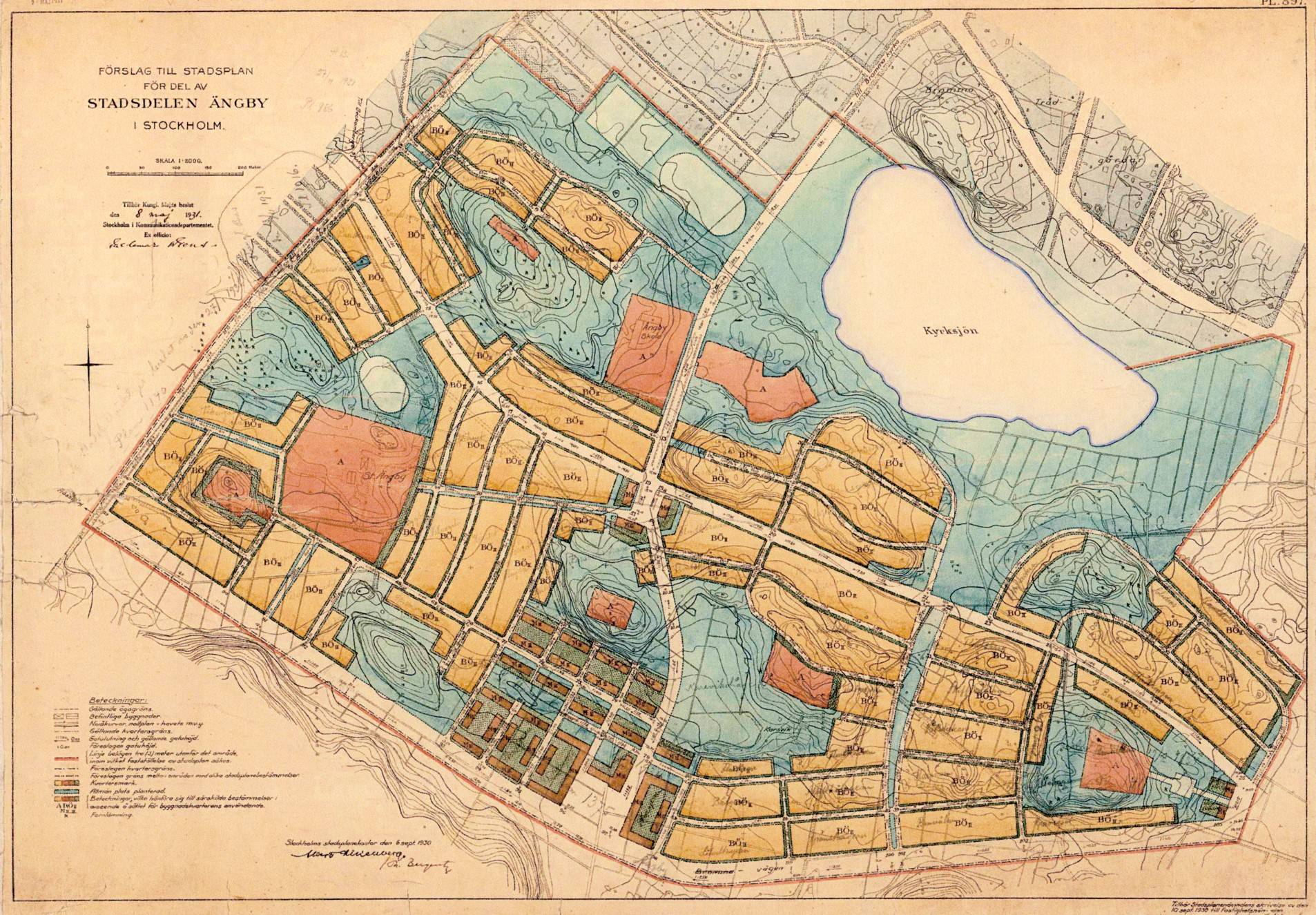
Norra Ängby, 6 de abril de 1930
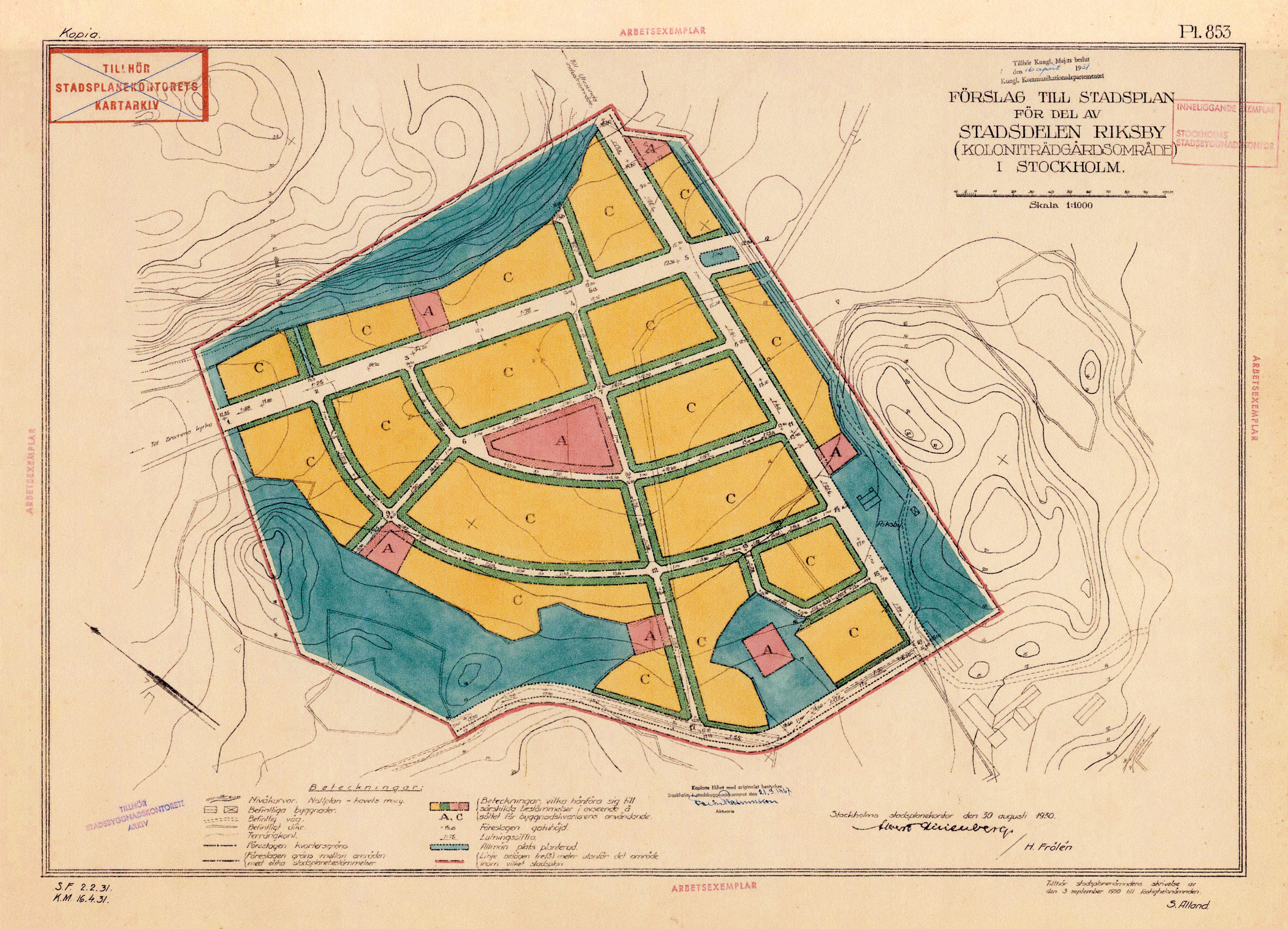
Riksby, 30 de agosto de 1930
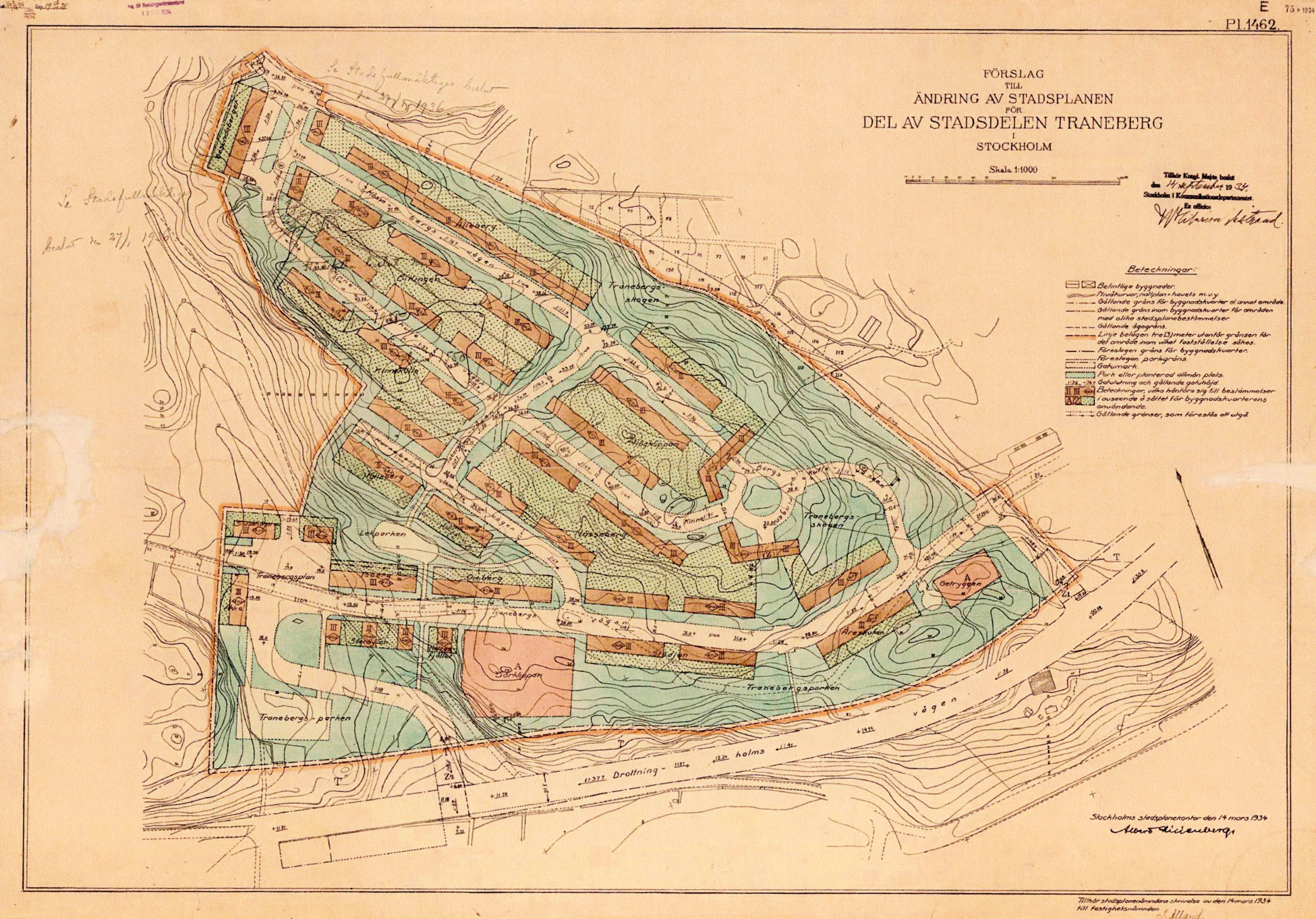
Traneberg, 14 de marzo de 1934
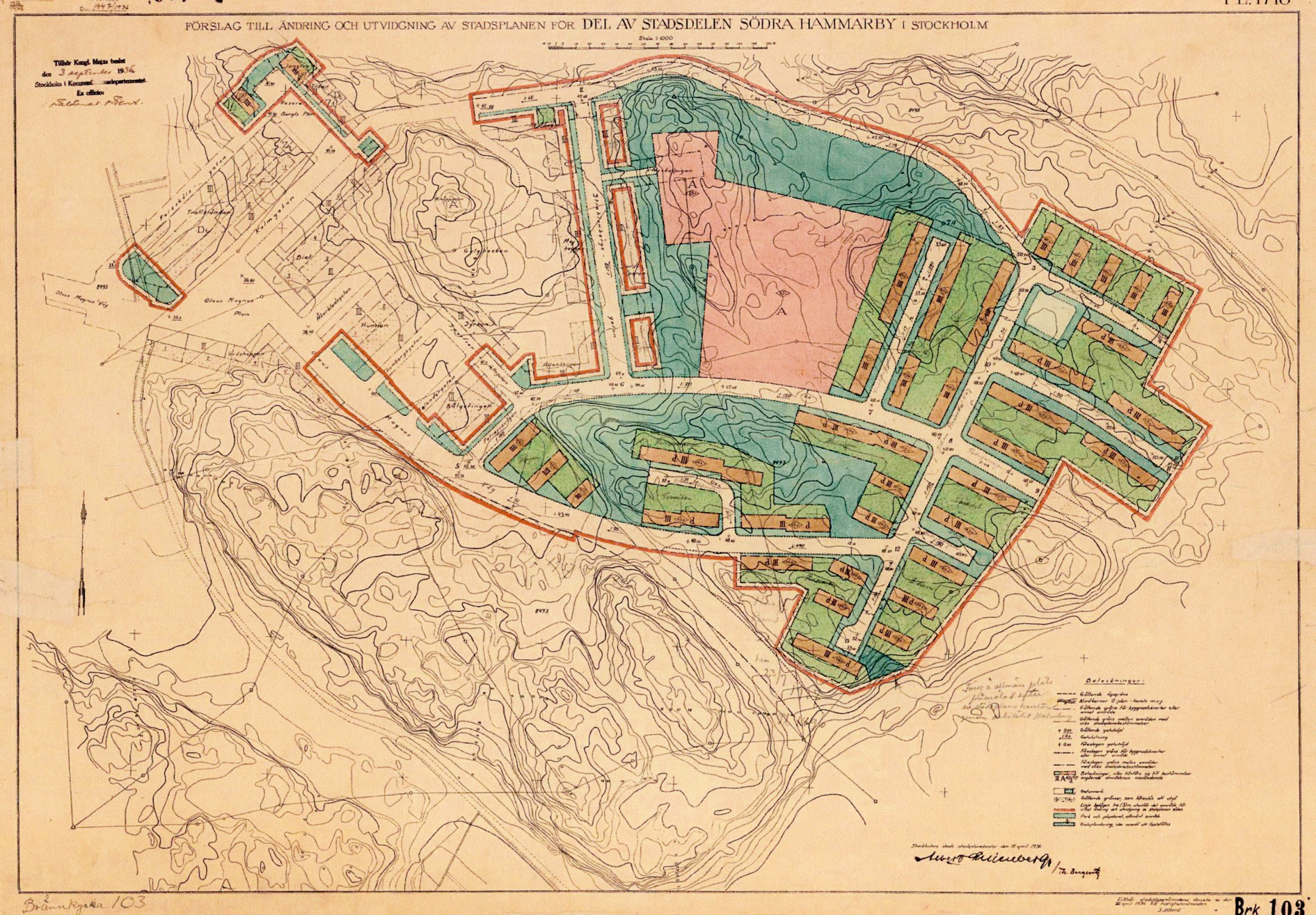
Södra Hammarby, 18 de abril de 1936

La Ley de Planificación Urbana y el Reglamento de Edificación de 1931 introdujeron la prohibición de construir nuevas edificaciones en zonas urbanas sujetas a estudio urbanístico. El concepto de prohibición de nuevas construcciones incluía también la prohibición de reformar y modernizar los inmuebles. La idea era evitar una revalorización que encareciera la futura compensación por los inmuebles en las zonas objeto de remodelación urbana, pero esta normativa también provocó que los propietarios dejaran de mantener sus edificios y que el parque inmobiliario de las zonas afectadas se deteriorara.
En Estocolmo, la planificación de la reurbanización de Nedre Norrmalm comenzó con el Plan General de Estocolmo de Albert Lilienberg en 1928, que abogaba por que la Sveavägen discurriera directamente desde Sveaplan hasta la plaza Gustavo Adolfo. En 1932 se convocó un concurso internacional de urbanismo, pero a pesar de las 350 candidaturas presentadas, el certamen no prosperó. Lo que más tarde se conocería como la reurbanización de Norrmalm (Norrmalmsregleringen) estuvo pendiente durante muchos años y sólo se hizo realidad tras la Segunda Guerra Mundial. Las ideas de Albert Lilienberg no fueron tenidas en cuenta, y en 1944 le sucedió Sven Markelius.

## La construcción de viviendas populares, los años récord, la regeneración urbana y el llamado "Programa del Millón"
Muchos proyectos de planificación urbana quedaron en suspenso durante la Segunda Guerra Mundial, e incluso a principios de la década de 1950 el estándar de vivienda sueco era uno de los más bajos de Europa. Después de la guerra surgió la imperiosa necesidad de materializar los ideales del "Folkhemmet" ("casa del pueblo") y el urbanismo modernista. El periodo comprendido entre 1945 y 1960 se conoce como el "periodo de las viviendas populares" (folkhemsperioden), durante el cual se construyeron unas 900.000 viviendas en Suecia. La arquitectura y la construcción de las viviendas populares suecas también llamaron la atención en el extranjero y fue la primera vez que los arquitectos extranjeros se inspiraron a gran escala en la arquitectura sueca. Hasta entonces, los arquitectos suecos de casi todas las épocas buscaban inspiración en el extranjero. La arquitectura popular se caracterizaba por una cuidada y modesta simplicidad en el diseño y por el concepto de "unidad vecinal" (grannskapsenhet) en la planificación urbana general, al tiempo que tenía pretensiones sociales y políticas.
Los años de bonanza de la posguerra (conocidos como "años récord": rekordåren), durante los cuales la industria exportadora sueca vivió un largo periodo de apogeo, proporcionaron al país las condiciones económicas necesarias para financiar los proyectos. En 1945, el Ayuntamiento de Estocolmo decidió, a iniciativa de Yngve Larsson, alcalde de la ciudad, poner en marcha la reurbanización de Norrmalm. Se trató de la remodelación urbana sueca más profunda de los tiempos modernos y en ella participó gran parte de la élite arquitectónica del país. La reurbanización de Norrmalm hizo posible la ampliación del metro, que se prolongó durante largo tiempo y acabó generando una creciente contestación ciudadana. Se suele citar el "conflicto de los olmos" de 1971 (Almstriden) como el punto de inflexión de la reurbanización de Norrmalm, y desde ese momento ya no fue viable políticamente realizar más transformaciones importantes en las zonas céntricas de la ciudad, dado que se impuso el concepto de "remodelación cuidadosa" que no precisaba de grandes modificaciones del planeamiento.
Sven Markelius, como director de urbanismo de Estocolmo entre 1944 y 1954, se encargó de diseñar y dirigir los proyectos de las nuevas ciudades satélite de Estocolmo. La inspiración vino de nuevo del extranjero y de la planificación vecinal inglesa, con su concepto de Community Centre, en el que pequeñas zonas residenciales se agrupaban en torno a un gran centro urbano dotado de servicios municipales y comerciales. Esta idea se aplicó por primera vez al sur de Estocolmo, donde Markelius encargó al arquitecto David Helldén la elaboración de un plan urbanístico para Södra Hammarby, que posteriormente se denominó Björkhagen. Sin embargo, el proyecto más importante se encontraba al norte de la ciudad, a lo largo del lago Mälaren, y se denominaba Grupo Vällingby. Los barrios residenciales se dispusieron a lo largo de la nueva línea de metro (la actual Línea Verde) a modo de collar de perlas, separadas unas de otras por espacios verdes. La pieza central de esta planificación fue Vällingby, con Vällingby centrum, que atrajo gran atención internacional y se convirtió en el paradigma de la construcción de vivienda pública.
En Gotemburgo, Tage William-Olsson fue jefe de planificación urbana entre 1943 y 1953, sucediendo a Uno Åhrén, que había ocupado el cargo desde 1932. William-Olsson, uno de los artífices del emblemático proyecto de Slussen en Estocolmo, había presentado varias propuestas muy elaboradas para el rediseño de Nedre Norrmalm, pero ninguna de ellas se llevó a cabo. En Gotemburgo se dedicó sobre todo a la cuestión de la vivienda. Planificó nuevos barrios y desarrolló nuevas tipologías de viviendas. A lo largo de diez años, planificó áreas para 34.000 viviendas, como Bagaregården (1944), Tolered (1946), Kungsladugård (1947), Södra Guldheden (1948) y Kortedala (1952).

Zonas de pequeña escala de la posguerra
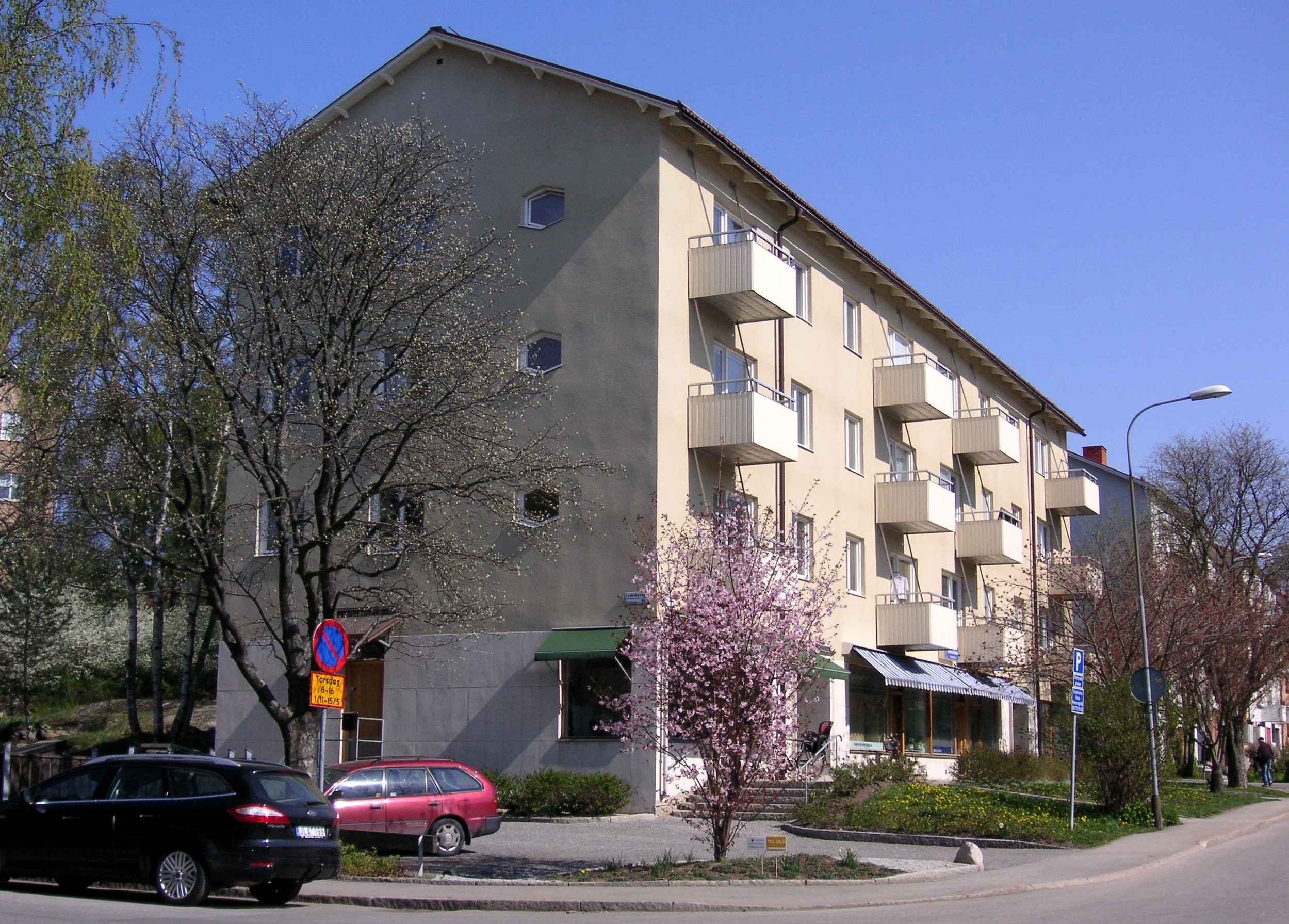
Björkhagen,  (Estocolmo) fue construido en 1946-1950
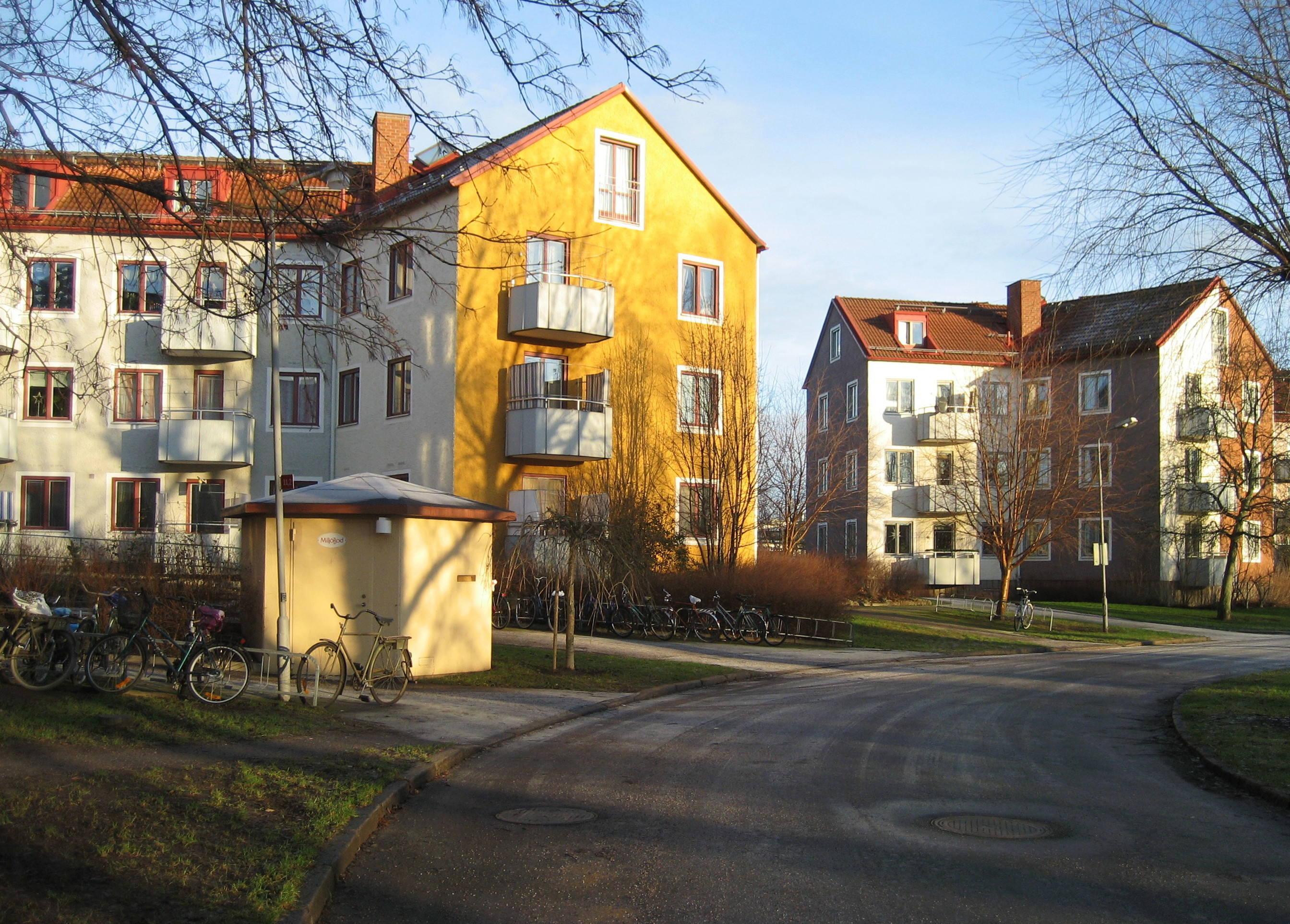
Las "casas estrella" (stjärnhusen) de Backström & Reinius en Gröndal y Rosta, construidas en las décadas de 1940 y 1950
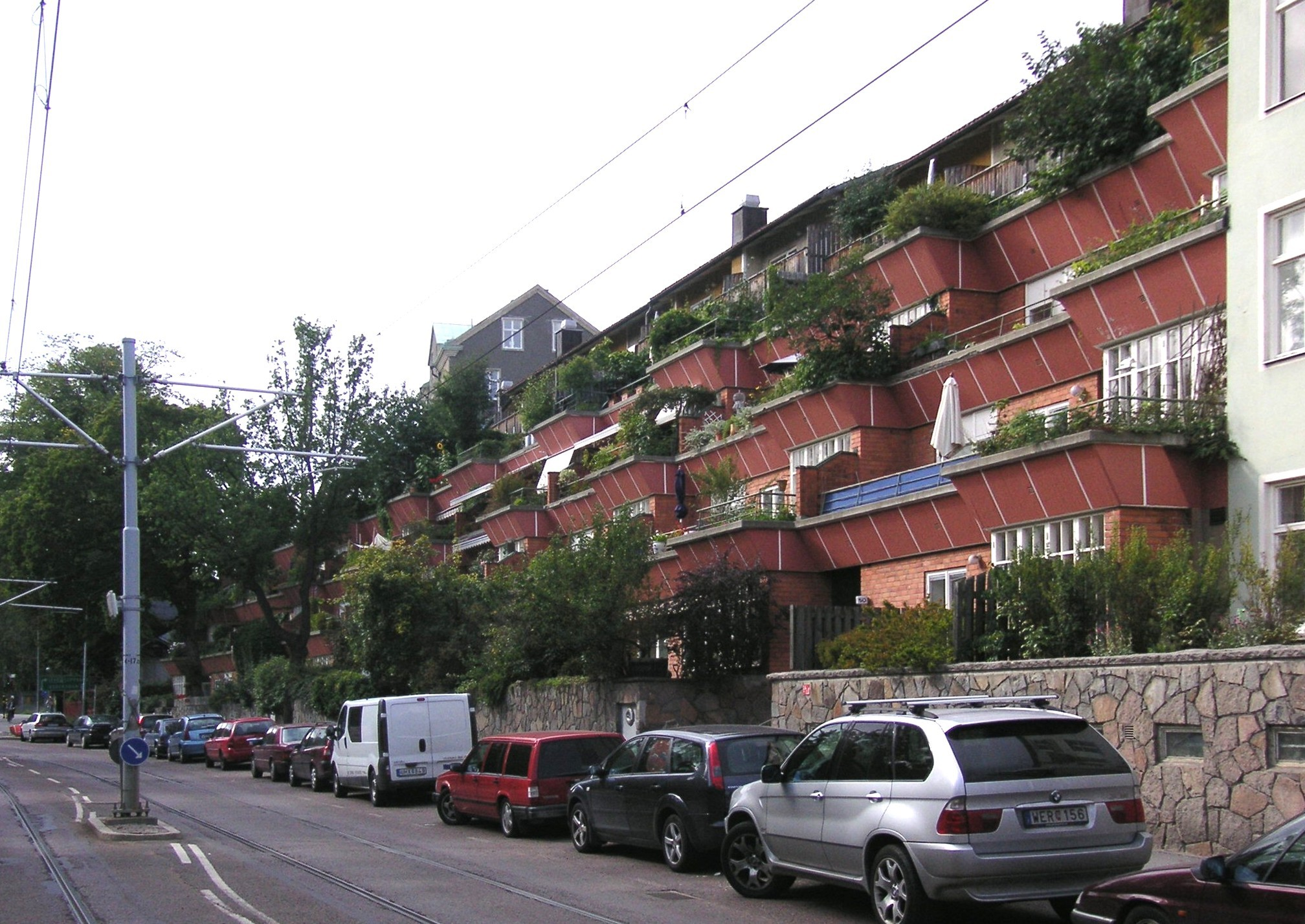
Casas con terraza de Backströn & Reinuis, Gröndal, construidas en 1958 y 1962
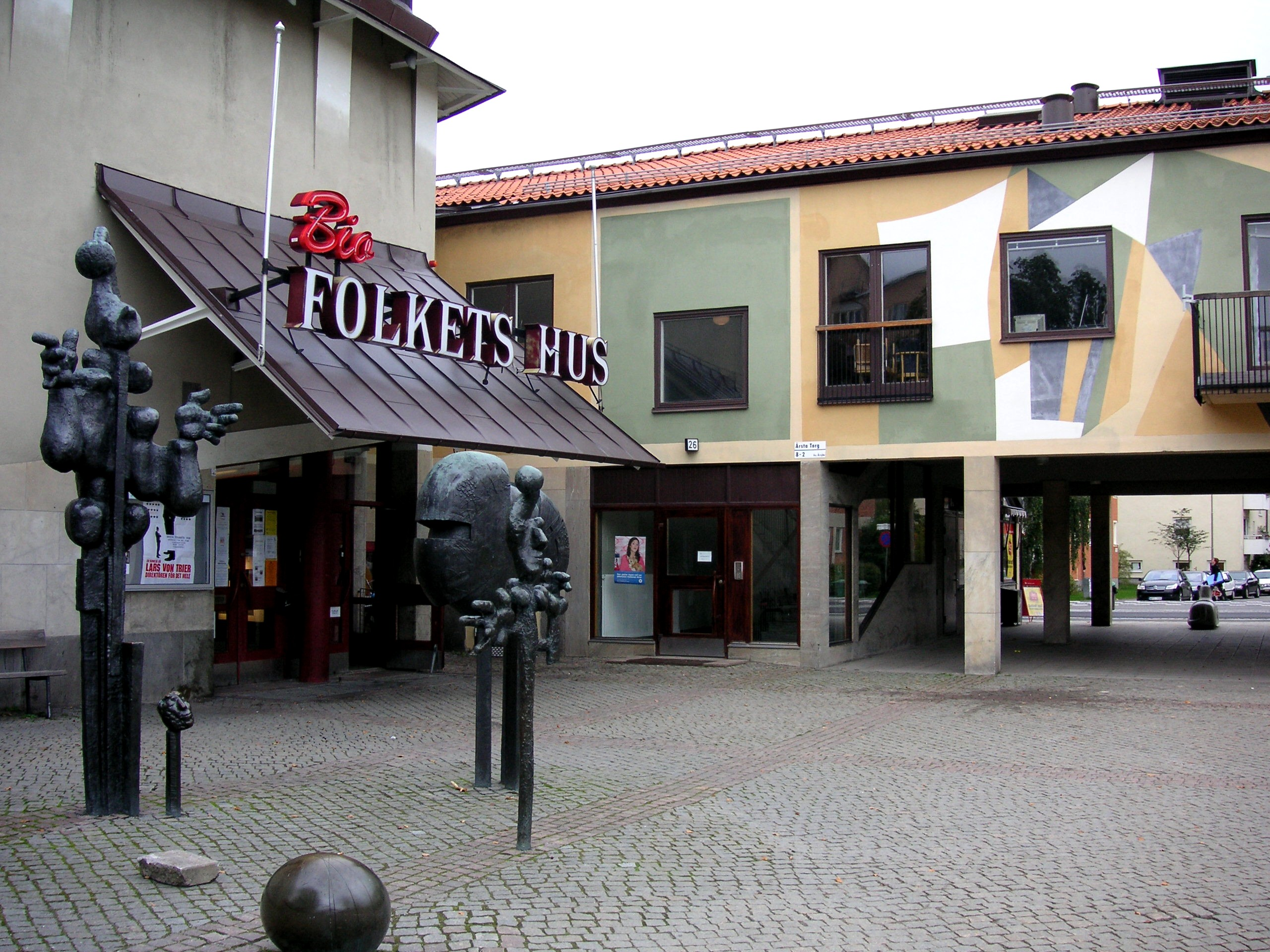
Årsta y Årsta centrum (Estocolmo), finalizados en 1943

Los nuevos centros urbanos de los años récord
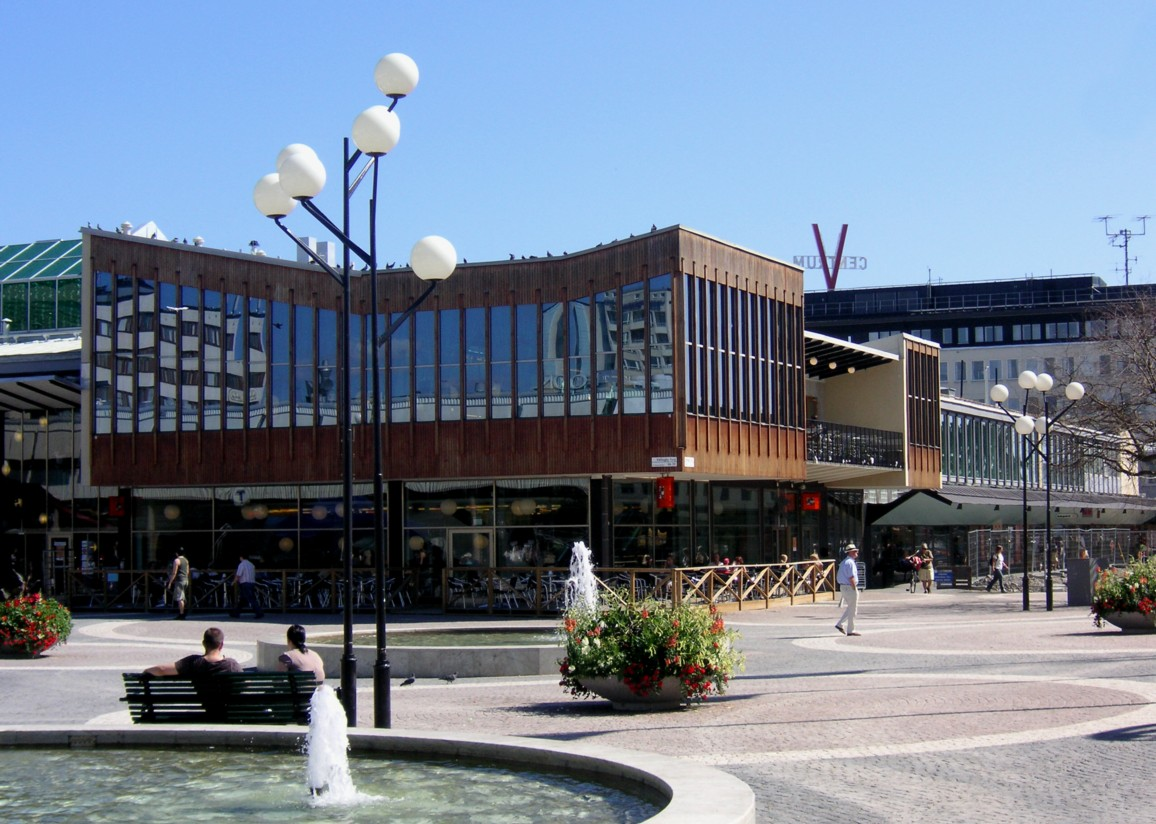
Vällingby centrum, inaugurado el 14 de noviembre de 1954
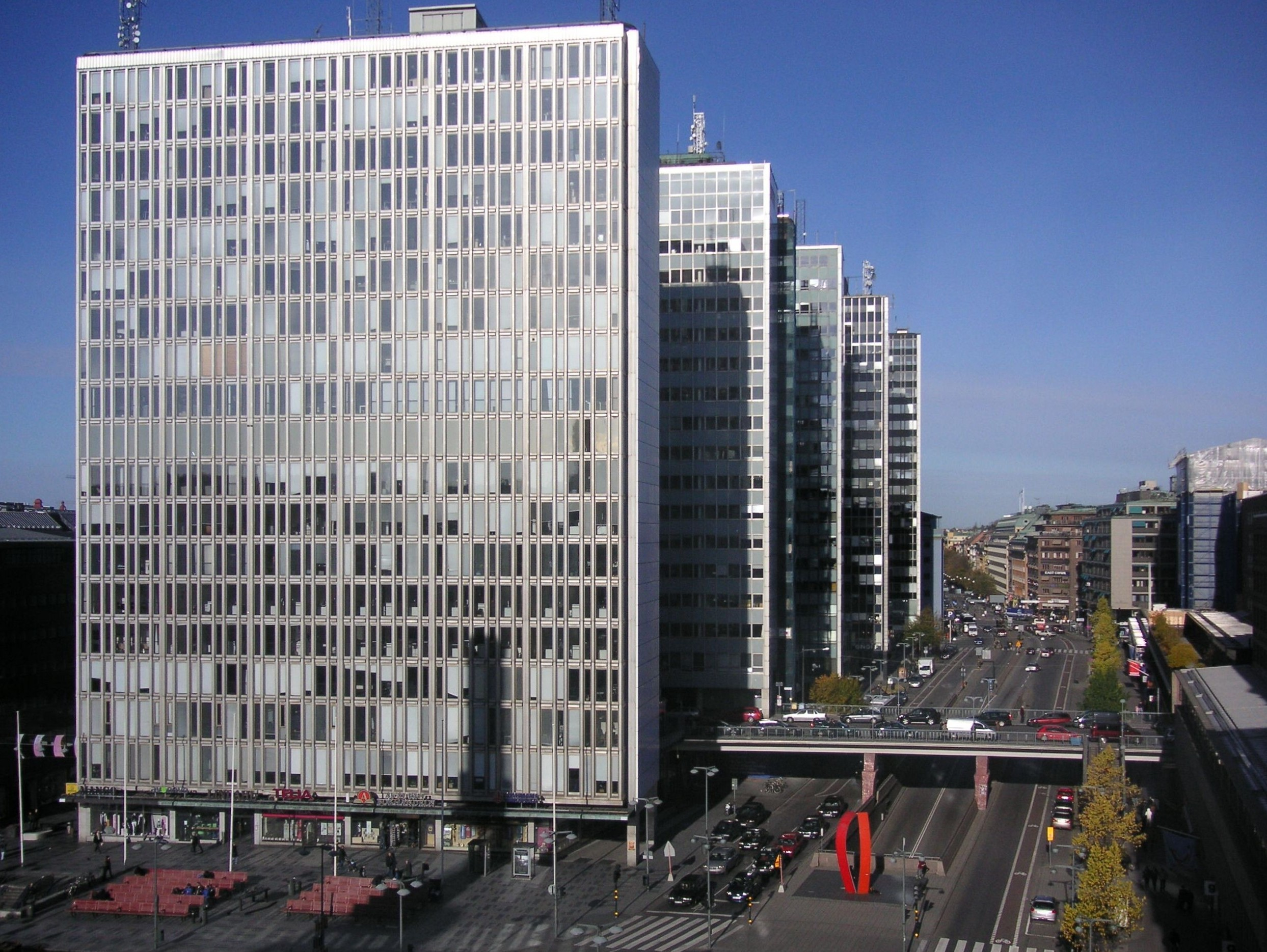
Hötorgsskraporna (Estocolmo), construidos entre 1955 y 1965
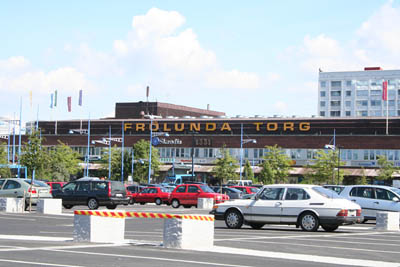
Frölunda Torg (Gotemburgo), inaugurado el 8 de septiembre de 1966
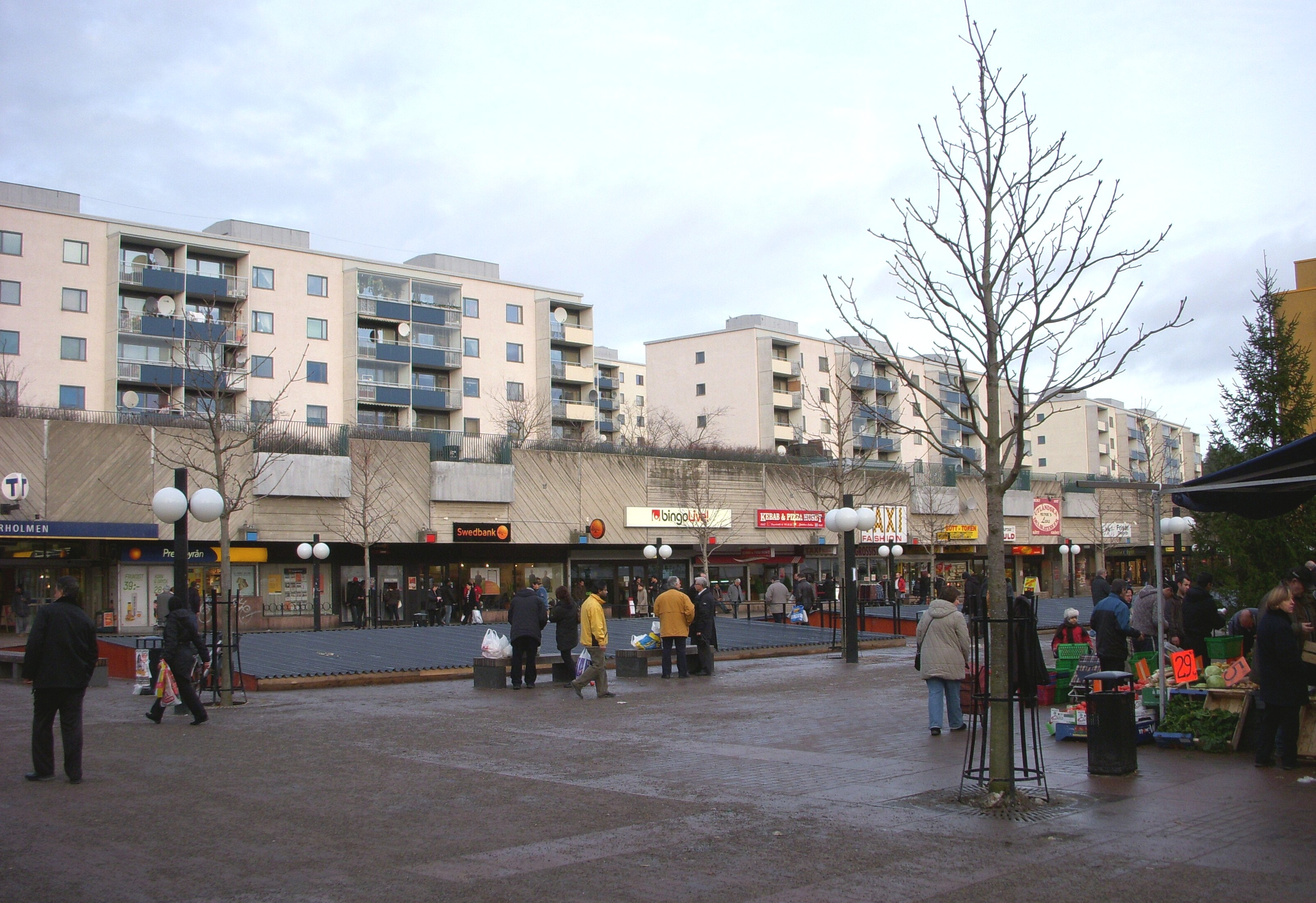
Skärholmens centrum (Estocolmo), inaugurado en 1968

No todos los proyectos tenían elementos claramente modernistas. Sven Backström y su socio Leif Reinius transformaron los rígidos planos en variantes lúdicas. Sus zonas de "casas estrella" (stjärnhusen) se construyeron en Gröndal, en Estocolmo (1944-1962) y, sobre todo, en Rosta, en Örebro (1947-1951). Örebro, en particular, fue considerada una "ciudad modelo", y el hombre fuerte de la ciudad, Harald Aronsson, dirigió la política de vivienda en los años 50 y 60 como concejal. Los edificios Rosta y Baronbackarna de Backström & Reinius, diseñados por los arquitectos White (1953-57), son los más conocidos de las grandes urbanizaciones de Örebro, con 1.340 y 1.230 apartamentos respectivamente. Esto suponía un orden de magnitud poco habitual en Suecia.
En Malmö se construyeron zonas de menor envergadura, como Augustenborg (1948-1952), con Gunnar Lindman, el planificador de la ciudad, como impulsor. Del mismo modo, Årsta centrum, en el distrito de Årsta de Estocolmo, era de pequeña escala. El plan urbanístico de Årsta centrum fue elaborado en 1940 por el arquitecto y director de Svenska Riksbyggen, Uno Åhrén. Los edificios fueron diseñados por los arquitectos Erik y Tore Ahlsén.
La comisión gubernamental sobre la vivienda social abordó en 1947, entre otras cuestiones, la reordenación de los centros urbanos. La actitud predominante era que los edificios "aptos para su rehabilitación" debían ser demolidos para dar paso a nuevos edificios. Varias ciudades emprendieron amplias operaciones de derribo de inmuebles antiguos y sus centros urbanos se transformaron a costa de la identidad y el arraigo histórico. Además, la Ley de Urbanismo de 1931 y las normas sobre edificación habían provocado el deterioro del parque inmobiliario.
A finales de los años 50, mucha gente esperaba con ilusión los avances y transformaciones que se avecinaban. En las ciudades rurales suecas, el propio arquitecto municipal solía encargarse del diseño del nuevo casco urbano. Los resultados mostraban en ocasiones cierta indefinición en el diseño de los volúmenes y los detalles.

Cuatro ejemplos de demoliciones de edificios antiguos
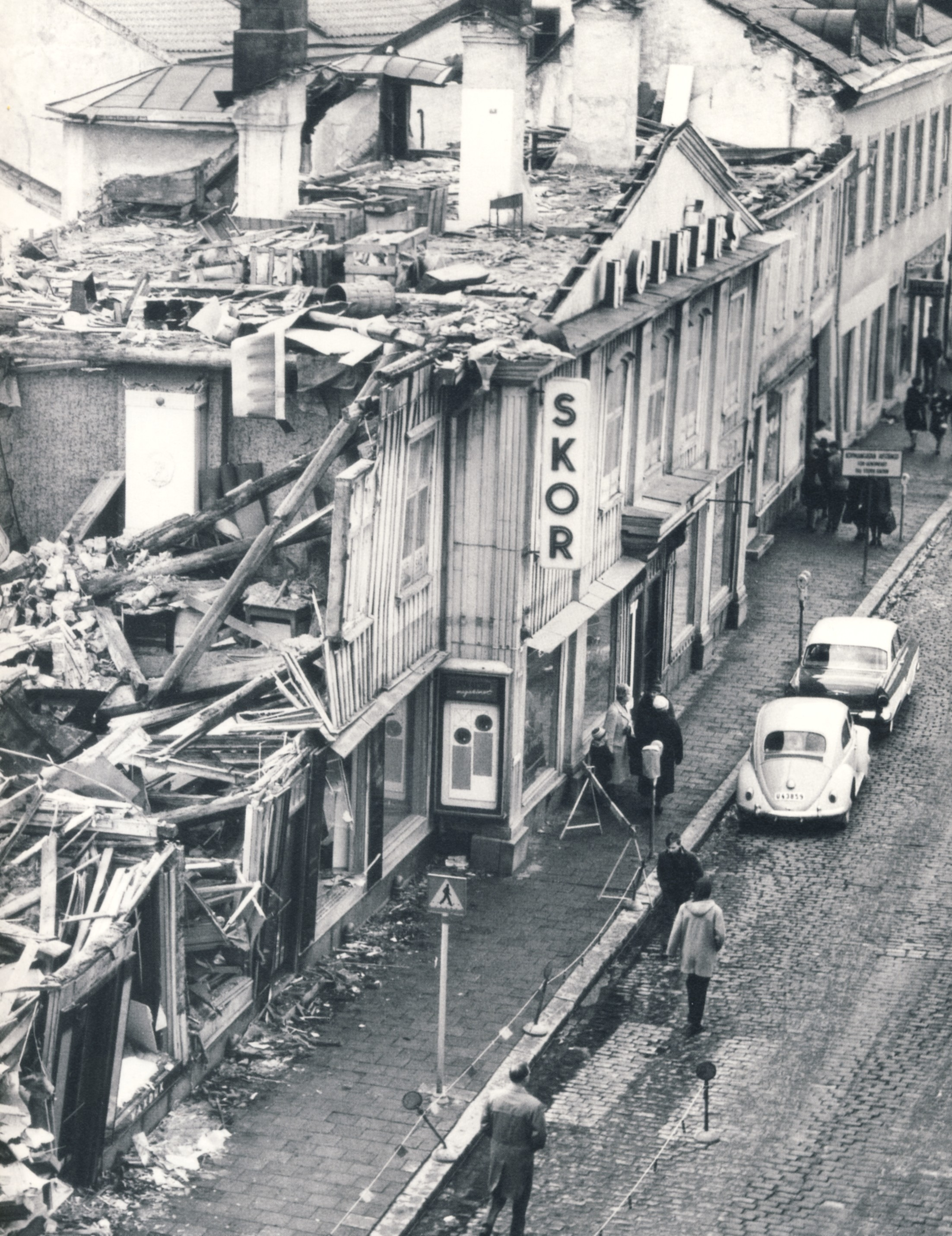
Stora torget (Västerås, 1962)
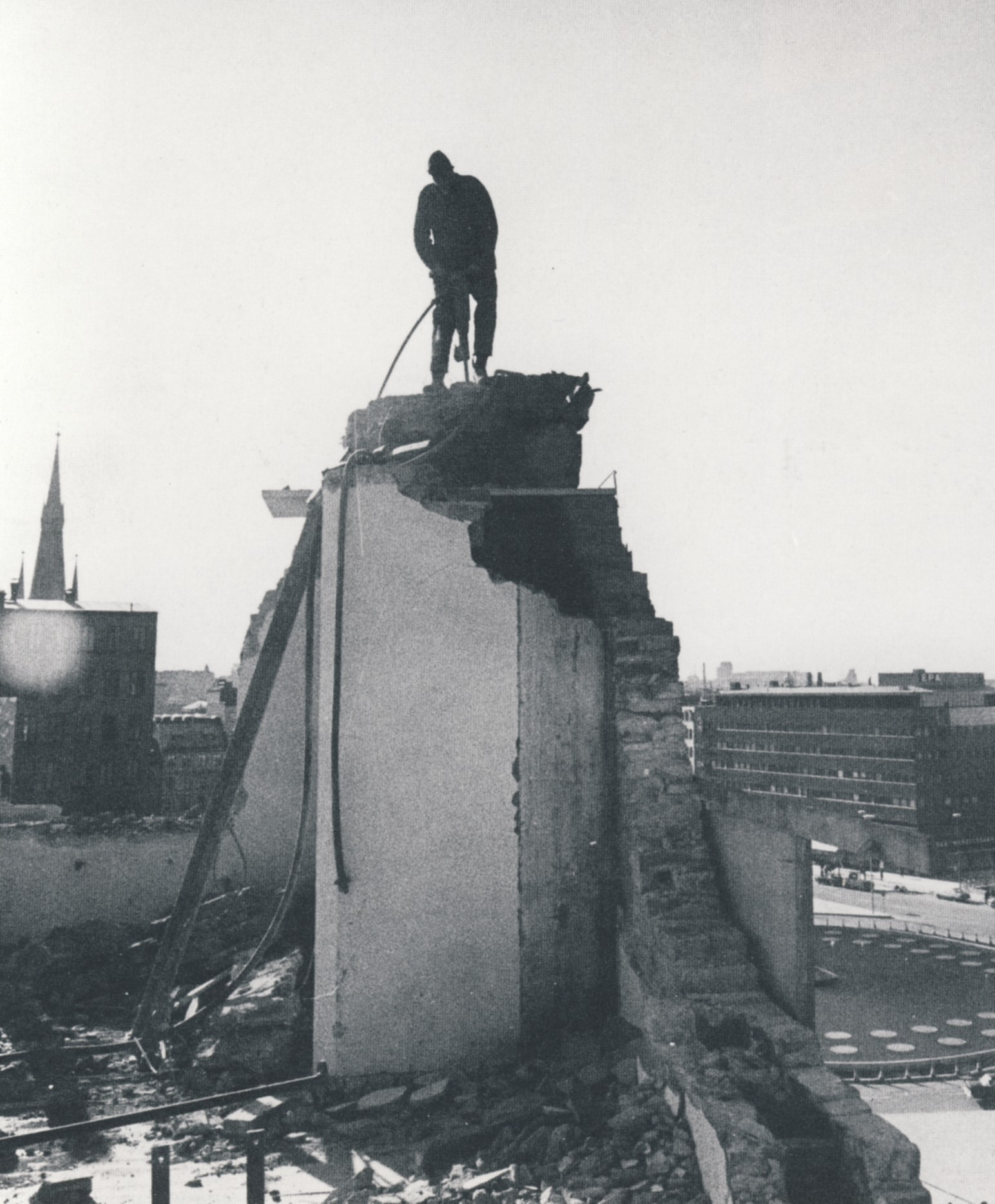
Hamngatan (Estocolmo, 1968)
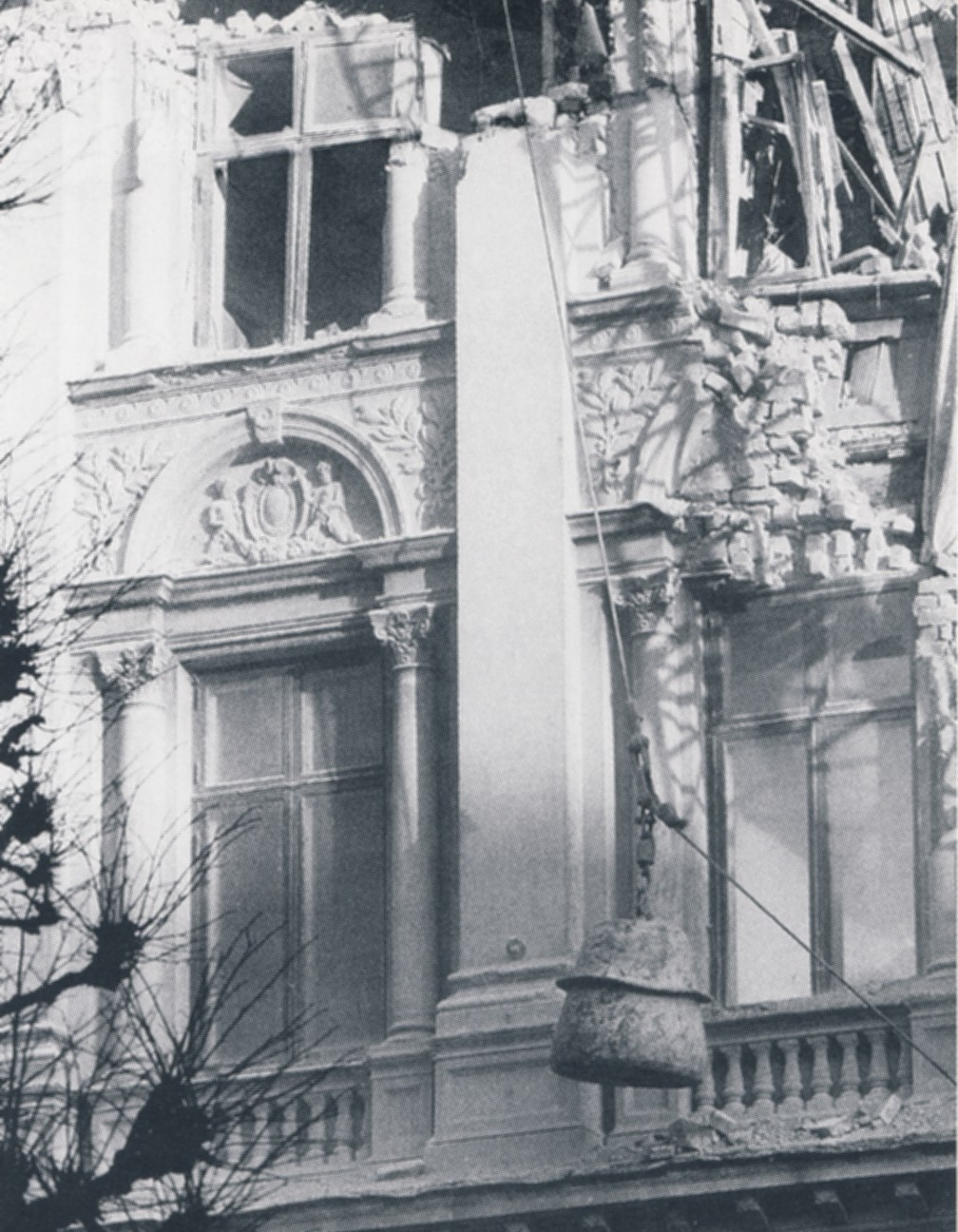
Kungsportsavenyen (Gotemburgo, 1964)
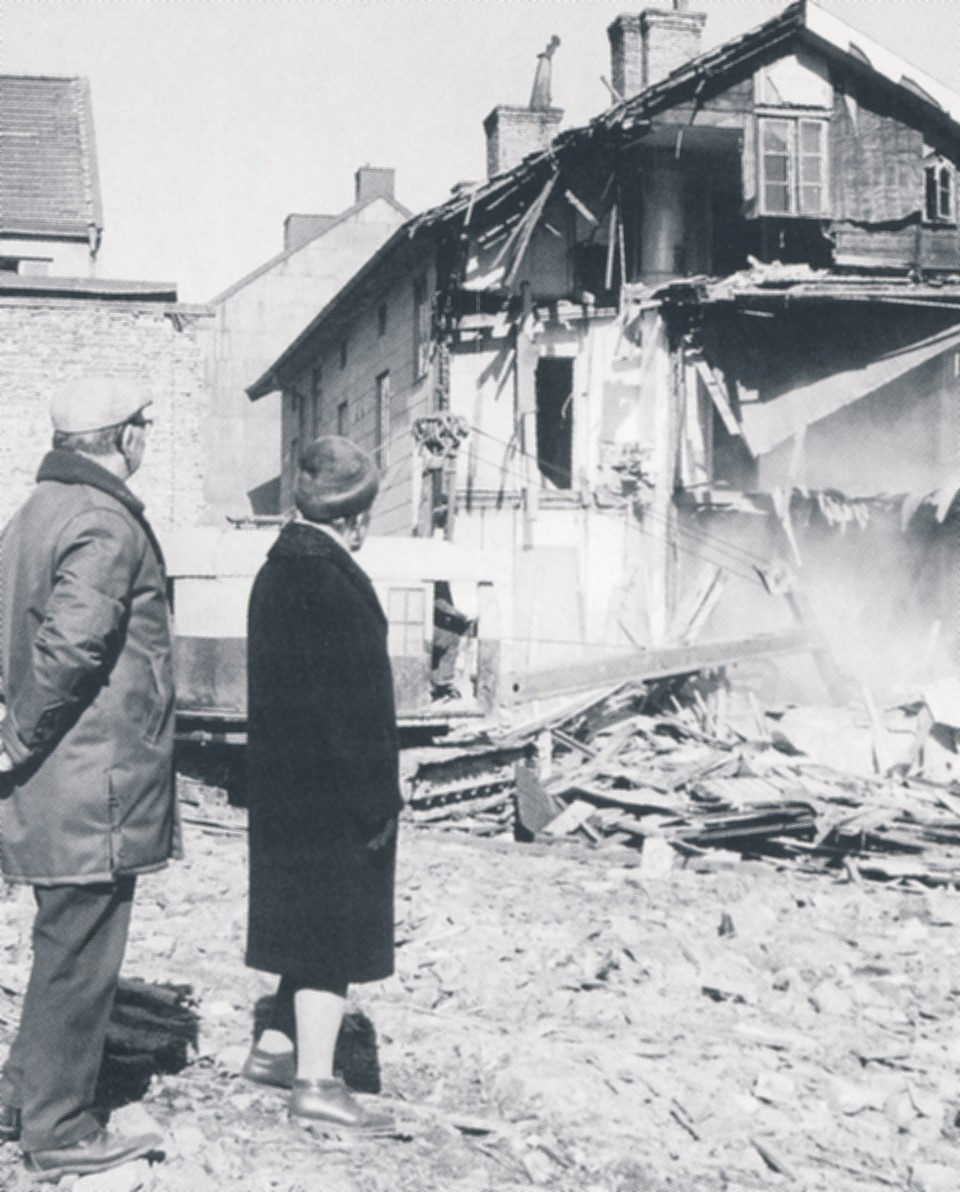
Landala (Gotemburgo, años 60)

Las ciudades rurales de Suecia también encontraron dificultades para hacer frente al creciente flujo de automóviles privados. La construcción de circunvalaciones liberó a los barrios centrales del tráfico de paso. Los nuevos edificios para centros comerciales como Domus, Tempo y EPA, seguidos de servicios comunitarios como una licorería y una farmacia a lo largo de una nueva calle peatonal, caracterizan las zonas centrales de muchas pequeñas ciudades suecas. När Domus kom till stan ("Cuando la Domus llegó a la ciudad") es un documental de 2004 de Anders Wahlgren que analiza desde una perspectiva crítica la transformación de 14 ciudades suecas y que supuso "una de las mayores transformaciones urbanas de Suecia de todos los tiempos".
El fotógrafo y periodista Jeppe Wikström traza una imagen más conciliadora de las transformaciones urbanas que tuvieron lugar en las décadas de 1950 y 1960. El autor abre su libro de 2002, Tråkiga vykort ("Postales aburridas"), con estas palabras: "La guerra había terminado, la economía estaba en auge y muchas pequeñas comunidades intentaban ganar un poco de brillo continental. Un nuevo rascacielos, una nueva tienda Konsum, un cruce de carreteras, una fábrica o un paso ferroviario vigilado eran la prueba de que se abrían al mundo". Todo lo nuevo merecía ser representado en tarjetas postales a color. Así, Umeå mostraba con orgullo su nueva calle peatonal y Boden su nuevo cruce. Pero, a diferencia de Estocolmo, por ejemplo, su único centro histórico fue arrasado. El centro histórico de Estocolmo, Gamla Stan, no se vio afectado por ninguna demolición, aunque sí hubo numerosas tentativas de reurbanizarlo.

Postales típicas de la época de los nuevos centros de las ciudades rurales
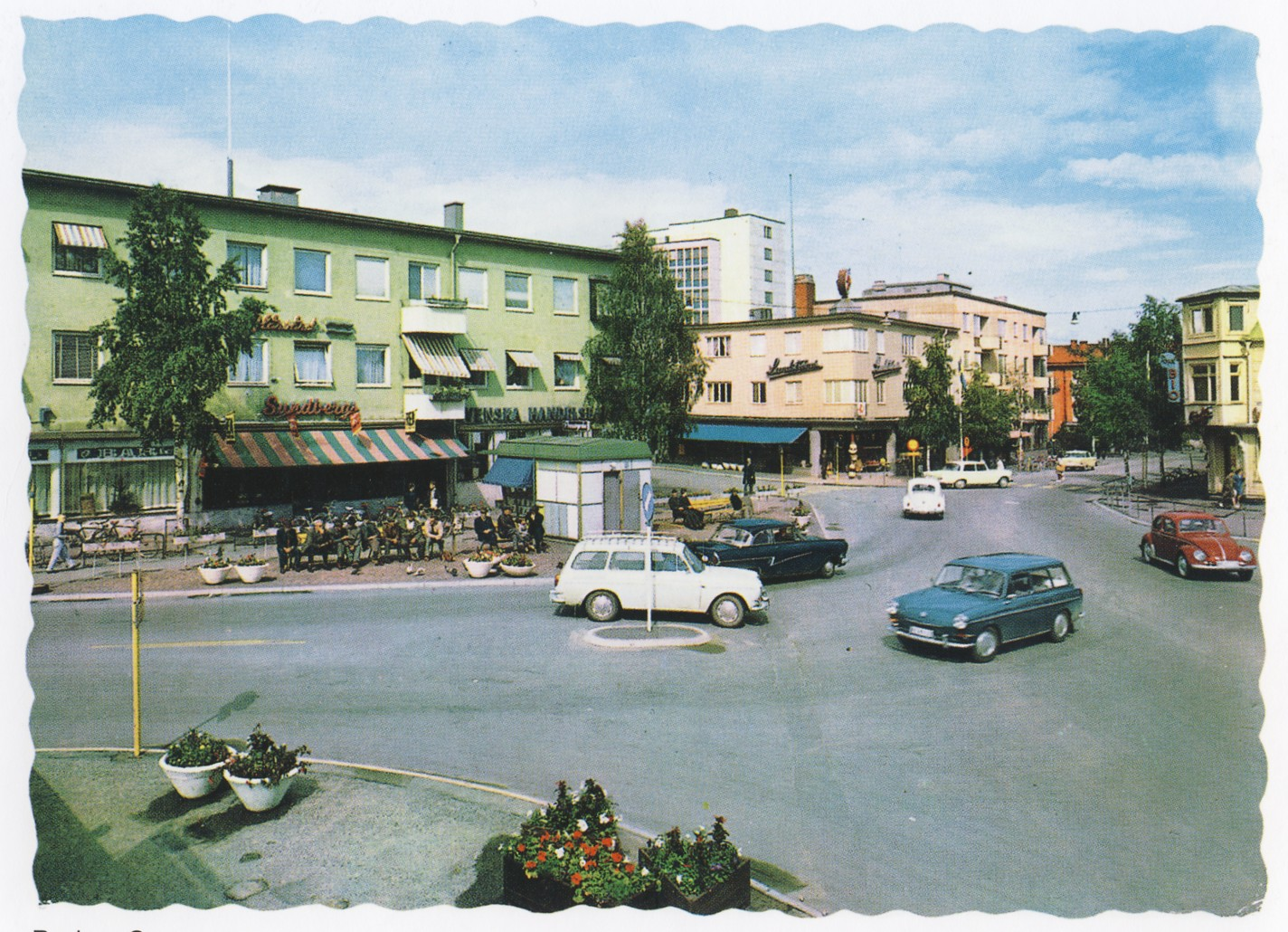
Boden
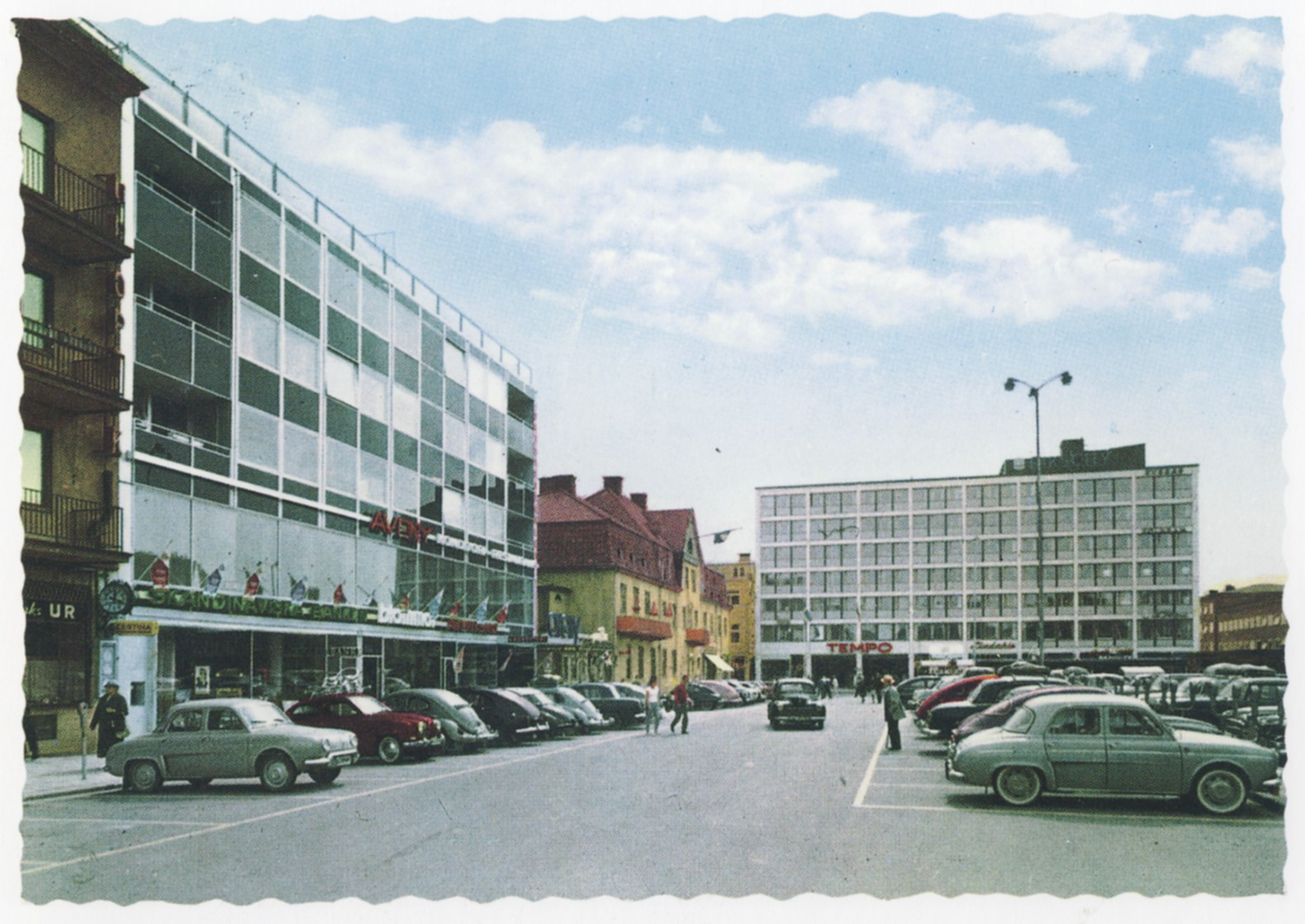
Skellefteå
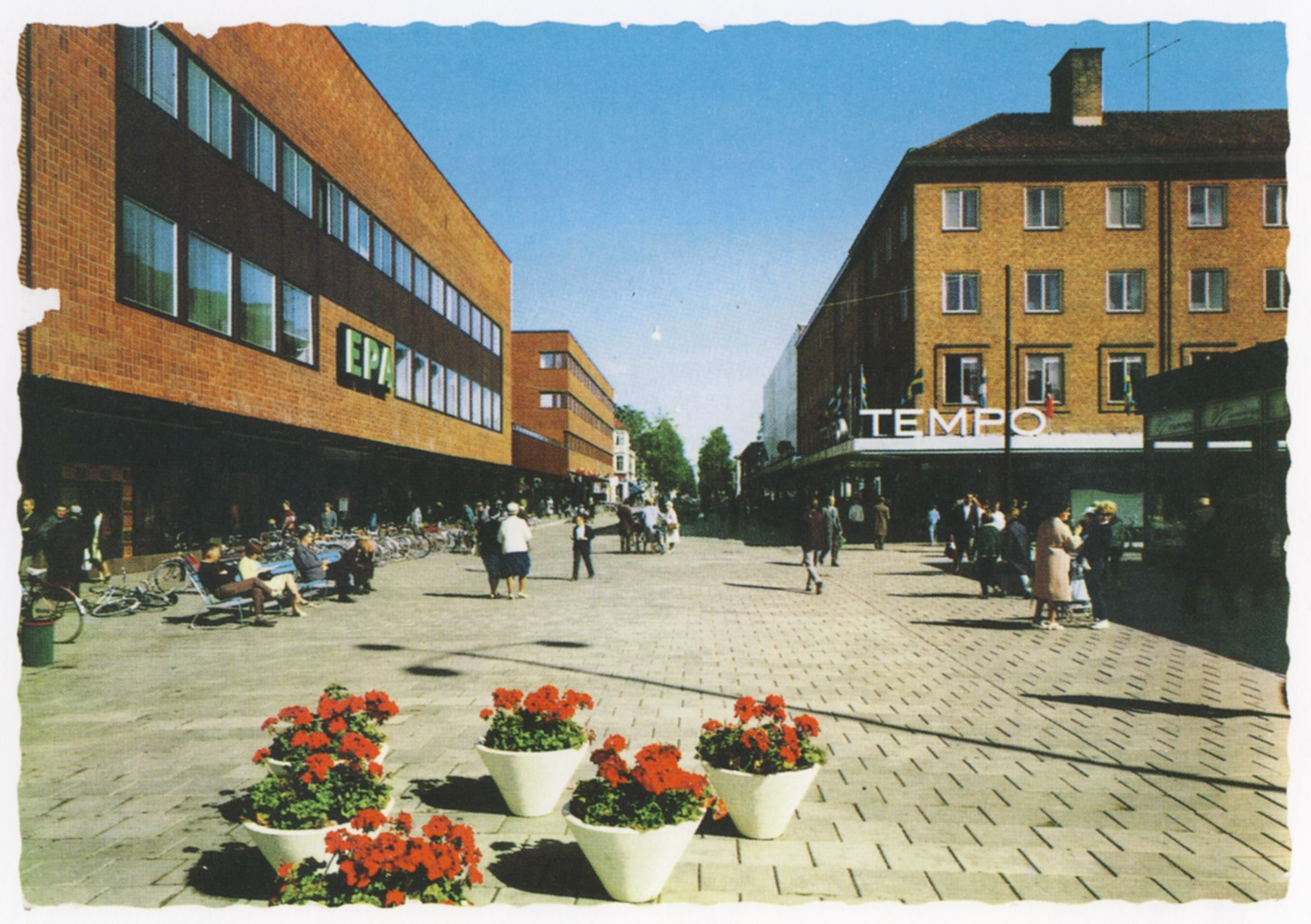
Umeå
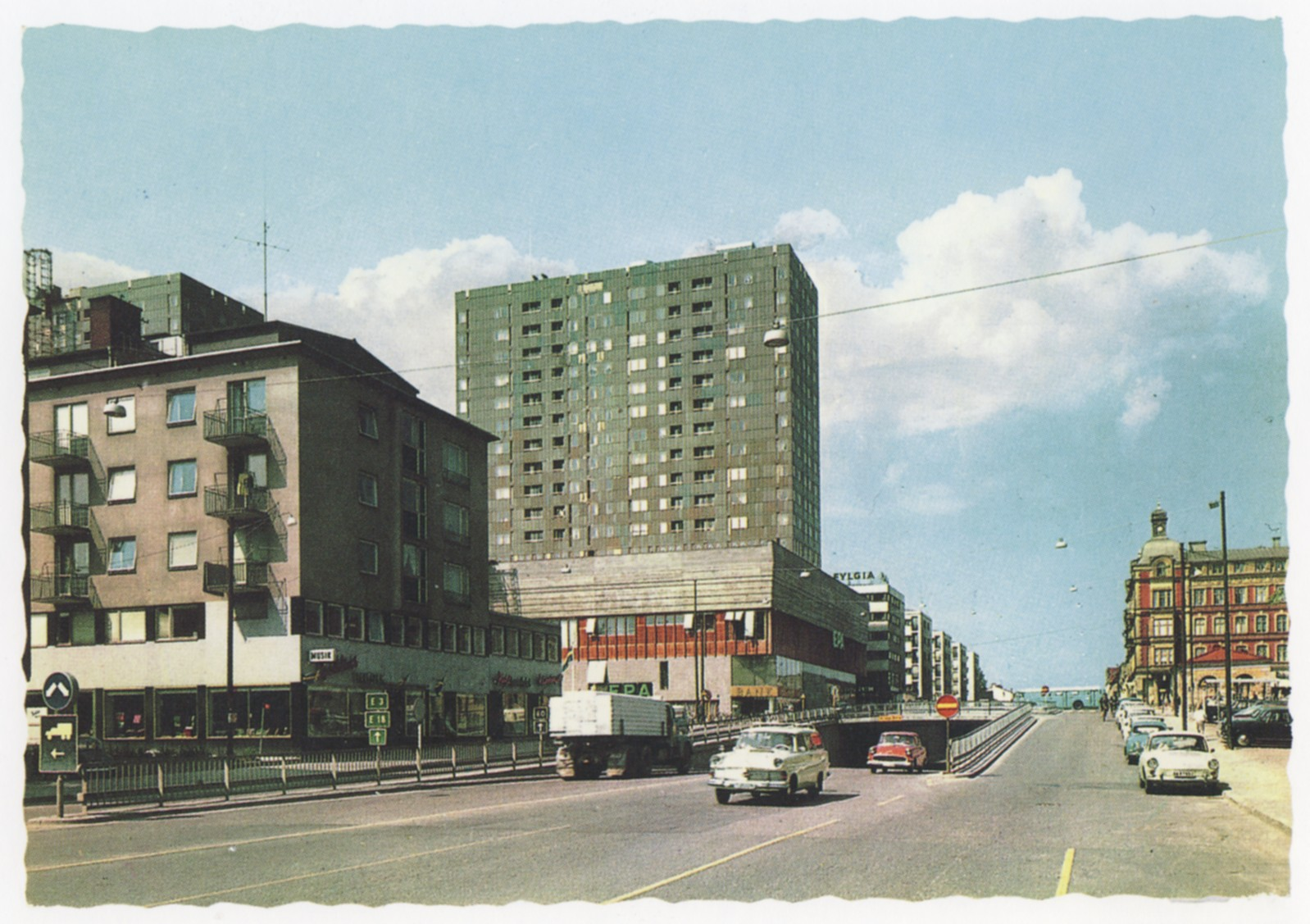
Örebro

En el marco de la reordenación de Norrmalm, en Estocolmo, un gran número de inmuebles situados en la parte baja de Norrmalm (Nedre Norrmalm) fueron demolidos. Según un informe, 700 edificios fueron derribados, entre ellos varios de gran valor cultural e histórico, como Sagerska husen, la Sidenhuset y el Blancheteatern, a pesar de las enérgicas protestas en contra. El proyecto ha sido objeto de críticas y de admiración tanto en Suecia como en el extranjero, y varios de los inmuebles construidos a raíz del plan Norrmalm están ahora catalogados como bienes de interés público.
Se produjeron derribos en muchas partes de Suecia. En 1964, Gotemburgo lideró las actuaciones de demolición del país. A diferencia de Estocolmo, donde estas ya se venían realizando desde principios del siglo XX para solucionar, entre otras cosas, problemas de tráfico, en Gotemburgo afectaron a zonas residenciales exteriores al centro de la ciudad. Para hacer frente a esta tarea, en 1960 se constituyó la empresa de rehabilitación "Göta Lejon", participada a partes iguales por el ayuntamiento y el sector empresarial. Si se observa el número total de demoliciones en Gotemburgo entre 1959 y 1974, cabe decir que en ambas ciudades se demolió aproximadamente el mismo número de apartamentos. En proporción a la población, en Gotemburgo se produjeron aproximadamente el doble de derribos. Durante esta oleada de demoliciones desaparecieron de la ciudad muchas de las famosas "casas del gobernador" (landshövdingehus).
Se acuñaron nuevas expresiones: "histeria de demolición" (rivningshysteri) y "frenesí de demolición" (rivningsraseri). Una paradoja, pues nadie que hubiera organizado o llevado a cabo las demoliciones estaba "furioso" o "histérico"; éstas se habían llevado a cabo "de buena fe" y, cuando se produjeron los derribos, las protestas fueron en un principio escasas. Seguía prevaleciendo el optimismo ante el progreso y era tal el orden social que rara vez se cuestionaban las decisiones de los políticos y los expertos. A los que opusieron resistencia se les dijo que no entendían qué era lo que más les convenía.
El punto de inflexión en la opinión pública hacia una actitud más crítica y contestataria con respecto a las decisiones gubernamentales se produjo con el llamado "conflicto de los olmos" (Almstriden), ocurrido en el año 1971 en Kungsträdgården (Estocolmo). Los políticos de la ciudad percibieron esta nueva actitud y ello tuvo sus consecuencias: el plan de renovación urbana City 67 fue cancelado y sustituido por el Cityplan 1977. En él se establecían unas nuevas directrices, más moderadas, que se traducían en que: "La rehabilitación se llevará a cabo sin alteraciones sustanciales de los barrios y de la trama viaria y se asume que se realizará en un ámbito privado, salvo en los casos en los que la ejecución del plan en una zona deba llevarse a cabo de forma coherente". Hoy en día, el término "histeria/frenesí de demolición" es sinónimo de ejercicio de la autoridad ante demoliciones injustificadas. Un ejemplo en el que se volvió a utilizar el término "frenesí de demolición" fue en 2009 con motivo de la ampliación prevista de la Biblioteca Pública de Estocolmo, que fue paralizada.

Dos ejemplos del periodo 1965-1974
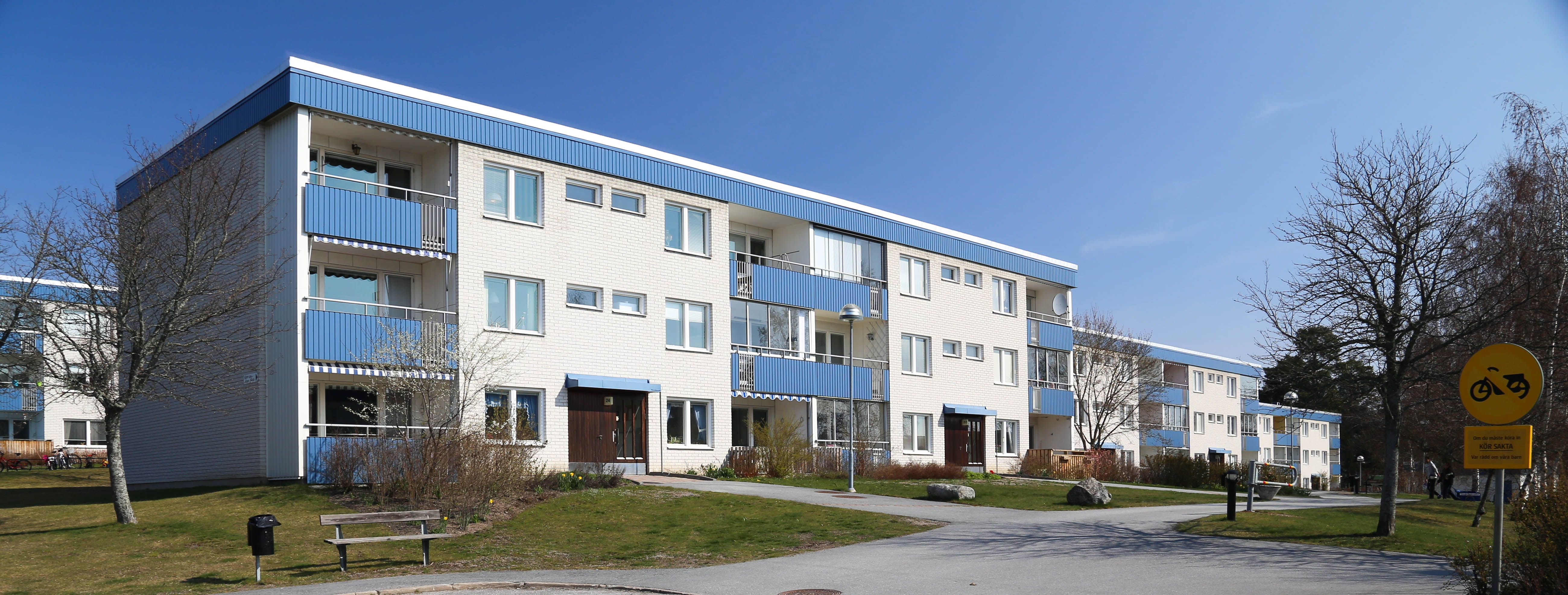
Los bloques bajos de tres pisos eran el tipo de inmueble más común y el ladrillo el material de fachada más utilizado. No obstante, estas viviendas están revestidas de ladrillos silicocalcáreos.
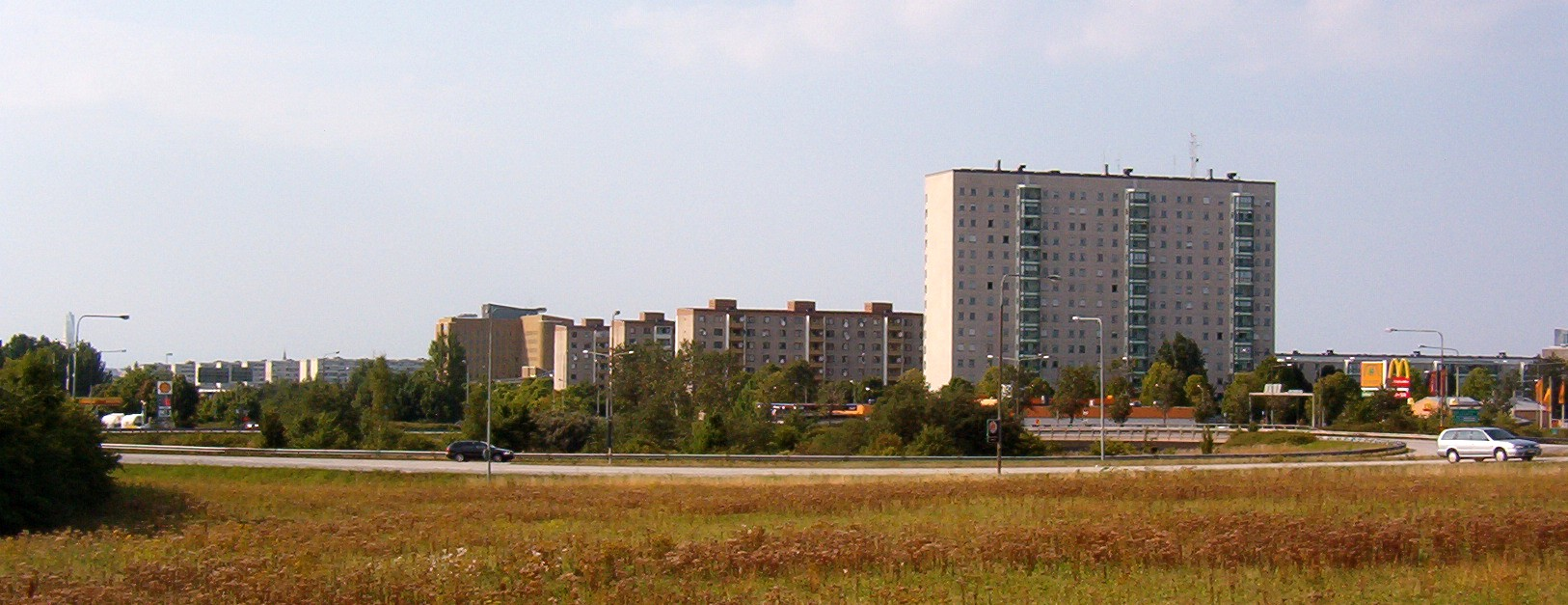
La zona de bloques de gran altura Kryddgården, que forma parte de Rosengård

Casi al mismo tiempo que entraba en vigor el plan urbanístico de 1977, finalizaba un periodo cuyo nombre, el Programa del Millón (Miljonprogrammet), sería adoptado mucho más tarde. Nunca fue un programa gubernamental, sino un cómputo, elaborado por los medios de comunicación, del número de viviendas construidas entre 1965 y 1974. Los edificios construidos en estos diez años representan en la actualidad alrededor del 25% del parque de viviendas de Suecia y pueden considerarse un símbolo de la sociedad del bienestar.

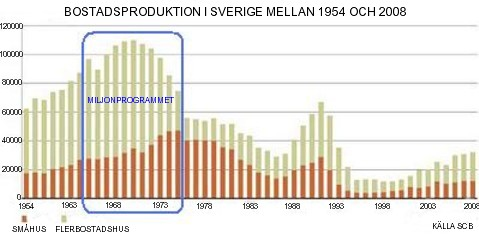
Construcción de viviendas en Suecia de 1954 a 2008.

Los años récord abarcaron todo el país. Algunas de las zonas más conocidas son Skärholmen y Tensta en Estocolmo, Hammarkullen en Gotemburgo y Rosengård en Malmö. Entre 1965 y 1974 se construyeron en total unas 940.000 viviendas, de las cuales 350.000 correspondían a viviendas unifamiliares, 310.000 en zonas urbanas y 40.000 en zonas rurales, y un total de más de 590.000 viviendas en bloques de apartamentos, de las cuales algo menos de 390.000 en zonas urbanas y más de 200.000 en zonas rurales.
El llamado periodo del Programa del Millón se ha asociado a los edificios de gran altura construidos con elementos prefabricados de hormigón, si bien el hormigón en las fachadas sólo se utilizó en la fase final y un tercio de la construcción de viviendas consistió en casas unifamiliares, como las de Kälvesta, en el noroeste de Estocolmo. En esta zona se encuentran fachadas con acabados de yeso, madera y ladrillo y se conserva gran parte de la vegetación original. Kälvesta puede denominarse una "zona horizontal del programa del millón" con unas 2.000 viviendas unifamiliares. El plan urbanístico se diseñó en colaboración con el estudio de arquitectura Höjer & Ljungqvist, que planificó la construcción de viviendas en hilera y pareadas. Las primeras casas se construyeron en 1966 y las obras continuaron hasta mediados de los años 70. En las zonas de Björnidevägen y Björnidegränd viven más de 4.500 personas en casas adosadas, casas en hilera y chalets independientes. La mayoría de las viviendas se construyeron como adosados de 4 habitaciones y una cocina.
A finales de la década de los sesenta, una treintena de empresas públicas de vivienda señalaron que empezaban a tener dificultades para alquilar, sobre todo los pisos grandes. Entre los políticos, los planificadores y las empresas constructoras empezaron a aparecer los primeros signos de cierta preocupación por la magnitud de los cientos de programas de construcción municipales que se iban a llevar a cabo en 1972, año en que se organizó una marcha ecologista que reunió a más de 100.000 participantes contra el "Regionplan 70" de Estocolmo. Además, la economía experimentó un retroceso, la crisis del petróleo elevó los precios de la gasolina y la población de las grandes ciudades descendió. El baby boom que se había producido desde 1965 se desvaneció, y terminó en 1975. La "ola verde" contribuyó a que algunas familias jóvenes abandonasen las ciudades.
También en los medios de comunicación se escucharon críticas, como la que publicó el Dagens Nyheter el 10 de septiembre de 1968 con el título "Riv Skärholmen!" ("¡Derriben Skärholmen!"). Sucedió dos días después de que el príncipe Bertil inaugurara Skärholmen Centrum con gran pompa y boato. El artículo del periódico decía, entre otras cosas: "El skyline de Skärholmen es el telón de fondo de un centro suburbano de los más deshumanizados que se han construido hasta ahora, una importación tardía del urbanismo estadounidense de finales de los años 40, obsoleto ya en aquel entonces." El artículo desencadenó el llamado debate de Skärholmen.
En poco tiempo, la escasez de viviendas se convirtió en un excedente de apartamentos vacíos. En la primera mitad de la década de 1970, el número de apartamentos vacíos aumentó, y el problema ya no se limitaba a ciertas ubicaciones o a ciertos tamaños de apartamentos. En muchas ciudades europeas se observaba una tendencia similar. En respuesta al auge de la vivienda multifamiliar en aquella época, la proporción de casas unifamiliares de nueva construcción aumentó de aproximadamente un tercio a tres cuartas partes (1977) del total de viviendas construidas. Sin embargo, en su conjunto la construcción de viviendas se contrajo, y en consecuencia, también disminuyó el empleo en este sector. Esto provocó un elevado desempleo entre las profesiones de la construcción y la arquitectura.
Los años de récord llevaron a Suecia a tener uno de los estándares de vivienda más altos del mundo en 25 años. Sin embargo, el periodo fue objeto de críticas desde el principio, ya que las nuevas periferias de las grandes ciudades, en particular, fueron calificadas popularmente como "suburbios de nueva construcción", pues un total de 40.000 apartamentos quedaron vacíos cuando finalizaron los años récord. No fue hasta la década de 1990 cuando surgió un escenario más equilibrado, con iniciativas de demolición, rehabilitación y regeneración parciales de zonas desfavorecidas en las que se evidenciaba la segregación de la población.

## El posmodernismo y la planificación en elsigloXXI
A finales de la década de los 70, se puso fin a los grandes proyectos estatales de nueva construcción y se produjo un giro en la arquitectura residencial hacia la edificación densa y de baja altura. En esta ocasión, la inspiración vino de Dinamarca. Uno de los primeros exponentes de este nuevo concepto de urbanismo, más íntimo, fue Ralph Erskine. Sus planes urbanísticos orgánicos, bien adaptados al clima y al terreno, adquirieron fama internacional. Algunos ejemplos son el barrio de Ortdrivaren en Kiruna (1966), Nya Bruket en Sandviken (1973-1978) y Myrstuguberget en el municipio de Huddinge (1977-1985), así como Ekerö Centrum, en Ekerö (1983-1991). En Estocolmo, Kista (1977-1980), Skarpnäcks gård (años 80) y la zona de la Estación Sur (1986-1990), entre otros, se construyeron según el principio de densidad y baja altura. El mismo principio se utilizó para densificar las zonas residenciales abiertas y despejadas de los años 40, como Hammarbyhöjden y Traneberg.
Como reacción a los proyectos de desarrollo urbano a gran escala del Programa del Millón, se crearon nuevas zonas residenciales a pequeña escala en varias partes de Suecia, aplicando tradiciones constructivas anteriores. Los resultados han sido tildados en ocasiones despectivamente de "pastiche" en los círculos profesionales, pero el público en general los ha apreciado. Algunos ejemplos son la zona de St. Erik (1995-1998) en Estocolmo, que recuerda el clasicismo sueco de los años 20, y Jakriborg (primera fase lista para ser habitada en 1999) al sur de Lund, donde el diseño arquitectónico recuerda el estilo preindustrial de los pueblos de la región de Lund y las ciudades costeras hanseáticas del Báltico y el Mar del Norte.
En la búsqueda de nuevo suelo edificable para viviendas, hacia finales de los años 90 se recurrió también a zonas industriales y portuarias cercanas a la ciudad, en las que se habían clausurado o deslocalizado actividades industriales o portuarias. A principios de los años 90, surgió una importante zona residencial en Estocolmo siguiendo este modelo: Hammarby Sjöstad, una antigua zona portuaria situada en Hammarbyleden. La zona se caracteriza por un estudio de detalle muy minucioso, elaborado por el arquitecto Jan Inghe, en cuyo diseño ejerció una influencia decisiva Aleksander Wolodarski, arquitecto urbanista de la Oficina de Urbanismo de Estocolmo.
Otras zonas portuarias que se han trasformado y se están transformando en atractivas zonas residenciales próximas al mar son Norra Hamnen, en Helsingborg (1995-1999), con Ole Reiter como arquitecto, Norra Älvstranden, en Gotemburgo (1989-), y Västra  Hamnen, con Turning Torso, en Malmö, surgido en el contexto de la destacada feria de la construcción Bo01.

Antiguas zonas portuarias e industriales renovadas
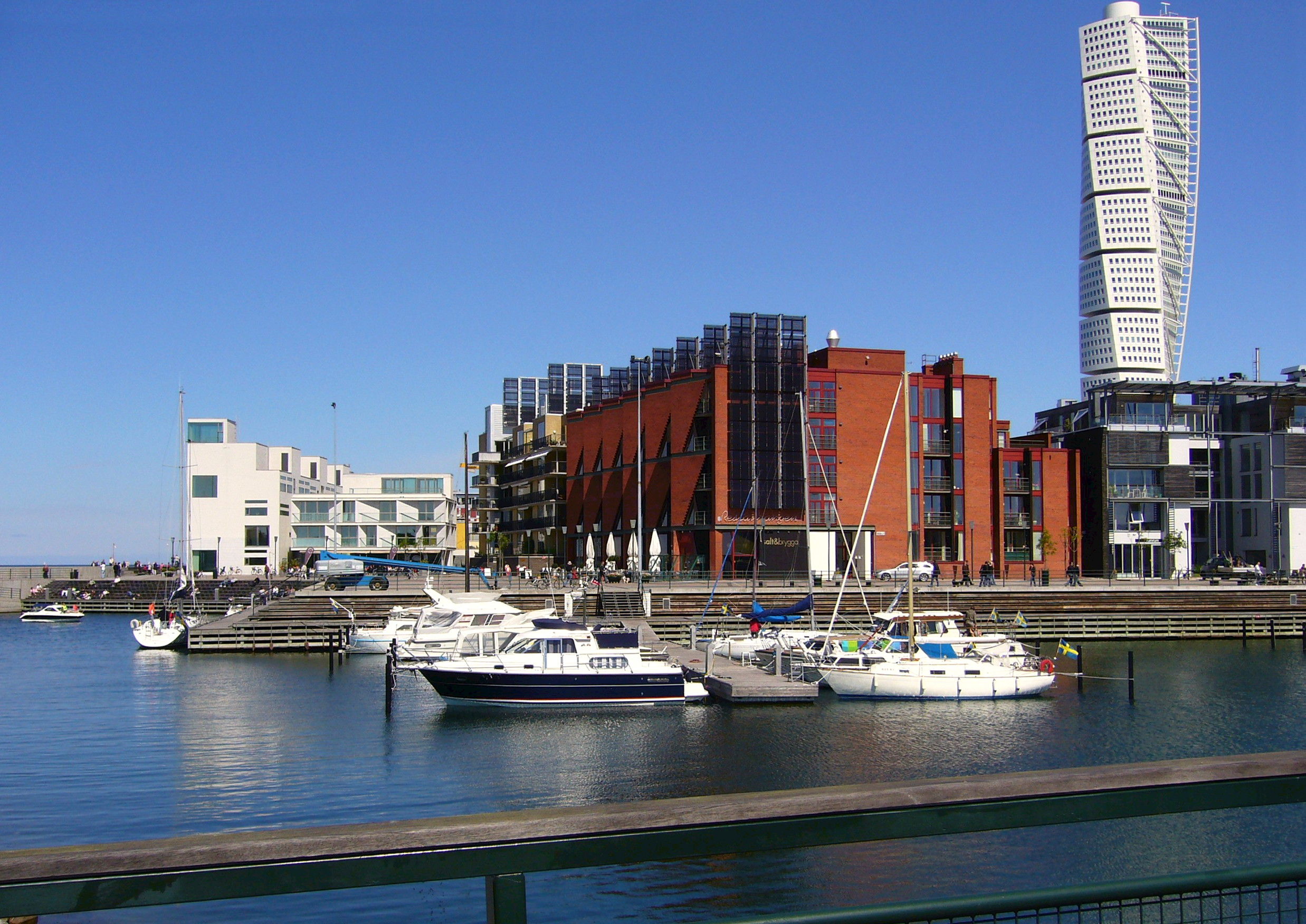
Västra hamnen y Turning Torso
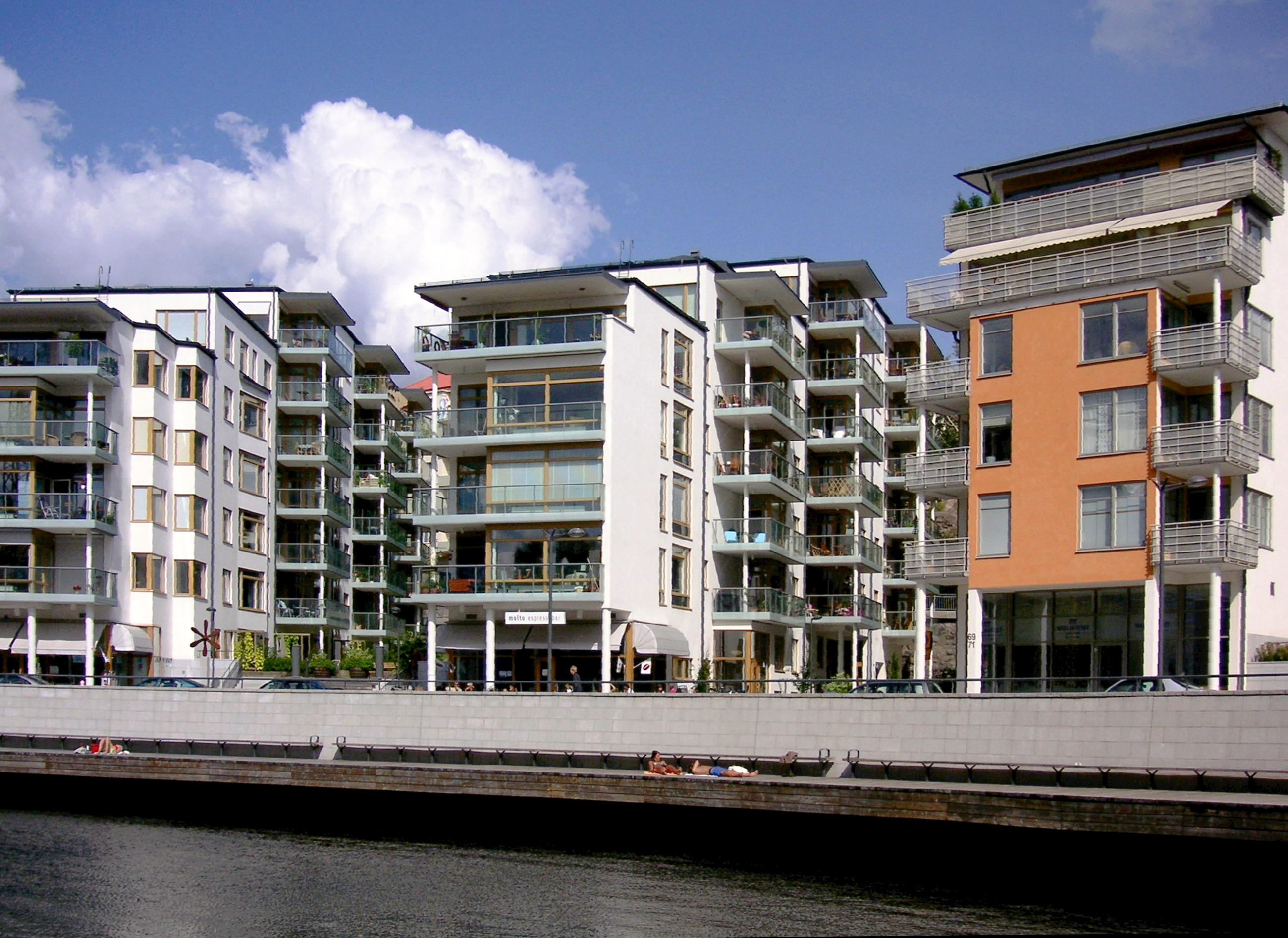
Lilla Essingen
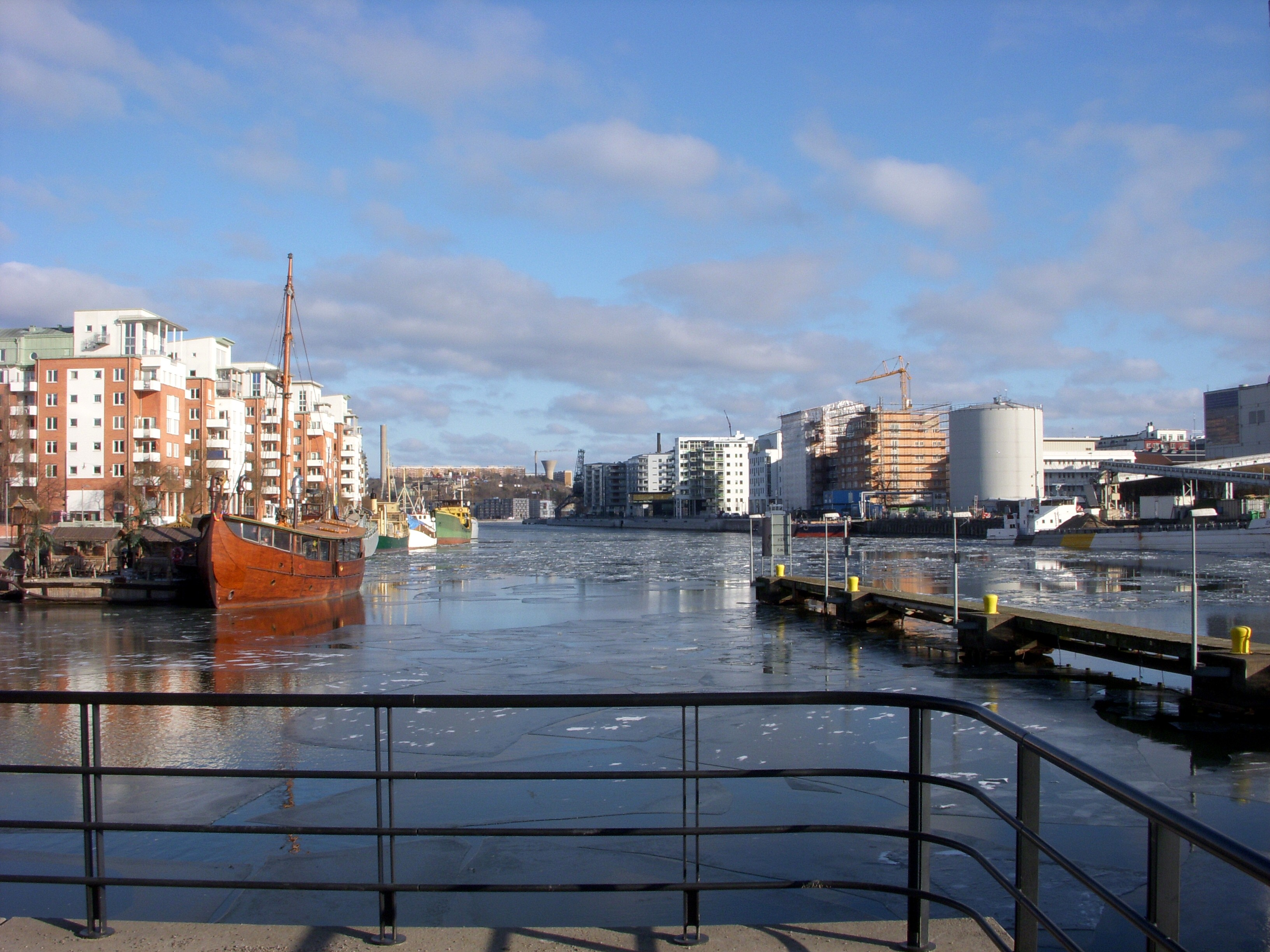
Hammarby sjöstad
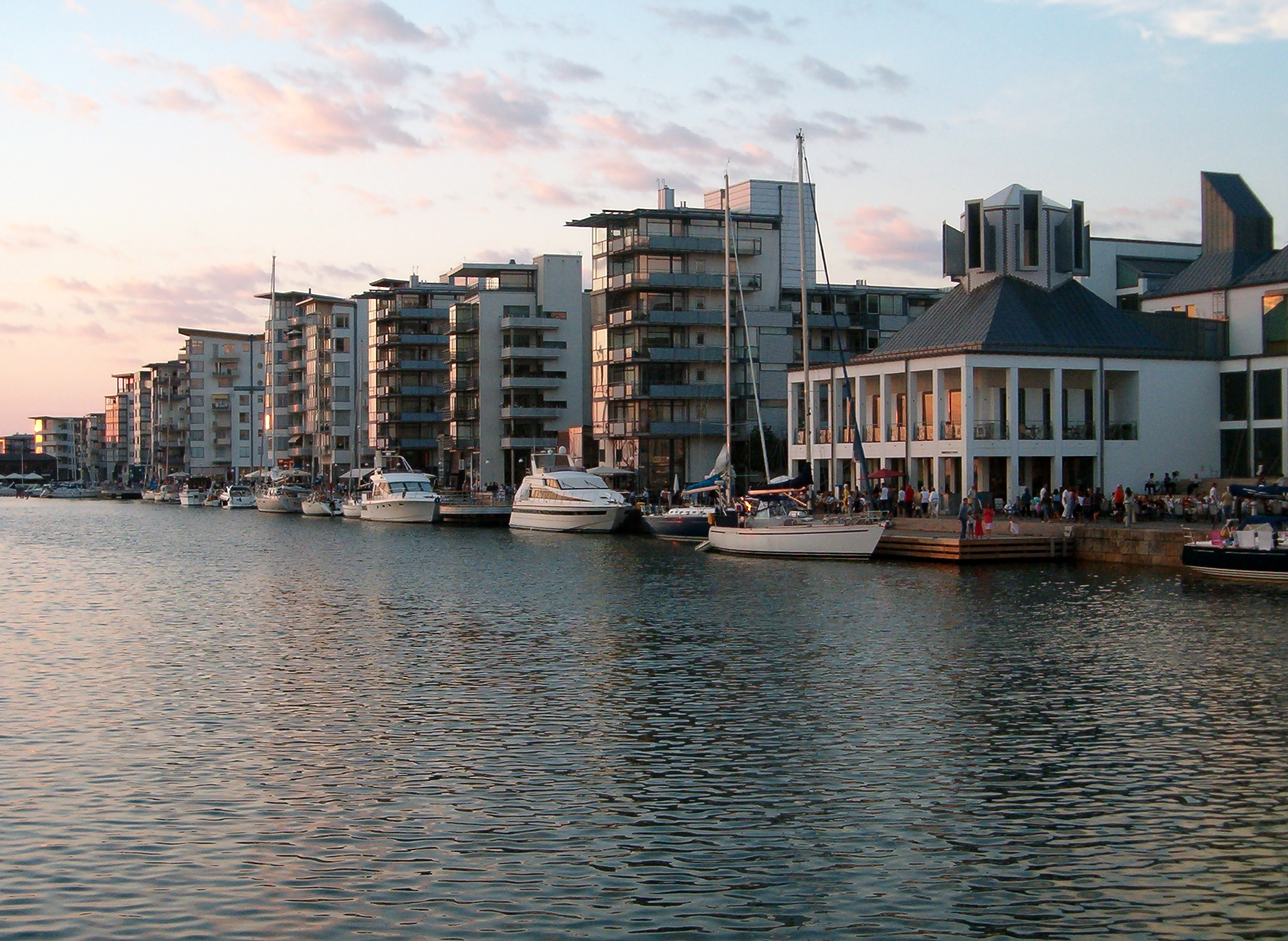
Norra hamnen, Helsingborg

En los últimos años se ha introducido un nuevo elemento en el proceso de planificación urbana: crear las condiciones para una sociedad ecológicamente sostenible y energéticamente eficiente. Tal y como muestra un ejemplo reciente de Malmö, ahora no sólo participan en esta labor especialistas remunerados, sino también agrupaciones apartidistas que trabajan de forma voluntaria. La idea de una ciudad ecológica no es del todo nueva. Understenshöjden es una zona residencial que se construyó entre 1994 y 1996 para ser la primera ciudad ecológica de Estocolmo, en Björkhagen. Consta de 44 apartamentos distribuidos en 14 casas de una y dos plantas y un bloque de pisos. Sin embargo, la tecnología no estaba totalmente desarrollada y la zona fue criticada por el derroche de energía y los problemas con la humedad y el moho.

## Legislación

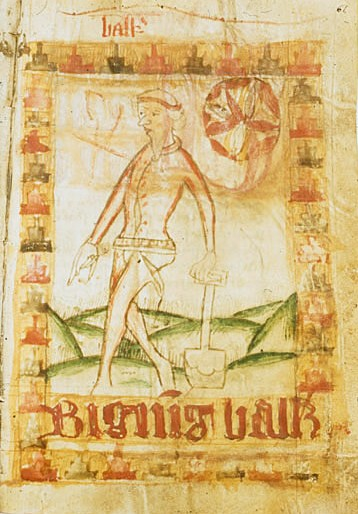
Portada del Código de edificación (Byggningabalken) de la Ley Municipal de Magnus Eriksson.

Aunque las ciudades medievales de Suecia, como Estocolmo y Visby, no contaban con una planificación previa, nunca se permitió construir de manera arbitraria. Desde mediados del siglo XIV, el régimen de construcción en las ciudades estaba regulado por el Código de edificación de la Ley Municipal de Magnus Eriksson. Había disposiciones que establecían una determinada anchura de la calle (8 codos, unos 4,8 metros) y que la construcción debía hacerse teniendo en cuenta a los vecinos. También se prohibía construir sin permiso de obras, y se estipulaba que "habrá dos hombres en cada ciudad, que se encargarán de inspeccionar los edificios y decidir, con los vecinos, cómo deben construir sus casas y demolerlas, y sobre las multas a quienes sean condenados por delitos." El capítulo XXII estaba dedicado al siempre recurrente azote de los incendios en las ciudades: "Del fuego, de cómo se ha de vigilar, y de su castigo a quien no lo haga".
El Código de edificación (Byggningabalken) de Magnus Eriksson fue ratificado en 1618 por Gustavo II Adolfo sin ningún cambio. En 1734, bajo Carlos XI, se introdujo un nuevo reglamento de edificación para las zonas rurales. La actividad constructora en las ciudades sería responsabilidad del gobernador respectivo y su correspondiente consejo.
El Reglamento constructivo de la ciudad de Westerås (Byggnads - Ordning För Westerås Stad) de 1799 se convirtió en un modelo para la antigua generación de normas constructivas. Contenía disposiciones sobre la división del terreno, la agrimensura, las calles y los edificios. Hasta 1874 no se introdujo un código de construcción a nivel nacional, redactado por Albert Lindhagen. En la actualidad, es obligatorio que todas las ciudades cuenten con un reglamento de edificación elaborado conforme a la normativa nacional. Se crearía un comité constructivo formado por cinco o tres miembros para supervisar el cumplimiento de las normas urbanísticas. La Ley de Ordenación de la Edificación y Urbanismo de 1931 derogó el Estatuto de la Edificación de 1874, aunque algunas partes siguieron en vigor mediante disposiciones transitorias y reglamentos provisionales de edificación hasta 1963, año en que las partes restantes del Estatuto de la Edificación de 1874, los reglamentos de edificación que de él se derivaban y los reglamentos provisionales de edificación fueron sustituidos por el texto legislativo.
Desde el 1 de julio de 1987, con algunos cambios a partir del 1 de junio de 1994 y el 2 de mayo de 2011, la planificación del suelo, el agua y la edificación se rige por la Ley de Planificación y Construcción (Plan- och bygglagen, PBL). El proceso de elaboración de un nuevo plan urbanístico, o de modificación de uno ya existente, consta de muchos pasos, desde el "estudio de viabilidad y asignación de terrenos" hasta su aprobación legal. La aplicación de un nuevo plan de zonificación puede llevar varios años. Mientras que en el pasado el urbanismo era cosa de unos pocos especialistas, hoy en día todos los interesados deben tener la oportunidad de manifestar su punto de vista.